# 鬼畜系
鬼畜系（きちくけい、英語: Demon style）は、悪趣味系サブカルチャーのサブジャンルであり、成人漫画などにおける反社会的行動ないし残酷描写が含まれる作品、またその作家を指す言葉として用いられている。
元来は1990年代の鬼畜・悪趣味ブームにおいて電波系などで知られたライター・村崎百郎が自分自身を指すのに提唱した造語である。ブームを代表する鬼畜系ムック『危ない1号』のキャッチコピーは「妄想にタブーなし」「この世に真実などない。だから、何をやっても許される」。

## 語義
エロティシズム文化に詳しい伴田良輔は「悪趣味」の起源そのものは「キッチュ」「マニエリスム」「バロック」「グロテスク」といったヨーロッパ文化にあると指摘し、それが大量消費時代を迎えた1950年代以降のアメリカで「モンド」「スカム」「キャンプ」「ビザール」「ローファイ」「バッド・テイスト」に発展し、それが米国での流行の経緯とは無関係に日本で新しい意味や機能が付け加えられて蘇ったと解説している。ただし、伴田の定義する「悪趣味」とは、ある範囲の事物に共通して見られる「けばけばしさ」「古臭さ」「安っぽさ」の類型的特徴を意味しており、最初から「悪趣味」とされるものを享楽的に消費する、あるいは露悪的なスタイルを積極的に志向するような「鬼畜系」は含まれていない。
1995年の『ユリイカ』臨時増刊号「悪趣味大全」において、文学・音楽・漫画・映画などの芸術文化でも、ほとんど無視されてきたダークサイドな側面が一括りに特集され、同特集で鬼畜ライターの村崎百郎が本格デビューしたことが、ブームの直接的なはじまりとみなされている。同年7月には、鬼畜系ムック『危ない1号』が青山正明らによって創刊され、ゲスな文体で悪趣味を消費する、卑近なスタイルが若年層にも受け入れられたことで、ベストセラーとなる。
「鬼畜系」という言葉が活字出版物上に現れるようになったのは「鬼畜系カルチャー&アミューズメント入門講座」と銘打たれた『危ない1号』第2巻「特集／キ印良品」（データハウス／東京公司）や新宿ロフトプラスワンで開催されたトークイベント本『鬼畜ナイト』（同）が刊行された、1996年頃からとみられている（いずれも村崎百郎が企画立案を行った）。
こうしたサブカルを統合するカテゴリーとして範囲「鬼畜系」「電波系」「悪趣味系」という用語が90年代に広まったが、一部の読者が数々の事件を起こし、1997年までにブームは終焉を迎えた。

## 戦前

### 人類と社会〜個人の欲望と社会の規範、そして社会的承認欲求（権力欲）
人類は社会的な動物であり、武力や暴力ではなく法や徳による社会制度・規範などによって個人の欲望を抑制し、社会秩序を保つ術を発展させてきた。そのような法や徳の下では、利己的な性衝動や暴力は反倫理的・反社会的とみなされる傾向があった（権威主義）。とは言え、性は生物にとって根本的なもの（繁殖）であり、差別や暴力もまた人類に刷り込まれている本能（自己防衛）である。そのため、社会規範による民衆の抑圧に対する抵抗が歴史上繰り広げられてきた（反権威主義）。また、宗教や学問による利他的道徳心および理性的啓蒙思想が枢軸時代に花開いてからも、現代の感覚では鬼畜（反倫理的）とみなされるような野蛮きわまりない習慣は世界中で普遍的に行われていた。具体的には少年愛や児童性的虐待、女性差別、人種差別、階級差別（奴隷制、身分制）、障害者差別、人肉食、生物種の大量絶滅、戦争による虐殺、拷問、残虐処刑などが挙げられる。これらはむしろ、社会や文化における倫理規範として、異なる集団を異端視・悪魔化して排除するために行われていた側面がある。近代以降は、人権に関する社会意識が高まり、芸術や思想の創作や発信活動においての急速な民主化や大衆化が進んだ。こうして、肉体的な権利の侵害は厳しく規制されたものの、思想的な個人の自由の追求はどこまでも進み、ポストモダン（≓価値相対主義）へと行き着くこととなった。結果、社会的価値における確定的な「善悪」「美醜」「真偽」などの二元論が崩れ、複雑に錯綜するようになっていき、現在に至る。
本節では、その時々の社会的権威による「真・善・美」の価値観に反する芸術・運動・事件の歴史を記す。

### 近世以前
性に関する文化として、日本列島および世界の各地では生殖器崇拝が行われていた他、さまざまな性愛にまつわる絵画、文学、彫刻などが作成・消費されてきた。日本エロ文化の始祖的存在である春画は、唐から医学書と共に伝わった房中術の挿絵「偃息図」（えんそくず／おそくず）や明から伝わった春宮画に起源を持つとされる。平安時代からは、縁起物を象徴する男性器がグロいほどに誇張して描かれていたという見方もある。海外でも「カーマ・スートラ（性愛経典）」や「イ・モーディ（性愛図）」のような性愛芸術がある。
また、暴力的で残酷な芸術としては、天国（平和と繁栄）と地獄（暴力と破壊）という、宗教的な善悪二元論を反映した地獄絵図がある。例えば、12世紀の「餓鬼草紙」「地獄草紙」や「快楽の園（16世紀版）」「快楽の園（12世紀版）」などがある。また、宗教的権威においては、神の神聖さを汚す冒涜は最大の罪の一つとみなされていた。

### 江戸時代

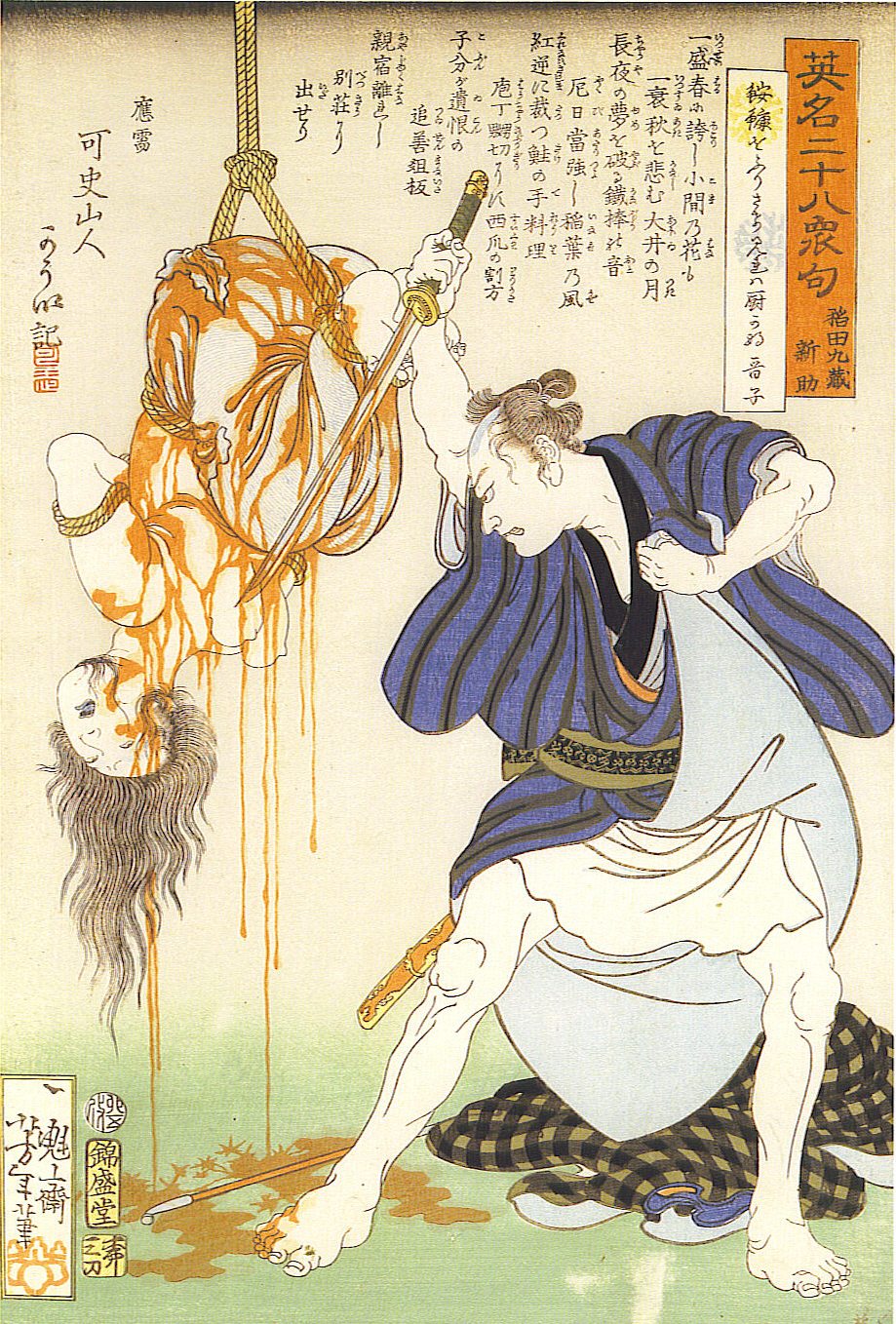
月岡芳年『英名二十八衆句』（慶応3年・1867年）内の「稲田九蔵新助」図。裸の女を逆さ吊りにして鮟鱇斬りにする様子を描いた無残絵。

日本におけるエログロ文化は、大衆文化が花開いた江戸時代後期の艶本・春画においても見出すことができる。鳥居清信の春画の一つ（1700年頃）には性的倒錯の一種の裸の男と服を着た女のシチュエーションがある。同性愛を描いた春画（枕絵）も多々知られている。葛飾北斎の艶本『喜能会之故真通』（1814年頃）における「蛸と海女」は、獣姦アートの中でも蛸が相手というかなりのキワモノであった。
西洋ではルネッサンス以降、医学書・解剖図 や解剖図を反映した等身大の人体蝋人形などが数々制作された。中でも、Marie Marguerite Bihéron (1719 - 1795) の作品が有名であり、妊婦の解剖人形などは非常に精巧だったとされる。日本でも、蘭学の医学書の翻訳本『解体新書』（1774年）など、漢学や蘭学の医学書・解剖図に倣った書籍が幾らか発行された。中でも、渓斎英泉の艶本『閨中紀聞 枕文庫』（1822年）は、当時の性の医学書・百科事典にして性奥義の指南書であり、同時に、奇書の中の奇書として知られている（特に膣の内部に大きな関心が抱かれている）。
幕末期には浮世絵師の月岡芳年や落合芳幾が「無惨絵」という歌舞伎の殺陣や鮮血などの残酷描写を主題にした扇情的な浮世絵を発表した。これは幕末という不穏当な時代世相を背景に制作されたともいわれる。なお、無残絵は江戸時代後期の廃仏毀釈の流れもあり、九相図など仏教絵画に見られる宗教色が一掃されている。つまり無残絵は宗教的文脈を逸脱し、純粋な娯楽として制作および鑑賞されていたことがわかる。以降、無残絵はエログロの古典的地位を確立し、責め絵の草分け的存在である伊藤晴雨は、芳年の無残絵を模した緊縛絵や緊縛写真を多数制作した。また芳年と芳幾が幕末に発表した競作無惨絵『英名二十八衆句』（1866年 - 1867年）は、非商業的な漫画雑誌『ガロ』（青林堂）などで活躍した丸尾末広と花輪和一によって昭和末期にリメイクされており、無残絵を原点とするエログロ文化の精神的な流れは、後々のサブカルチャーに脈々と受け継がれた。
また、幽霊画というホラージャンルも存在し、月岡芳年作の女性器が顔についている幽霊など、エログロセンスの絵画もあった。ピーテル・パウル・ルーベンスのメドューサの頭部も古典的グロ画である。
拷問は世界各地で行われていた習慣であったため、さまざまな文化において拷問シーンやを描いた絵画が見られる。また、放尿・脱糞などの排泄シーンを描いた絵画も、歴史上にいくらか残されている。
1785年にはマルキ・ド・サドが鬼畜SM小説『ソドム百二十日あるいは淫蕩学校』を著した（初版は1904年）。マゾ文学は1871年の『毛皮を着たヴィーナス』にて開花したと言われている。死や汚穢趣味にエロティシズムを見出す文学は世界各地に見られる。また1812年にヨーロッパで刊行された『グリム童話』は、民衆文化の中から成立し、残酷・性的な描写も散見された。

### 文明開化

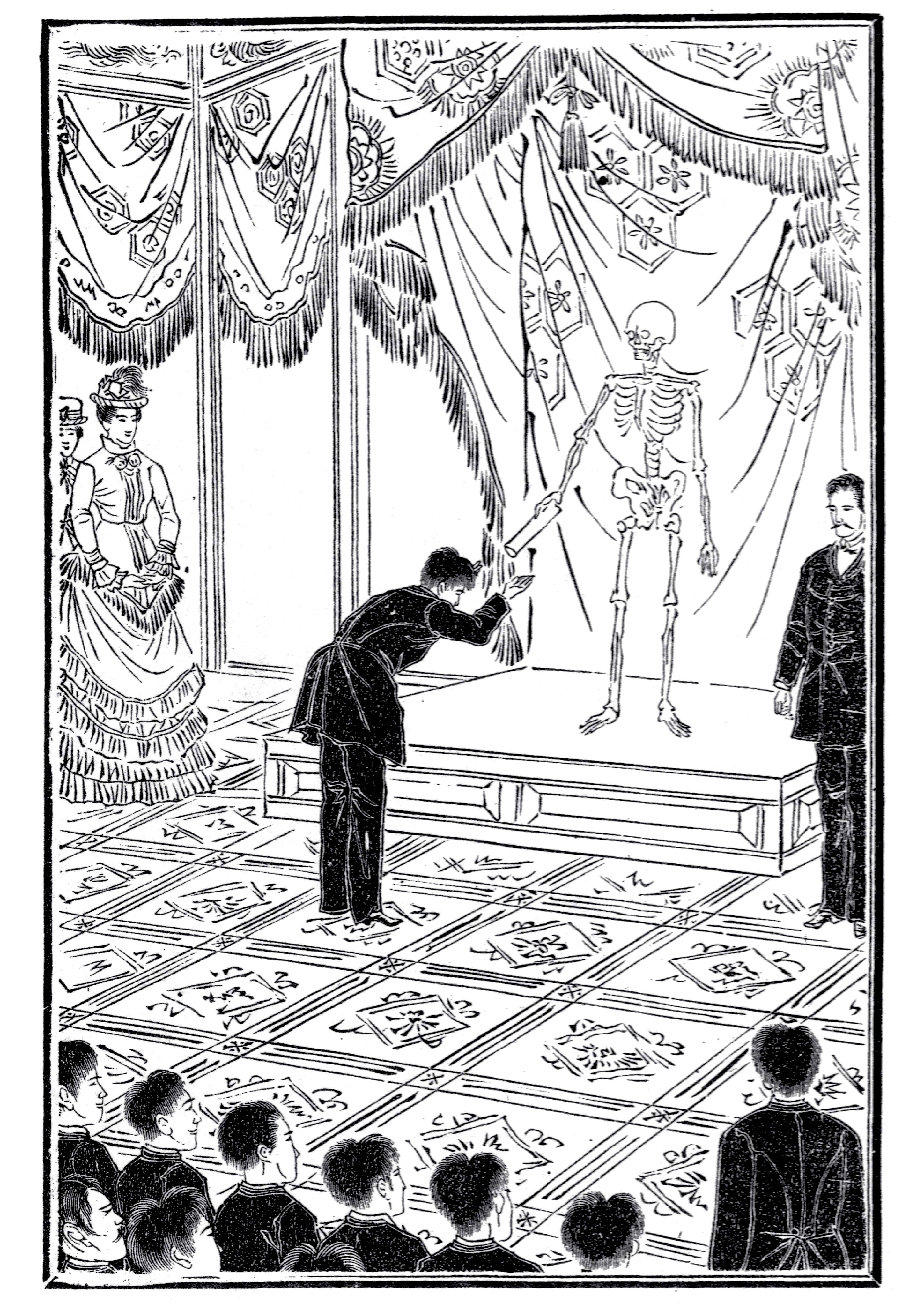
宮武外骨「頓智研法発布式」（安達吟光画）。大日本帝国憲法に擬した「頓智研法」を骸骨（＝外骨）が下賜する場面。また条文の「第一條 大日本帝國ハ萬世一系ノ天皇之ヲ統治ス」をもじり「第一條、大頓知協会ハ讃岐平民ノ外骨之ヲ統括ス」とした。奥に立つ骸骨は明治天皇であるとして外骨は不敬罪で逮捕され、投獄は3年8ヶ月に及んだ。

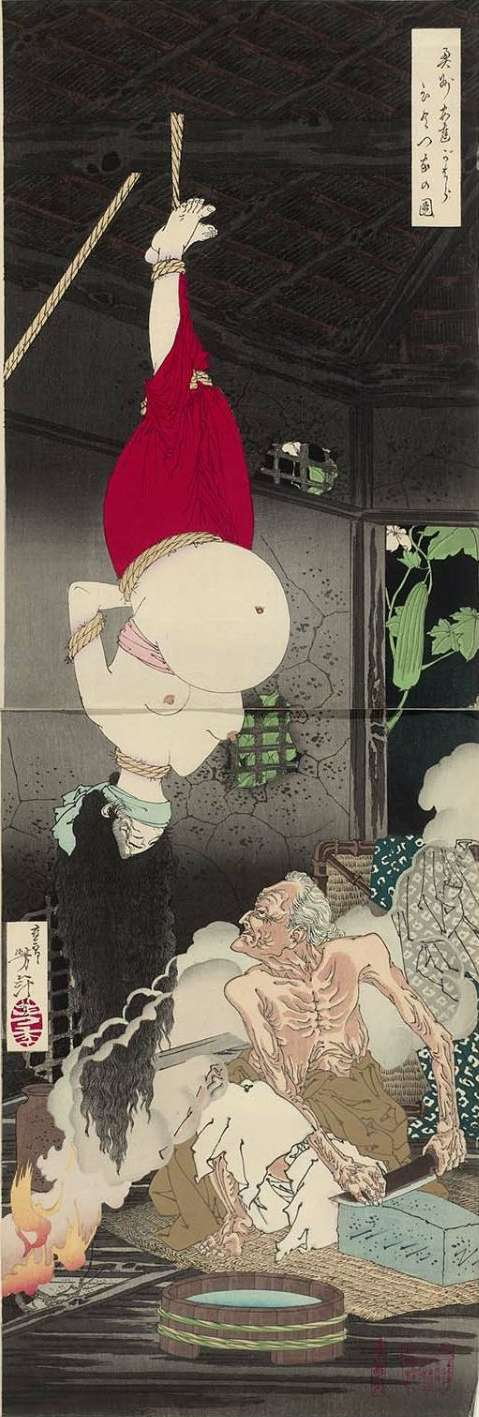
妊婦の腹を裂いて喰い殺す黒塚の鬼婆伝説を描いた月岡芳年『奥州安達がはらひとつ家の図』（明治18年・1885年）
明治政府は風俗壊乱の廉で発禁とした。

16世紀半ばに始まったヨーロッパとの交流は、江戸時代（1603 - 1868年）には鎖国によって細まったが、黒船来航（1853年）および明治維新（1868年）後には再び強力に推進された。日本の幕末・明治時代に相当する欧米のビクトリア朝時代は、市民革命（イギリス革命、アメリカ革命、フランス革命）・産業革命がもたらした急速な社会変革（民主化や資本主義化）が進んだはけ口か、さまざまな悪趣味・不気味な習慣が知られていた。文明開化の裏側では、これらの習慣も何らかの形で日本にも伝わった。
1839年に実用的な写真技術が発明されて以来、そのような奇怪な物の写真（髭の生えた女性、シャム双生児、小人症、4本足の人物など）や排便、ヌード・ポルノ写真（児童ヌードも数多く制作されていた）も巷に出回り、人々の好奇を集めていた。19世紀終盤に映画が発明されると、すぐにポルノ映画が地下で制作されるようになったが、欧米や日本では公権力の下では非合法だった。
以前は絵画で表現されていた死の風景や残酷描写が写真記録としても残されるようになったことで、外科手術（癌で顔面が奇形化した写真も多々残されている）、事故、殺人事件、戦争（南北戦争ではすでにカメラが広く商用化されていたため、千切れた手足や損壊した顔面など多くの肉体損傷写真が残されている）、果ては清朝時代の残酷極まりない拷問写真（特に凌遅刑） や死体写真 が出回るようになった。その他にも、故人を生きているかのようにポーズを取らせて写真を取ることも流行した が、これは葬儀の風習の一環である。1880年頃からから商用で使われ始めたハーフトーンという印刷法によって、白黒写真を雑誌に印刷できるようになったことでヌード写真が雑誌に掲載できるようになったが、同様にグロ写真が一般の出版物として写真集や雑誌の形で発行されていたかは、追加調査が必要で待たれる。

### 快楽主義・虚無主義とオカルティズムの萌芽
薬物（ドラッグ）が成分抽出・化学合成される以前は、向精神物質は自生植物から調合され世界中の文化で宗教的儀式において使用されていた。
19世紀にはドイツなどで化学が発展し、さまざまな向精神物質が植物より成分抽出・化学合成された。モルヒネ（1804年）、カフェイン（1820年）、ニコチン（1828年）、コカイン（1860年）など。1888年に長井長義がドイツ留学中に漢方薬の麻黄から抽出に成功したメタンフェタミン（商品名ヒロポン）は、第二次世界大戦中に兵士の疲労回復や士気向上に用いられ、戦後に多くの中毒者を出した。戦前は中毒性の強い薬物でも、エネルギー剤として市販されていたりした。戦後のアメリカでは、若者の間のドラッグ中毒が蔓延している。
1904年には、オカルティストのアレイスター・クロウリーが『法の書』を出版し、「汝の意志することを行え」というセレマ思想を提唱した。クロウリーは『法の書』(II,28) に対する「新しい注釈」の中でこう書いている。
「これが正しい」という基準などない。倫理とは戯言である。それぞれの星は独自の軌道を行くべきである。「道徳原理」などクソ食らえ。そんなものはどこにもないのだ。
古代から存在する、自己の快楽（欲望）を追求する利己的快楽主義は、19世紀・20世紀初頭のオカルティズムにて再解釈され宗教・社会的道徳に反逆する悪魔崇拝カルトなども生まれ、20世紀後半のカウンターカルチャー運動によって再評価されるようになった。例えば、快楽主義の一派キュレネ派のヘゲシアスは、人生は苦痛であり、自殺こそが快楽を追求する道だと説いた。利己的快楽主義者では、極端なケースでは、自己の快楽のためならば姦淫、同性愛、児童性愛、近親相姦、快楽殺人、自殺、安楽死、などなんでも正当化され許されてしまうことが議論されてきた。また、悪魔崇拝では、自己の快楽が目的ではなくても、積極的に社会に対するあらゆる悪（破壊、殺人、強姦、暴力、強奪、拷問、裏切り、虚言）を働くことが推奨される（自殺をすると悪を働けなくなるため自殺を推奨しない一派もあるし、より強力な悪に生まれ変わるため自殺を推奨する一派もある）。自殺予防の観点では、悪魔崇拝への傾倒は自殺の前兆の一つとも考えられている。
19世紀のもう一つのトレンドは、ニーチェによって有名になった虚無主義（神の死）である。これは、人生に意味はない、世界に価値はない、客観的な真実や善悪（道徳）など存在せず全ては相対的である、全ては無に帰するため無意味である、すなわち「事実などない。あるのは解釈だけだ」などという態度である。たとえば1912年に刊行された『変身』は、ある男が目覚めるとグロテスクな虫になるという不条理なストーリーであったが、これはカフカなりのニヒリズムが反映された寓話と見る向きもある。

### 疑似科学・フリンジ科学の勃興
19世紀には様々な科学・技術が発達した一方で、副産物として疑似科学・境界科学も多く発生した。たとえば、脳を外科的にいじって精神障害を治療するロボトミー、受精のメカニズムの発見と聖母マリアの処女懐胎崇拝が融合した反中絶思想、血液型の発見と欧米系にA型が多くアジアにB型が多いことからくるB型血液型差別、ダーウィンの進化論の提唱から派生した社会進化論とメンデルの遺伝学から派生した優生学などからくる人種差別や障害者差別、女性医療における膣鏡の一般化からくる女性支配思想などがある。日本でも19世紀以降に血液型差別やアイヌ・韓国差別、女性差別などが明示的になり、これには西洋制度の影響がうかがわれる（もちろん、江戸時代にも穢多・非人などの身分差別や遊郭などの女性差別は存在した）。さらに、ユングによる「分析心理学」、フロイトによる「精神分析学」（鬼畜系の二本柱である死への衝動・デストルドー（タナトス）と性への衝動リビドー（エロス）の理論も含まれる）、フレデリック・マイヤーズによる「超心理学」（超能力）の研究も19世紀末から20世紀初頭に発表され、日本にもすぐさま伝わった。
さらに、長らく西洋世界の中心的宗教であったキリスト教では、各宗派の教主が神学解釈や異端審議を行なっていたが、宗教改革以降、権威が失われた。以後、万人司祭の潮流から様々な聖書解釈が花開き、怪しい新興キリスト教宗派が数多く誕生する（たとえば、非キリスト教者は終末戦争で皆殺しにされるというカルト的・差別的で悪名高いディスペンセーション主義などのクリスチャン・シオニズムや福音派、エホバの証人、モルモン教など現代で言うキリスト教保守派）。19世紀には、東洋宗教の神秘思想が西洋にも持ち込まれ、東西宗教の融合した新興宗教も生まれた。19世紀アメリカの民衆宗教思想「ニューソート」は、引き寄せの法則やポジティブシンキング（積極思考）など、自己啓発の源流とも言われている。これらの理論は、オカルトにて好まれて用いられている。また自らの魂・霊性を進化・向上させることを説く「神智学」の思想もこの時期に生まれた。

### 反ユダヤ主義陰謀論
19世紀には反ユダヤ主義のプロパガンダとして、フリーメイソンやイルミナティが世界支配（新世界秩序、NWO）をもくろむ悪魔崇拝結社とする陰謀論も生まれた。このプロパガンダはナチスにも利用され、ポグロムやホロコーストの一因ともなった（詳細は「シオン賢者の議定書」および「ナチズムにおけるオカルティズム」も参照）。1950年代にはウィリアム・ガイ・カーが同様の陰謀論「影の政府」を普及させた（後にディープステート/DSとも）。このスキームは、ユダヤ教、共産主義、合衆国政府、国際金融機関などを攻撃するプロパガンダとしても利用されることになる。
反ユダヤ主義は、ヨーロッパの歴史において根深く、数々の陰謀論（ユダヤ教徒がキリスト教徒の子供を誘拐して、儀式殺人を行なっているという血の中傷陰謀論や、ユダヤ人が毒を撒いて黒死病などパンデミックの原因を作っているといった陰謀論）によって、歴史上多くのユダヤ人が攻撃・迫害されてきた（詳細は反ユダヤ主義を参照）。血の中傷陰謀論は、20世紀後半に生じた児童人身売買陰謀論やピザゲートと同様に、子供の人権侵害をでっち上げて、嫌悪感を煽る構造となっている。また、ユダヤ人がパンデミックを意図的に引き起こしているという陰謀論は、コロナ禍に流布されたグレートリセット陰謀論の原型とも言える。こうした差別の根底には、キリスト教によるユダヤ教への宗教差別のみではなく、ヨーロッパ白人の中東系人種に対する人種差別も起因しており、これは現代の白人至上主義につながるものである。

### 明治期の社会風刺
イギリスでは風刺漫画雑誌『パンチ』が1841年に刊行され、社会を面白おかしく皮肉的に風刺した。またこの頃の日本でも、時には不謹慎とも見なされた社会風刺雑誌として、野村文夫の『團團珍聞』や宮武外骨の『滑稽新聞』のようなものがあった。特に「癇癪と色気。過激にして愛嬌あり」をキャッチコピーに足掛け8年で全173号を刊行した宮武外骨の『滑稽新聞』は1901年の創刊以来、政府や役人の汚職や醜聞、既成ジャーナリズムの腐敗などを容赦なく暴き出し、歯に衣着せぬ過激な社会風刺が人気を集め、当時としては驚異的な8万部を発行した。同紙は発刊中だけでも、外骨本人の入獄2回、関係者の入獄3回、罰金刑16回、発禁印刷差押え処分20回以上という壮絶な筆禍を受けたが、外骨は全く懲りることなく「寧ろ悪を勧めよ」「法律廃止論」「検事には悪い奴が多い」などの過激な持論を紙面に掲げた。当然、検事からは「無政府主義の社会主義を理想とする新聞であり、国家秩序を甚だしく害するものだから、この際、発行禁止処分にするのが適当」と弾劾されるも、不当に高額な罰金刑を下した検事を紙上でさらに攻撃し、大阪地裁による発行禁止命令 に先手を打つ形で最終的に「自殺号」（1908年10月20日付）を出すに至る。これには「権力に殺されたのではなく、自らの意志で自殺廃刊を選んだ」という外骨なりの自負とユーモアが込められている（さらに翌月『大阪滑稽新聞』を創刊して戦いを継続）。以後も外骨は権威に屈せず、反骨と諧謔のパロディストであることを生涯を通してつらぬいた。

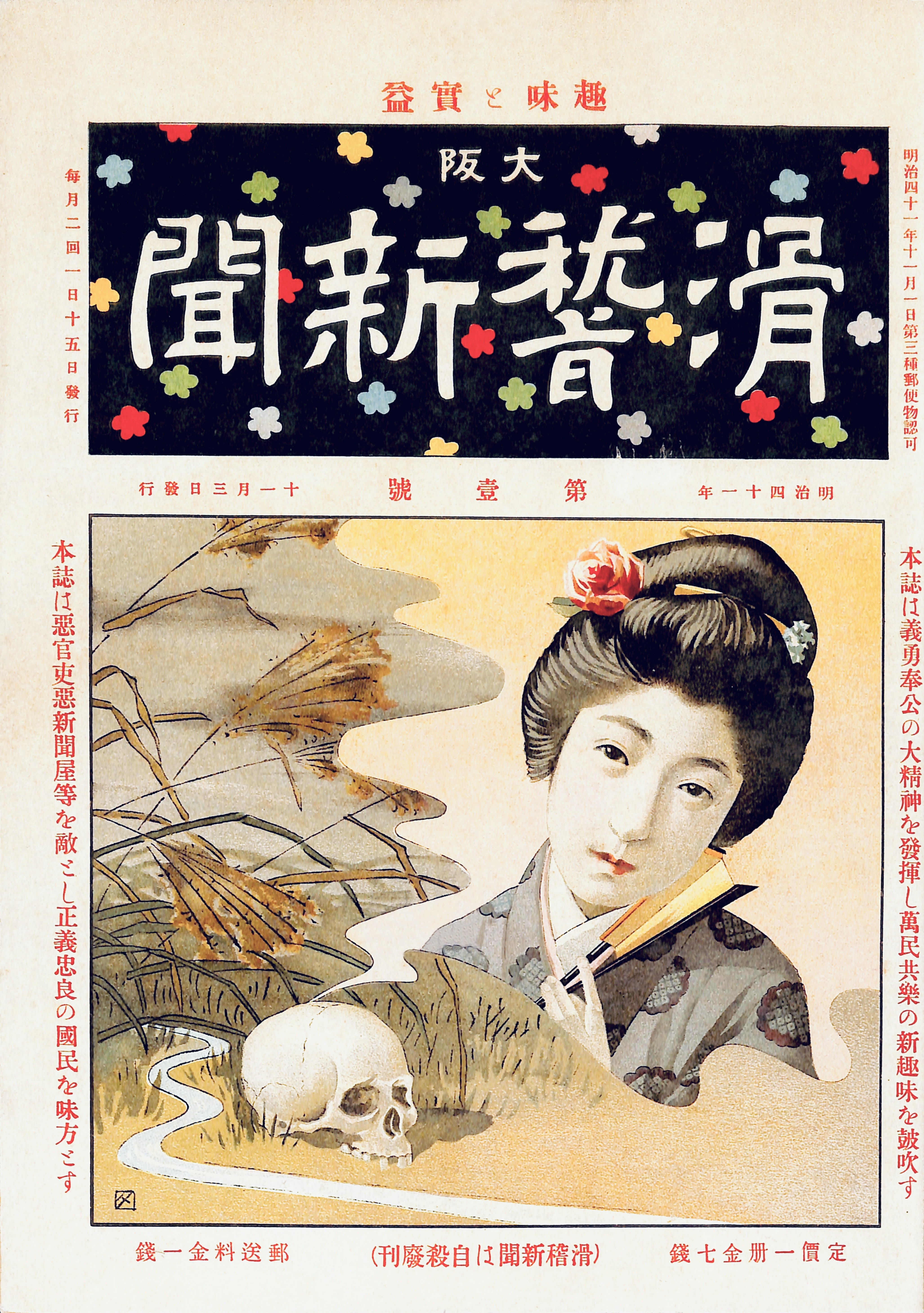
発行禁止命令に先んじて自殺廃刊した『滑稽新聞』の後継誌『大阪滑稽新聞』創刊号（1907年11月3日号）表紙。通巻24号（1909年10月15日号）では伊藤博文の最期を当てるという不謹慎な懸賞企画を行い、その直後に伊藤博文暗殺事件が起きると「女ずき者の最後」と題した風刺画を通巻26号（11月15日号）に載せ、繰り返し発禁となった。

### 大正デモクラシーと変態性欲の通俗化
大正時代に入ると、明治維新による国内産業の近代化の恩恵もあり、中産階級層が厚くなり消費文化を形成するようになった（江戸時代の大衆文化は江戸や大坂などの大都市の庶民が中心であった）。特権階級が欧米から学んで社会制度を制定した明治時代からさらに発展し、民衆が政治参加によって社会制度を制定するための大正デモクラシーという運動が盛んになり、1925年にはアジアで初の男子普通選挙が法定されたことで、戦後民主主義の礎を築いた。この時代は、軍国主義が台頭した昭和初期とは対照的に、官憲や大衆は性にもおおらかだった時代であったとされる。
遡ること明治時代には、James Ashtonによる『The Book of Nature』（1865年） の翻訳本『造化機論』が1875年に刊行され、近代の言葉と論理で性を解き明かした記念碑的な書物となった。当時の一般人にはなじみのなかった精子と卵子のことなども解説されていた。「造化機」とは、当時の用語で「生殖器・性器」のことを指した。この書物を皮切りに、「造化機」について論じた書物は明治期には大量に刊行され、類本・異本・二番煎じを含めれば、優に100種類以上の「造化機論」が存在していた。しかし、明治期は道徳的には保守的で、科学書であったため発刊が許されたが、男女の性器の図解等もあり、現在のエロ本のような関心で見られた側面もあった。明治末から大正になると、その種の本も次第に娯楽的な彩りを持つようになった。
ドイツの精神医学者・クラフト＝エビングが性的倒錯について書いた『性的精神病理』（1886年）は、日本における変態性欲ブームの火付け役ともされている。この書物は、1894年に『色情狂編』として和訳されたが明治政府に発禁とされた後、大正時代の1913年に解禁され、大日本文明教会から『変態性欲心理』と題して刊行された。この書籍中では「ひとりエッチ（クリオナ）」「性欲減退」「ホモセクシュアル」といった、現在では普遍的な性のトピックも紹介されているが、それだけでなく「折檻プレイ」「露出狂プレイ」「放置プレイ」「イメージプレイ」「コスプレ」などアブノーマルな性癖も取り上げられていた。本書を嚆矢として科学の分野では「性科学」と呼ばれる学問分野が確立することになり、日本においても学術的そして通俗的な「変態」考察がすぐに盛んになった。「変態」という語は、1909年に刊行された小説『ヰタ・セクスアリス』で有名になったとされる。
中村古峡によって創刊された研究雑誌『変態心理』（1917 - 1926年）では、変態性欲論が議論され、男性同性愛者の読者たちによってゲイ解放区構想も議論された。また田中香涯（田中祐吉、医学博士）によって刊行された『変態性欲』（1922年）では、それまで狭義の心理学用語として使用されてきた変態の通俗化が行われ、羽太鋭治や澤田順次郎といったセクソロジストたちによる性科学の通俗化も起こった 。変態という言葉自体も広く社会に浸透した流行語となり、宮武外骨は『変態知識』（1924年）を、梅原北明は『変態十二史』『変態・資料』（1926 - 1928年）を刊行するに至った。特に梅原北明が企画した叢書『変態十二史』（文藝資料研究会）は合計15巻（12巻＋付録3巻）という破格のシリーズとなった。このシリーズは「性」に限定されてきた「変態」の範囲をさらに拡張し、全巻のタイトルに「変態」を冠するという徹底ぶりと珍奇ぶりが大いに受け、500部限定の会員誌にもかかわらず、申し込みは4000〜6000部を突破した。あらゆる事象に「変態」を当てはめようとするスタイルは時に牽強付会ですらあり、第8巻『変態仇討史』を著した梅原北明も同書の序文で「普通の仇討から特に変態と云う奴を選ぶことに務めただけですから、多少こぢつけたものもあります。／尤も、こぢつければ仇討と云う存在は確かに変態です」と言い訳している。この時点で「変態」という用語は実態を失い、普通ではないものに対する曖昧な印象を包括するイメージとして流用されることになる。
こうした戦前の変態言説の多くは、北明一味の「趣味的研究」を除けば、生半可な性知識に振り回される人々を啓蒙するという至って真面目な学問であった。あくまで変態は「客体的な研究対象」であり、そこにはLGBTQに代表される性のアイデンティティなど存在せず、変態性欲者や性的逸脱者は「矯正されるべき存在」として扱われた。これは1868年の明治維新後、西側の性規範が輸入される過程で「性の近代化」が進み、性に対する保守化・均質化・標準化・規格化、すなわち「正常志向」が強調された為である。そこから逸脱する存在は、しばしば蔑みの対象となった。これに関して『変態十二史』の編集発行人である上森子鉄ですら「我々まで変態だと思われたら困る」と発言しているほどである。変態性欲者が当事者として主体となった「変態による変態のためのマニア雑誌」が登場するのは、戦後の『奇譚クラブ』（1947-1975年）を待つことになる。
こうして変態文化は広がりを見せたものの、それを理論的に支える学問領域は未成熟なままであった。人間の根源である性的欲望が自然科学の分野で明確に確立するのは、クラフト＝エビングの『変態性欲心理』から1世紀近く経った1979年、自然人類学者のドナルド・サイモンズが発表した『The Evolution of Human Sexuality』（性的欲望の進化）からである。本書は人間の性行動の形成過程、たとえばオーガズム、同性愛、性的乱交、レイプなどを進化論的な枠組みで史上初めて体系化したもので、あらゆる学問（進化生物学、人類学、生理学、心理学、文献学）を統合して分析した点でも画期的だった。本書は後続の研究にも大きな影響を与えており、たとえばレイプにまつわる性的衝動を進化生物学で分析し、フェミニストとの間で大論争にもなった問題作『人はなぜレイプするのか―進化生物学が解き明かす』（2000年）も本書の絶大な影響下にある。もっとも、自然科学の観点から性的逸脱の研究が本格化し始めたのは、つい最近のことであり、依然として追加調査が待たれる。
その間、日本発の変態文化は「おたく」の出現にともない、二次元のコンテンツに比重を置くことになる。またインターネットが急速に発達した1990年代には、米裁判所がオンライン上のわいせつ表現をゆるやかに解釈するようになり、日本のアダルトアニメは世界に開放された。2000年代には、日本のアダルトアニメやキワモノAV、アダルトゲームのジャンル（ロリ、異種姦、ぶっかけ、ごっくんなど）を表す言葉として「Hentai」というキーワードが世界中に広まっている。

### 人間動物園・衛生博覧会
19世紀のイギリスやアメリカでは、フリーク・ショウと呼ばれる見世物小屋にて世の中の奇怪なもの（奇形、部族の全身入れ墨や身体改造など）を、人間動物園では西洋文化以外の部族・人種や非健常者を見せ物にしていた。日本でも、欧米の植民地帝国主義の流儀に倣って、20世紀初頭に台湾人やアイヌ人など、弱小民族の人間動物園的展示を博覧会にて行っている。これらは現代の人権感覚に照らすと差別極まりないものであった。
また、19世紀は都市人口の増加と劣悪な環境に住まう労働者が増え、コレラなどの伝染病も蔓延した。これを背景として、欧米では「衛生知識普及」のための催事である衛生博覧会が19世紀半ばに始まった。大きなものでは、1883年のロンドン万国衛生博覧会、1883年にベルリンで「全ドイツ街生・救命覧会」が、1903年にはドレスデン都市博覧会の特別展として「国民病とその克服」が開催されている。アメリカでも同様に博覧会における衛生展示が行われ、人体解剖模型の鑑賞ブームが起こった。19世紀後半のパリで開催された解剖蝋模型展覧会は大人気を博し、ヨーロッパを移動する展覧会になった。そこでは結合双生児と呼ばれた身体の一部が結合している双子の模型も展示されていた。1911年のドレスデン国際衛生博覧会では、大衆向けアトラクションも数々設置され、中でも人体展示館の性病ブースなどの精巧な蝋人形は国際的な評判を呼んだ。
日本でも1887年の「衛生参考品展覧会」（東京・築地）を皮切りに、昭和初期まで全国各地で衛生博覧会が開催された（戦後も再開されているが、現在では保健衛生思想が行きわたったことでこの展覧会の役割は終えている）。大正期になると、見せ物的エログロ要素が白熱し、ビール過飲心臓、子宮炸裂、コレラ小腸、天然痘皮膚、トラホーム模型、花柳病模型、淋病男局部のウミ、寄生虫模型、梅毒になった女性器、強姦殺人の現場再現のようなものが公然と展示され鑑賞されていた。1914年の東京大正博覧会の衛生展示は、生身の人間から疾病・臓器・死体・ミイラにいたるまでなんでもありの企画となり、保存液につけた生首10級、刑死した高橋お伝の性器や刺青を入れた皮膚なども展示されたという。東京大正博覧会の展示物はその後更に充実し、「大阪衛生博覧会」(1915)、「戦捷記念全国衛生博覧会」(1919)、「児童衛生博覧会」(1920)、「大正衛生博覧会」(1921)、「平和記念東京博覧会」(1922)、「名古屋衛生博覧会」(1926)などへと引き継がれた。
衛生博覧会は、1985年にも、本来純粋なはずの芸術を取り戻すために「制約やモラルなどの精神的な不衛生を排し、本能のおもむくままに創作に取り組もう」との趣旨で有志のアーティストたちによってリバイバルした。好奇のための人体展示という意味では、人体の不思議展、目黒寄生虫館、温泉観光地にみられる秘宝館（性のミュージアム）、閉館した元祖国際秘宝館の展示物を引き継いだまぼろし博覧会は、衛生展覧会の系譜に連なるものと捉えることもできる。

### 第一次世界大戦後から世界恐慌まで
欧米における1920年代は、毒ガス兵器など非人道的兵器や大量破壊兵器も登場し破滅的だった第一次世界大戦（1914 - 1918年）からの反動で、既存の権威に対する不信感が高まり、冷笑主義や反権威主義が蔓延し、より自由な社会を望む風潮が世界的に高まった。アメリカでは婦人の参政権が成立し、女性の服装や髪型は動きやすいボーイッシュなものが流行した。狂騒の20年代を背景として登場したフラッパーなどのファッションスタイルは、モボ・モガとして日本にも伝わった。バーレスクもこの頃には、ストリップショーがメインの出し物に成り下がった。また、ティファナ・バイブルと呼ばれる、粗雑な画風のポルノ漫画誌もこの頃に出回るようになった。
世界では、ダダイズムなどの反芸術の流れが起き、マルセル・デュシャンは小便器を芸術作品（1917年）として発表し、マン・レイは性交中の結合部のアップの写真を芸術作品として1920年代に発表した。この流れは、シュールレアリズムやアバンギャルドなどの前衛芸術に連なる伝統的な系譜でもある。また1929年には実験映画の『これがロシヤだ』と『アンダルシアの犬』が公開され、前者では出産シーンが映されたほか、後者では女性が剃刀で眼球を切り裂かれるという衝撃的なイメージが描写された。
1929年の世界恐慌によって社会・政治が保守化したことで、解放的なムードは戦後まで抑圧されることになった。その後、不謹慎とみなされる文化の多くは地下へ潜ることになり、ドイツではナチスによって前衛芸術は退廃芸術という烙印を押され、徹底的に弾圧された。

### エログロナンセンスと梅原北明の時代

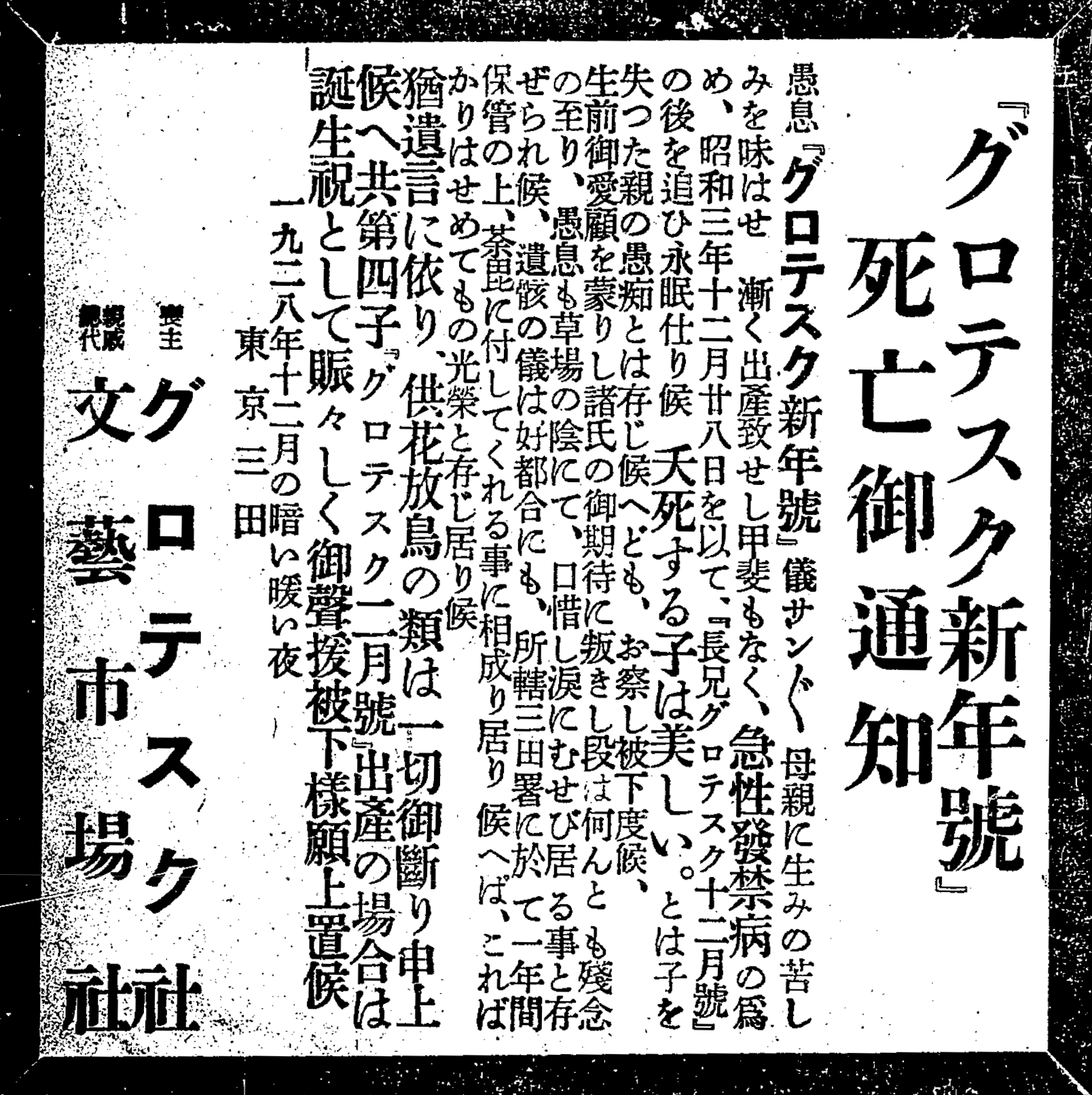
雑誌『グロテスク』1929年1月新年号の発禁処分に対抗して梅原北明が『読売新聞』1928年12月30日付朝刊に出した死亡広告。通知によると「愚息『グロテスク』新年号儀サンザン母親に生みの苦しみを味わわせ、漸く出産致せし甲斐もなく、急性發禁病の爲め、昭和三年十二月廿八日を以て『長兄グロテスク十二月號』の後を追い永眠仕り候……」。この新年号は372ページの増大号で、グラビアに狸の睾丸八畳敷きの画集を添え、記事内容は「聖天秘抄」（酒井潔）、「阿片考」（北明）、「世界残虐刑罰史」（才田礼門）、「日本残虐刑罰史」（高田義一郎）、「童貞論」（浅田一）、「近世詐欺取物考」（北明）などの他、特別付録として生方敏郎と大泉黒石の随筆などを載せている。

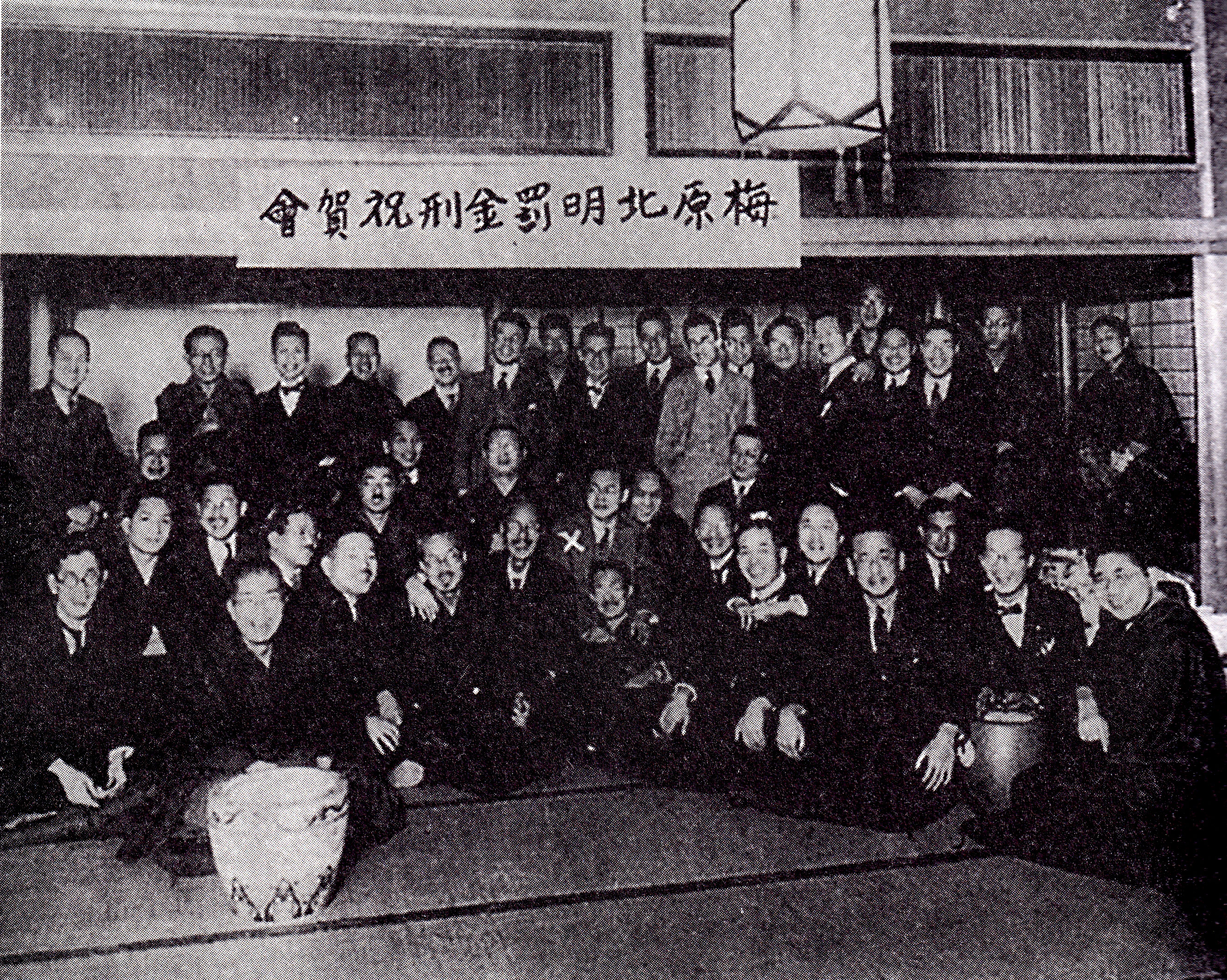
梅原北明が1928年に起こした27件の筆禍事件（出版法違反）の決着を祝って1929年3月20日に関係者40数名を集めて華々しく催された「梅原北明罰金刑祝賀会」の様子。北明は官憲相手に諧謔とエログロで無意味なまでに対抗する姿勢を見せつけたことで「猥本の出版狂」とも呼ばれていた。

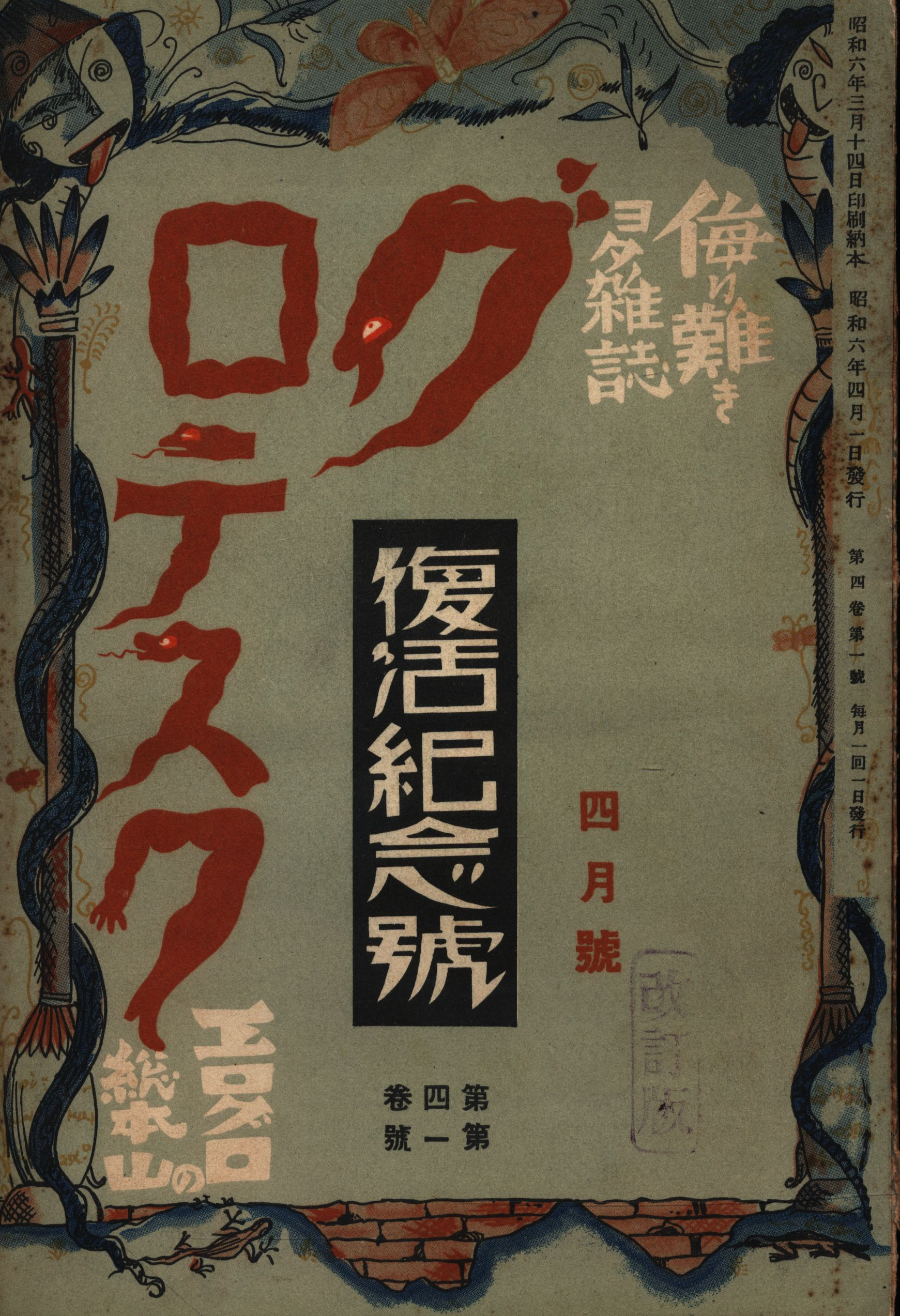
『グロテスク』復活記念号（1931年4月号）。表紙には「侮り難きヨタ雑誌」「エログロの総本山」という言葉が並び、内容的にも華々しさより焼け糞さが目立つ復刊であった。

世界恐慌が起こった1929年から1936にかけてエログロナンセンスと呼ばれる退廃文化が日本でブームとなった。時代的背景として関東大震災（1923年）による帝都壊滅、官憲のファシズム台頭、プロレタリア文化運動の弾圧、恐慌による倒産や失業の増加、凶作による娘の身売りや一家心中などで社会不安が深刻化しており、出口のない暗い絶望感とニヒリズムが世相に充満していた。大衆は刹那的享楽に走り、共産主義革命を翼賛する“反体制的反骨”のプロレタリア文化運動も行き詰まりの果てに、常識を逸脱するエログロナンセンスへと流れていった。
このブームの中心人物こそ「エログロナンセンスの帝王」「地下出版の帝王」「猥本出版の王」「発禁王」「罰金王」「猥褻研究王」などと謳われたエログロナンセンスのオルガナイザー・梅原北明である。北明は『デカメロン』『エプタメロン』の翻訳で知られる出版人で、1925年11月にはプロレタリア文芸誌の体裁を取った特殊風俗誌『文藝市場』（文藝市場社）を既成文壇へのカウンターとして創刊。創刊号では「文壇全部嘘新聞」と題して田山花袋、岡本一平、辻潤が春画売買容疑で取調べられている横で、菊池寛邸が全焼し、上司小剣が惨殺されるという過激な虚構新聞を見開き一頁を割いて掲載した。それら内容はいずれも冗談と諧謔の精神に満ち溢れており、既成権威に対してイデオロギーを持たず 無意味なまでに反抗するような姿勢は、当時の同人からも「焼糞の決死的道楽出版」と評された。
1926年12月、北明が出版した会員誌『変態・資料』（文藝資料編輯部）4号では、月岡芳年画『奥州安達がはらひとつ家の図』と共に、伊藤晴雨が撮影した「逆さ吊りの妊婦」（1921年）が本人に無断で掲載された。その上「この寫眞は画壇の變態性慾者として有名な伊藤晴雨畫伯が、臨月の夫人を寒中逆様に吊るして虐待してゐる光景」「恐らく本人の伊藤畫伯もこれを見たら、寫眞の出處に驚くだらう」という事実無根の解説文を載せ、大いに物議を醸した。なお、北明と晴雨は留置場で同室した仲であり、互いの性格をよく知っていたことから、晴雨は写真の無断転載について「北明という男は罪のない男で腹も立たない」と述べている。以降も同誌には過激なグラビアが掲載され、9号（27年6月）には反戦写真集『戦争に対する戦争』（1924年）から負傷兵のえぐれた顔写真を無断転載し、チューブで食事する写真に「何と芸術的な食べかただろう!」「手数はかかるが彼の生活は王侯のそれと匹敵している」など本来の文脈から完全に逸脱した不謹慎なキャプションを添えた。この他にもミイラや手足のホルマリン漬けなどグロ写真が終刊まで無意味に掲載され続けた。
この間にも北明の出版物は、立て続けに発禁・摘発・押収を喰らうようになる。次第に北明の目的は、変態雑誌を世に送り出すことなのか、それとも「変態」を用いて官憲への抵抗を周囲に見せびらかすことなのか、いまいち判然としなくなっていった。これについて竹内瑞穂は「彼が〈変態〉を用いて行ったのは、“〈普通〉であれ”と高圧的に命じてくる公権力への抵抗であった」と指摘している。しかし「変態」を用いた抵抗もむなしく、1928年までに『変態・資料』および『文藝市場』とその後継誌『カーマシャストラ』は徹底的な発禁処分により廃刊に追い込まれ、北明本人も出版法19条「風俗壊乱」の疑いで市ヶ谷刑務所に投獄され前科一犯となる。
限界を感じた北明は「エロ」から「グロ」に転向し、仮出獄後すぐに猟奇雑誌『グロテスク』（1928-1931年、グロテスク社→文藝市場社→談奇館書局）を創刊する。
- グロテスク - 昭和初期のエログロナンセンス文化を代表するサブカルチャー専門誌。編集長は梅原北明。1928年創刊。当局より幾度となく弾圧や発禁処分を受けながらも、グロテスク社、文藝市場社、談奇館書局など発行所を変えつつ1931年まで全21冊が出版された。2015年にはゆまに書房より全10巻で復刻刊行されている[126]。

さっそく新年号が発禁になると、北明はそれを逆手にとって読売新聞に「急性發禁病の爲め、昭和三年十二月廿八日を以て『長兄グロテスク十二月號』の後を追い永眠仕り候」というユニークな死亡広告を出し、世人の注目を集めた。また北明は度重なる発禁を「金鵄勲章ならぬ禁止勲章授与、数十回」と声高らかに喧伝し、警察からは「正気だか気ちがいだか、わけのわからぬ猥本の出版狂」と見なされた。発禁本研究家の斎藤昌三は「軟派の出版界に君臨した二大異端者を擧げるなら、梅原北明と宮武外骨老の二人に匹敵する者はまずない。その実績に於て北明は東の大関である」と評価している。結果、北明は生涯で家宅捜索数十回、刑法適用25回、出版法適用12回、罰金刑十数回、体刑5年以下の筆禍を受けることになった。
与太雑誌『グロテスク』自体は度重なる発禁と罰金で、ほとんど採算無視の放漫経営状態にあったが、発行部数だけは伸び続け、1929年4月号で部数は遂に1万部を突破した。同誌は『変態・資料』と違って一般に市販されたこともあってか、文献研究雑誌の趣が強く、北明自身も「文献趣味雑誌」と自認していたため、後の視点で見ると決してグロテスクなわけではないが、戦前の抑圧社会で「グロ」を主題にした軟派雑誌が公刊で1万部を売ったという事実は、それだけで驚異的だった。結果的に『グロテスク』は出版界にグロ旋風を巻き起こし、数多くの亜流本を生みだした（後述）。
1931年に北明は、菊判2100頁にも及ぶ古新聞漁りの集大成『近世社会大驚異全史』を刊行する。しかし今度検挙されたら保釈がきかないと弁護士から宣告された北明は当局から逃れるため上海や大阪に逃がれ、ほどなく艶本出版から完全に手を引き、靖国神社の職員となった。また二・二六事件以降は国内での検閲・発禁が激化していき、一連のムーブメントは1936年頃を境に終息していった。この年、日本三大奇書の一つ『ドグラ・マグラ』を著した夢野久作も急逝する。

### 猟奇ブーム─エロからグロへ

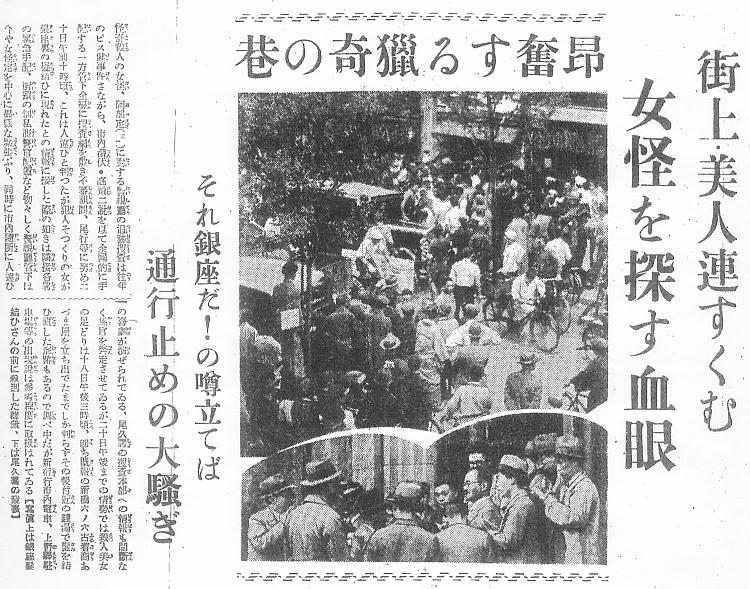
エログロの極み、阿部定事件（1936年）。この2年前には世紀の猟奇殺人犯と呼ばれたアルバート・フィッシュの逮捕騒動もあった。

出版界は1929年から1931年頃にかけて「変態ブーム」に代わり、拷問刑罰や犯罪科学にまつわる学術書籍が相次いで刊行されるなど「猟奇ブーム」で沸いた。これは「エロ」が露骨な弾圧を食らうようになってきた背景があり、エロが駄目なら「グロ」を主軸に展開しようということだった。
当時流行した「刑罰もの」のモチーフは、刑罰史から姦淫刑罰、宗教刑罰、歌舞伎の残酷演劇、伊藤晴雨の責め絵まで幅広く、変態風俗本と同様に各ジャンルを横断的に網羅していた。また、刑罰ものは単に猟奇趣味の好奇を煽るだけでなく、歴史風俗史料という言い訳が可能で、図版に修正を入れなくても当局の監視下で堂々と出版できるという抜け道があった（性科学系の文献雑誌は、学術誌であると同時に性的欲望を満たすエロ本としても機能していた）。
日本の近代司法における第一号の犯罪心理学者は寺田精一と言われており、1910年代から22年まで研究成果を発表している。変態心理学や精神病理学では1910年代に民間学者による「変態性欲」の通俗的研究が行われた ように、犯罪心理学も猟奇犯罪心理の通俗的研究の対象となった。1930年には犯罪心理学を建前とした猟奇雑誌『犯罪科学』（武侠社）が創刊され、1932年まで続刊した。主幹の田中直樹はその後も後継誌『犯罪公論』（文化公論社）を発刊し、エログロ雑誌界を風靡した。
特に有名なものが、各界の権威を招いて1929年から全16巻を刊行した犯罪科学全集『近代犯罪科学全集』（武俠社）である。秋田昌美は著書『性の猟奇モダン』で「この全集が出たこと自体、日本の出版界においての大事件だったというべきだろう。それを可能にしたこの時代がエロ・グロ・ナンセンスに沸き立った熱い戦前の一時代だったのである」と評価している。
1930年頃には、エログロナンセンスが頂点に達し、死体写真集に相当する奇書が出回った。同年3月、武侠社の柳沼澤介 は『近代犯罪科学全集』の別巻として、図版中心の非公開資料集『刑罰変態性欲図譜』（刑罰及変態性欲写真集／DIE BILDER UBER DIE STRAFE UND ABNORMER GESCHLECHTS TRIEB）を少数頒布した（1996年6月に皓星社から復刊）。本書は「刑罰」「性犯罪」「文身」「責め」の4章から構成され、豊富な写真と図版が300点あまり掲載された。序文には「犯罪科学の研究の資料として世の真摯なる研究家の参考に…」とあるが、実態は今で言うところのSM本であった。刑罰の章では、1868年に発禁となった『徳川刑罰図譜』からの転写、幕末の刑罰/処刑写真、宗教的迫害を描いた拷問絵巻、世界各地の刑罰図譜などが掲載された。また性犯罪の章では、1917年に起こった下谷サドマゾ事件（日本初のSM怪死事件）で無残な死体となったマゾヒストの人妻・ヨネの裸体写真が掲載された。さらに文身の章では責め絵、無残絵、伊藤晴雨の緊縛写真が多数紹介された（晴雨自身も「責めの研究」と題したSM論を寄稿している）。
1930年8月には『刑罰変態性欲図譜』と同じ発行元（正確には武俠社内犯罪科学同好研究会）から『犯罪現場写真集』（BILD DES VERBRECHENS IN ELAGRANTI）が発行された。これは日本初の本格的な死体写真集とされている。本書の序文には「主として強盗殺人、強姦致死並びにその疑ある犯行等の現場写真を収載した」とあり、実に100枚もの死体写真を掲載した。また扱われた61件の事件中15件が日本のもので、書籍の後半では日本人の死体写真も扱われており、これは海外の死体写真を差し置いて抜きん出た臨場感を放っていた。小田光雄は「無残な写真のオンパレードで、まさに『グロ』そのもの」と評している。
しかし、グロには寛容であった官憲とはいえ、やはり本書の内容は目に余る代物だったようで、刊行翌月には「風俗禁止」で発禁となった。結果的に『犯罪現場写真集』の前後が犯罪・猟奇ブームのピークとなり、1935年に中央公論社が出した『防犯科学全集』では性犯罪がわずかに扱われるだけで、基本的には防犯教育を説く内容であり、猟奇的なムードは一掃された。
1936年には社会を震撼させた二・二六事件が起こり、日本社会は暗い雰囲気に包まれるが、そのわずか3か月後に大島渚監督『愛のコリーダ』のモチーフとなった阿部定事件が起こる。「性愛の極北」としか表現しようのない猟奇的犯行と、阿部定の妖艶な魅力に人々は熱狂した。この事件は結果的に、エログロナンセンス時代最末期の掉尾を飾ることになる。

## 対抗文化の登場

### 第二次世界大戦後から冷戦時代へ
第二次世界大戦では、世界は有史以来の残忍な状況に突入し、人類史上最悪の犠牲者を出した世界大戦は1945年に終結した。
枢軸国の打倒が達成された後も、資本主義陣営と共産主義陣営との冷戦時代に突入した。そのため日米もまだ保守性が強く残り、既存の社会規範を打ち破ろうとする運動が社会全体に広がるのは、1960年代のカウンターカルチャー・ムーブメントを待つことになる。とはいえ、戦時中と比べると、前衛芸術の復興や、反抗音楽（ロックやフォークソング）の勃興、局地的カウンターカルチャー（ビートジェネレーション）、若者文化（ビート族や太陽族）の台頭などが起こり始める。また、ロカビリーミュージシャンのエルヴィス・プレスリーは、女性の髪型であった煌びやかなポンパドールスタイルと、ストリッパーのような性的腰振りダンスパフォーマンスで、これまでのタブーを破り、一躍若者の人気を博した。日本においても、ロックとリーゼントを愛好する後のヤンキー文化に大きな影響を与えた。

### カストリ雑誌ブーム

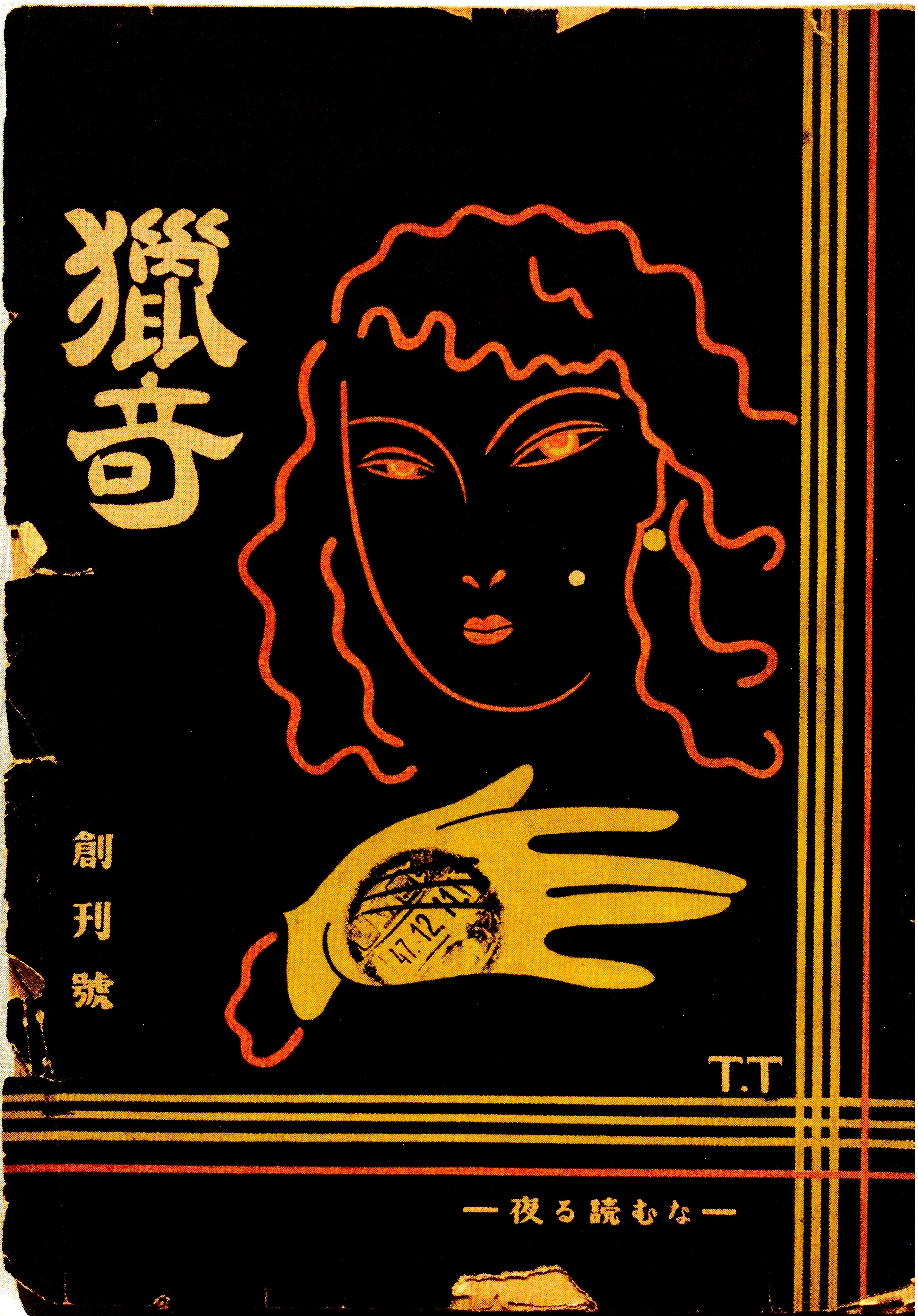
カストリ雑誌ブームを決定づけた『獵奇』創刊號（1946年10月）表紙。キャッチコピーは「夜る読むな」。第二號は、わいせつ物頒布等の罪による戦後初の摘発・発禁を受けた。

終戦後は言論統制が解放され、出版自由化に同調する形で、大衆の好奇心・覗き見趣味を煽る娯楽雑誌が大量に濫造された。これらの多くはエロ（性・性風俗）やグロ（猟奇・犯罪）に特化した低俗な内容で、たいてい3号で廃刊したことから、3合飲むと酔い潰れる粗悪なカストリ酒にかけて「カストリ雑誌」と総称された。発行されたタイトル数は2000とも4000とも推測されている。また雑誌の内容には、快楽殺人や強姦、近親相姦、阿部定に代表される死体損壊など、非常に多くの倒錯性が含まれていた。凄惨な戦争から解放されたにもかかわらず、大衆がエログロを求めた理由については諸説があるものの、いまだに明らかではない。
周囲からは「これからが梅原北明の真の出番だ」と期待されたが、すでに北明にその意志はなく、1946年に発疹チフスであっけなく逝去する。終戦でエロ産業は一挙に解放され、巷は第二の桃色風俗出版ブームの華々しい黄金時代を迎えようとしていた。
1946年1月には菊池寛の命名で『りべらる』（太虚堂書房）が発刊され、創刊号は1万部を売った。同年10月にはカストリ雑誌ブームの火付け役となる『獵奇』（茜書房）が創刊され、発売から2時間で2万部を売り尽くした。創刊の辞は「平和国家建設のために心身共に、疲れ切った、午睡の一刻に、興味本位に読捨て下されば幸いです」と、至って低姿勢なものであった。
『獵奇』は、編集発行人の加藤幸雄いわく「梅原北明のような出版活動が戦後も堂々と出来るのか」という意図で創刊された。実際、本誌には北明周辺の作家も積極的に起用されており、2号からは北明の盟友だった花房四郎、明治大学教授で『変態十二史』シリーズを3冊も執筆した藤沢衛彦（本誌の顧問も兼任）、同じく本誌の顧問で北明とは深い交流があった古書研究家の斎藤昌三が編集者兼作家として参加した。それ以外の執筆陣としては、SM界の巨匠と名高い伊藤晴雨、生殖器崇拝研究の大家である久保盛丸、北明の雑誌『文藝市場』同人の青山倭文二ら錚々たるメンバーが名を連ねた。『猟奇』が出版史に名を残したのは、カストリ雑誌のスタイルを確立し、数万部を売ったこともあるが、注目すべきは第2号（1946年12月）に北明の遺作『ぺてん商法』と彼の訃報が掲載されたこと、そして北川千代三の官能小説『H大佐夫人』が問題視され、戦後はじめてわいせつ物頒布等の罪（刑法175条）による摘発・発禁を受けたことである。これは結果として『獵奇』の名声を高め、ここから戦前の性文献によく見られた考証や研究によらない「エロ読物を中心としたカストリ雑誌」への胎動が始まったとされる。亜流誌としては『新獵奇』『オール獵奇』『獵奇読物』『獵奇実話』『獵奇世界』『獵奇倶楽部』『獵奇ゼミナール』『獵奇雑誌・人魚』など「獵奇」を冠したカストリ雑誌がとにかく雨後の筍のように創刊された。
また戦後は阿部定リバイバルとも言うべきブームが起き、1947年3月に織田作之助が発表した『妖婦』を皮切りに阿部定事件を興味本位で扱ったカストリ本（お定もの）が相次いで出版される。木村一郎著『昭和好色一代女 お定色ざんげ』（石神書店・同年6月）は、地下出版された定の供述調書『予審訊問調書』 を告白文体で官能的に脚色したもので、発行2か月で公称10万部以上を売った。しかし、再び好奇の視線に晒された定は憤慨し、版元を名誉棄損で告訴する。その後、開き直った定は変名での生活を捨て、坂口安吾と対談したり、阿部定劇の主演女優となって全国を巡業したり、浅草の料亭で看板仲居を勤めたりするなど、波瀾万丈の生涯を送った。一人の男との愛と情欲に生きた阿部定の消息は現在も不明で、その最期を知るものは誰もいない。
このカストリ雑誌ブームは1947年にピークを迎えた。ほどなく露悪的でも猟奇的でもなく「夫婦間の性生活」という大衆的な目線でエロ（性）を打ち出した『夫婦生活』が大ヒットし、摘発と隣り合わせのアンダーグラウンドなカストリ雑誌は時代遅れになっていく。結局、ブームは1950年頃までに終息し、カストリ雑誌に関わったライター、編集者、デザイナーたちは無名のまま忘れ去られ、ほとんどの雑誌は公共図書館に所蔵されることなく散逸した。わずか数年で幻のように消えたカストリ雑誌は、現在もなお戦後出版史のミッシングリンクとみなされている。その後、カストリ雑誌を構成する「読物」「風俗」「実話」などの要素は、その後の週刊誌に吸収されていった。
なお、夫婦雑誌と前後してブームとなったのが、高橋鐵の性科学解説書『あるす・あまとりあ』の大ヒットを契機に創刊された『あまとりあ』『人間探求』『風俗科学』などの性科学研究誌である。これら雑誌は官憲の摘発を逃れるため、知的・高踏趣味のスタイルをとっており、娯楽要素は極力排除されていたが、わずかに残存していたカストリ雑誌も含め、1955年の悪書追放運動と官憲による弾圧でほぼ壊滅に追いやられた。また1960年代末にはカウンターカルチャー・ムーブメントの流れで、澁澤龍彥編集の耽美雑誌『血と薔薇』（天声出版）、ブラックユーモアやドラッグ・カルチャーを紹介した『黒の手帖』（檸檬社）、元『あまとりあ』編集長がプランニングした『えろちか』（三崎書房）などのインテリ向けエロ本が相次いで創刊されるが、売上不振により1970年代前半までに姿を消した。その後、元『えろちか』編集部の明石賢生と佐山哲郎は、従来のエロ本に対するオルタナティブとして伝説的自販機本『Jam』（1979）を創刊する。
一方、欧米では1930年代から活動しているフェティッシュ・アーティストのジョン・ウィリーによるSM雑誌『Bizarre』（1946 - 1959）やGene Bilbrewによる『ENEG』、『Exotique』（1956 - 1959）などが出版されている。中でも有名なSM雑誌は、イギリスの『AtomAge』（1957年刊）である。SM雑誌以外にも、アメリカでは「パルプ・マガジン」と呼ばれる安価で低俗な娯楽雑誌が大衆の人気を集めた。
1960年代には特殊効果を用いた実写の猟奇映画が多数登場したが、それ以前の1940年 - 1950年代はECコミックなどのホラー漫画が残酷描写を担っており、これらの作品では「拷問」「猟奇殺人」「四肢切断」「眼球・内臓摘出」などの猟奇的テーマをはじめ、アメリカで根強い人気があるゾンビなど、数々のグロモンスターがアメコミタッチで描写された。日本では、日野日出志や楳図かずお、古賀新一、丸尾末広が猟奇ホラーの重鎮である。猟奇やホラーに特化したイラストレーションは、1980年 - 1990年代のメタルやパンク・ロックバンドのジャケットでも数多く制作されている。

### SMマニア誌の幕開け
SMマニア専門誌の第1号は、1947年にカストリ雑誌として大阪で創刊された『奇譚クラブ』（曙書房→天星社→暁出版）である。創刊当初は単なる大衆向け娯楽誌であったが、1950年頃を境にカストリ雑誌ブーム自体が下火になり、さらには性交描写への厳しい取り締まりの影響もあって、ほとんどのカストリ雑誌は姿を消していった。そこで同誌は須磨利之の提案で1952年5・6月合併号から変態路線に転向する。転向の背景には、同性愛・SM・女斗美・切腹・屍体愛好といった変態性欲は「特殊な趣味」として官憲側に過小評価されていたという事情もあった。だが、エロを売り物にしている大衆雑誌でも「変態」に対しては客観的立場から嘲笑、あるいは差別・罵倒するニュアンスが含まれており、マニアからは大変不評であった。
『奇譚クラブ』が画期的だったのは、編集者自身がSMや変態性欲に造詣が深かったことにある。特に編集部に在籍していた須磨利之は、ライター・イラストレーター・編集者として1人3役をこなし、マニア向けSM専門誌のスタイルをほぼ1人で築き上げた。また須磨は「喜多玲子」という筆名で「責め絵」「縛り絵」も大量に手がけており、責め絵の第一人者である伊藤晴雨に才能をほれ込まれるほどの人気作家となった。須磨は自身の性的嗜好について次のように語っている。「ぼくは女色男色すべて好き。正常異常みんな好き。人が人を好きになってセックスを楽しむことみんな好き。ぼくが体験していないのは、レズのセックスだけだ。ぼくは男だから、彼女たちの心はわかっても、あれだけは経験できない。あとは何でもやってるよ」。須磨と交流があった濡木痴夢男は、喜多玲子の登場を「アブノーマル雑誌における驚嘆すべき出来事だった」と語っている。
その後、須磨利之は『奇譚クラブ』から『裏窓』（久保書店）へ移籍し、1970年代以降は『S&Mコレクター』（サン出版）に緊縛師や責め絵師として携わるなど、名実ともに戦後SM文化の立役者となった。『裏窓』2代目編集長の濡木痴夢男は「日本にただ一人、あるいは世界に一人の存在」「須磨のように異常性欲に関して万感の理解力と、表現能力をもつ画家はめったにいるものでない」と評している。
須磨の敷いた「誤解なし」「手抜きなし」「曖昧さなし」という誠実な編集体制は、レベルの高い誌面を形成し、文化人からの注目も集めた。『奇譚クラブ』の愛読者には川端康成や三島由紀夫、澁澤龍彥、寺山修司らがいる。同誌は1953年頃までに10万部を突破し、東京では便乗誌『風俗草紙』が創刊され、性風俗誌は黄金時代を迎えた。
『奇譚クラブ』は須磨が去った後も、日本中の変態読者から小説の寄稿が相次いだ。また滝麗子や秋吉巒、四馬孝、中川彩子、古庄英生、畔亭数久などの優秀なSM画家が登場したこともあり、ハイレベルなアブノーマル路線は維持された。途中、発禁による影響でビジュアル面の大幅な縮小があったものの、沼正三の鬼畜SM小説『家畜人ヤプー』や団鬼六『花と蛇』など歴史上に残るSM文学を輩出し、発行人の急逝によって1975年に休刊するまで同誌は日本のSM文化を支え続けた。

### カウンターカルチャー・ムーブメント
1950年代から盛んになった社会の構造的差別に抵抗する公民権運動の流れに続き、1960年代には世界的にカウンターカルチャームーブメントが広がり、既存の社会規範から解放されようという動きが一般にも浸透した。以降は、平等主義・個人主義（自己中心主義）、個人の権利と自由・快楽を追求する志向性が社会に到来し、社会や家庭よりも個人の利益を追求するライフスタイルが定着した。この時代には、それまでアンダーグラウンドだったエロやグロの表現も徐々に表立つようになり、後にはさらに過激化させる方向に進んでいくことになる。そうして、さまざまなサブカルチャーが生まれた。
一方で、カウンターカルチャー運動によって否定された伝統的な家庭観、性道徳、キリスト教的倫理観を重視する保守派は、これまでの反共に加えて、反カウンターカルチャーや反リベラルの草の根運動、そしてキリスト教原理主義運動などを活発化させることとなった。またリベラル層の自壊も進み、たとえばカウンターカルチャーの流れで登場したフェミニズムや環境主義などを絶対視する急進派は、偏狭で反知性主義的という指摘もあるポリコレの押し付け、ないしキャンセル・カルチャーに陥ることにもなった。一方、差別的表現やヘイトスピーチなども許容する表現の自由派・貧富の差や環境破壊など経済活動の自由派は、リバタリアンとして、反リベラルの社会保守派と政治共闘することになった（文化・政治戦争）。
1960年代には反戦フォークなどカウンターカルチャー性を強く持ったコンテンツが多かったが、1970年代以降の学生運動の過激化（特に日本の学生運動に特徴的な内ゲバ闘争）によって支持を失った。そのため日本において「サブカルチャー」と名乗る文化は政治性やカウンターカルチャー性、「何か大義を掲げて運動することそのもの」の否定から生まれ、反政治的でラジカルなニヒリズムがそこに君臨した。

### 日本のパンクロックと過激パフォーマンス
ザ・スターリン、じゃがたら、非常階段、ハナタラシ、TACO、ガガーリン、ゲロゲリゲゲゲ、ハイテクノロジー・スーサイドなどがいる。たとえば遠藤ミチロウは観客に豚の臓物や汚物などを投げ込み、江戸アケミは流血・放尿のほかニワトリやシマヘビの首を生きたまま食いちぎり、山塚アイはユンボでライヴハウスの壁を壊し、非常階段の女性メンバーはステージで放尿し、田口トモロヲは炊飯器に脱糞し、山崎春美は自殺未遂ギグを決行した。

## 悪趣味ブーム

### 自販機本-悪趣味カルチャーのゆりかご
1976年頃、それまでの出版文化とは全く異なる出自をもつ自販機本が、旧来のエロ本へのアンチテーゼとして突如登場した。自販機本は、街角に設置された自動販売機のみで販売されていたアンダーグラウンドなエロ本で、出版業界の最底辺に属する存在であり、出版取次を介さず自主規制とは全く無縁という自由なメディアでもあった。主力ジャンルは写真誌・実話誌・劇画誌だが、編集者には全共闘世代も多く、既存の枠に収まらない作家や表現が積極的に採用された結果、ニューウェーブ系のサブカル誌が次々に登場した。たとえば『劇画アリス』（アリス出版／迷宮）は、三流劇画ブームの一角を担ったほか、メジャー誌から自販機本に進出した吾妻ひでおは『少女アリス』（アリス出版）に画期的なロリコン漫画を連載する。
このように1970年代末には、既成の出版文化から逸脱したサブカル・アングラ誌が続々と登場し、独自の文化を形成していた。そんな端境期に出現したのが、伝説的自販機本『Jam』『HEAVEN』（エルシー企画→アリス出版→群雄社出版）である。メディアマンの高杉弾（『Jam』『HEAVEN』初代編集長）と山崎春美（ガセネタ／TACO）らによって1979年3月に創刊された『Jam』は、20世紀末の日本で花開いた「鬼畜系」の元祖的存在とされた。特に『Jam』創刊号の爆弾企画「芸能人ゴミあさりシリーズ」では、山口百恵の自宅から出たゴミを回収し、電波系ファンレターから使用済み生理用品まで、誌面のグラビアで大々的に公開したことから物議を醸した（雑誌上のゴミ漁り企画は、アメリカ合衆国のアンダーグラウンド・マガジン『WET』〈1976-81〉のゴミ漁り企画が元祖である）。また同誌では、ドラッグ、パンク・ロック、神秘主義、臨済禅、シュルレアリスム、フリーミュージック、ヘタウマ（蛭子能収・渡辺和博）などオルタナティブ・カルチャーを縦横無尽に取り上げ、知性と諧謔と狂気が交錯するパンクな誌面を展開した。
1980年代に特異なサブカル誌がエロ本などから出現した背景について大塚英志は「全共闘世代が〈おたく〉第一世代に活動の場を提供する、という形で起きた」と指摘しており、これに関して高杉弾も「あの頃は自販機本の黄金期で出せば売れるという時代だったから、僕らみたいなわけの分からない奴にも作らせる余裕があったんだね。それに編集者は全共闘世代の人が多かったから、僕らみたいな下の世代に興味を持ってくれたんだと思うよ。それで『Jam』や『HEAVEN』を作ったんだよね」と述懐している。その後、自販機本より過激なビニ本の台頭、全国に飛び火したPTAや警察による弾圧運動などで、自販機本は急速に姿を消す。しかしながら『Jam』『HEAVEN』のアナーキーな精神は、アリス出版から分派した群雄社を経て、白夜書房〜コアマガジン系のアダルト雑誌に引き継がれていった。今日『Jam』『HEAVEN』は、伝説の自販機本として神話化されている。
鬼畜系文筆家の草分け的存在である青山正明と村崎百郎も『Jam』の影響を強く受けた。青山は、キャンパスマガジン『突然変異』（慶応大学ジャーナリズム研究会→突然変異社）を創刊。村崎百郎は『Jam』からヒントを得て「鬼畜のゴミ漁り」というスタイルを後に確立する。
- 突然変異 - 青山正明が慶應義塾大学在学中の1981年4月に創刊した変態ミニコミ誌。本誌は伝説的自販機本『Jam』『HEAVEN』の影響を大きく受けており[197]、小学校の盗撮や差別用語のクロスワードパズルなどの鬼畜企画を始め、奇形・障害者から皇室揶揄まで幅広くタブーを扱った[198][199]。当時のロリコンブームに乗ってメディアからの取材が殺到。熱狂的な読者を獲得したものの『突然変異』に嫌悪感を抱いた椎名誠が朝日新聞紙上で批判文を発表。椎名誠などの文化人から「日本を駄目にした元凶」「こんな雑誌けしからん、世の中から追放しろ!」[200] と袋叩きに遭い、抗議や脅迫の電話が殺到し、わずか4号で休刊に追い込まれた。キャッチコピーは「脳細胞爆裂マガジン」「ペーパードラッグ」。

#### 80年代の死体ブーム
1980年代前半には“都市環境が美化された結果、死体が見えなくなったことに対する反逆”として局所的な死体ブームが起こった。写真週刊誌『FOCUS』（新潮社）に創刊号から連載され、わずか6回で打ち切られた藤原新也の『東京漂流』では、ガンジス川の水葬死体に野犬が喰らいつく写真に「ニンゲンは犬に食われるほど自由だ」というキャプションが添えられた。これはコマーシャリズムによって異物を排除する志向が広く浸透した、現代社会に対する痛烈なアンチテーゼである。
1982年にはインディペンデント出版社のペヨトル工房が刊行する耽美系サブカルチャー雑誌『夜想』5号で死体を通した文明論や異常心理に関する考察をまとめた「屍体─幻想へのテロル」特集が組まれる。1984年にはビー・セラーズ から死体写真集『SCENE』（中川徳章・小向一實・芝田洋一選）が出版された。これは法医学書や学術書の形を借りずに出版された日本初の死体写真集である。その後、同写真集に触発されたアリス出版編集部は『SCENE』の写真を転載し、自販機本『EVE』に根本敬の死体写真漫画『極楽劇場』を連載する（1991年に青林堂から刊行された根本敬初期作品集『豚小屋発犬小屋行き』に収録された）。
その他にも大手出版社の写真週刊誌では、自殺した三島由紀夫や岡田有希子の死体写真、また日航機墜落事故や山岳ベース事件の遺体写真が大写しで掲載された。1985年6月18日には豊田商事会長の永野一男が、約30名の報道陣の前で自称右翼の男に日本刀で刺殺され、その様子が全国の茶の間に生中継された。
1981年には白夜書房がスーパー変態マガジン『Billy』を創刊。当初は芸能人インタビュー雑誌だったが全く売れず路線変更し、死体や奇形、女装にスカトロ、果ては獣姦・切腹・幼児マニアまで何でもありの最低路線を突き進んだ。その後も一貫して悪趣味の限りを尽くし、日本を代表する変態総合雑誌として、その立ち位置を不動のものにしたが、度重なる条例違反や有害図書指定を受け、誌名を変更するなどしたが全く内容が変わっておらず、1985年8月号をもって廃刊に追い込まれた。

全盛期(1990年代）

#### 90年代悪趣味カルチャー（青山正明らの登場）
1989年、MONDOを日本に紹介したメディアマンの高杉弾はMONDOについて「アメリカのアングラでもサブカルでもない、政治性を持たないマヌケな文化」または「けっして新しくもカッコ良くもオシャレでもないけど、なんだか人間の普遍的なラリパッパ状態を表現する暗号的な感覚」と定義し「ポップでありながら繊細ではなく、間抜けでありながら冗談ではなく、人を馬鹿にしつつも自らがそれ以上の馬鹿となり、ときにはぜーんぜん面白くなかったりもしながら、しかし着実に生き延びていった」と評している。　高杉弾は、MONDOの条件として「間が抜けている」「あまり面白くない」「安っぽい」「組み合わせの妙」「ややスケベ」「脳天気」などを掲げている。高杉弾は、MONDOを取り巻く関連用語には「無意識過剰」「奇想天外」「天然」「不思議」「電波系」「へんてこ」「まぬけ」「ディープ」「B級」「Z級」「ポップ」「チープ」「トラッシュ」「ローファイ」「スカム」「キッチュ」「ビザール」「キャンプ」「フリーク」「ウィアード」「ストレンジ」「クィア」「エキゾチカ」「バッド・テイスト」などがあるとした（いずれも世紀末に再注目された）。
また1993年に朝日新聞は「キワモノともジャンク（廃品）とも称される作品」「どういうつもりで作ったんだと、思わず製作意図を問いただしくなるような、音楽や映画」「懸命に作って、結局とんでもないものができてしまった、そんな間抜けさが受けている」とMONDOを要約した。

バブル景気が崩壊した1993年頃から自殺や死体など「危ない書籍」に大衆的な注目が集まるようになっていった。
1992年に青山正明が上梓した日本初の実用的なドラッグマニュアル『危ない薬』（データハウス）は10万部を超えるヒットとなった。
1993年に鶴見済が発表した単行本『完全自殺マニュアル』（太田出版）はミリオンセラーを記録する。
BD - 1993年1月創刊のミニコミ誌。『突然変異』の影響を色濃く受けており、結果的に1990年代の悪趣味ブームを先取りした。編集長はデザイナーのこじままさき。吉田豪、早川いくを、枡野浩一、リリーフランキー、根本敬らが寄稿し、全15号を発行（1・3・4号は欠番）。
宝島30 - 宝島社発行の月刊オピニオン雑誌。初代編集長は町山智浩。1993年6月創刊。政治からサブカルチャーまでテーマは広く、オウム特集や『SPA!』決別時の小林よしのりインタビュー、根本敬の連載『人生解毒波止場』など攻めた内容が多い。爆笑問題が連載していたコラム『爆笑問題の日本原論』は30万部を超えるベストセラーにもなった。1993年8月号では宮内庁守旧派による皇室内幕の告白手記を掲載し、右翼による銃撃事件に発展した。1996年6月休刊。

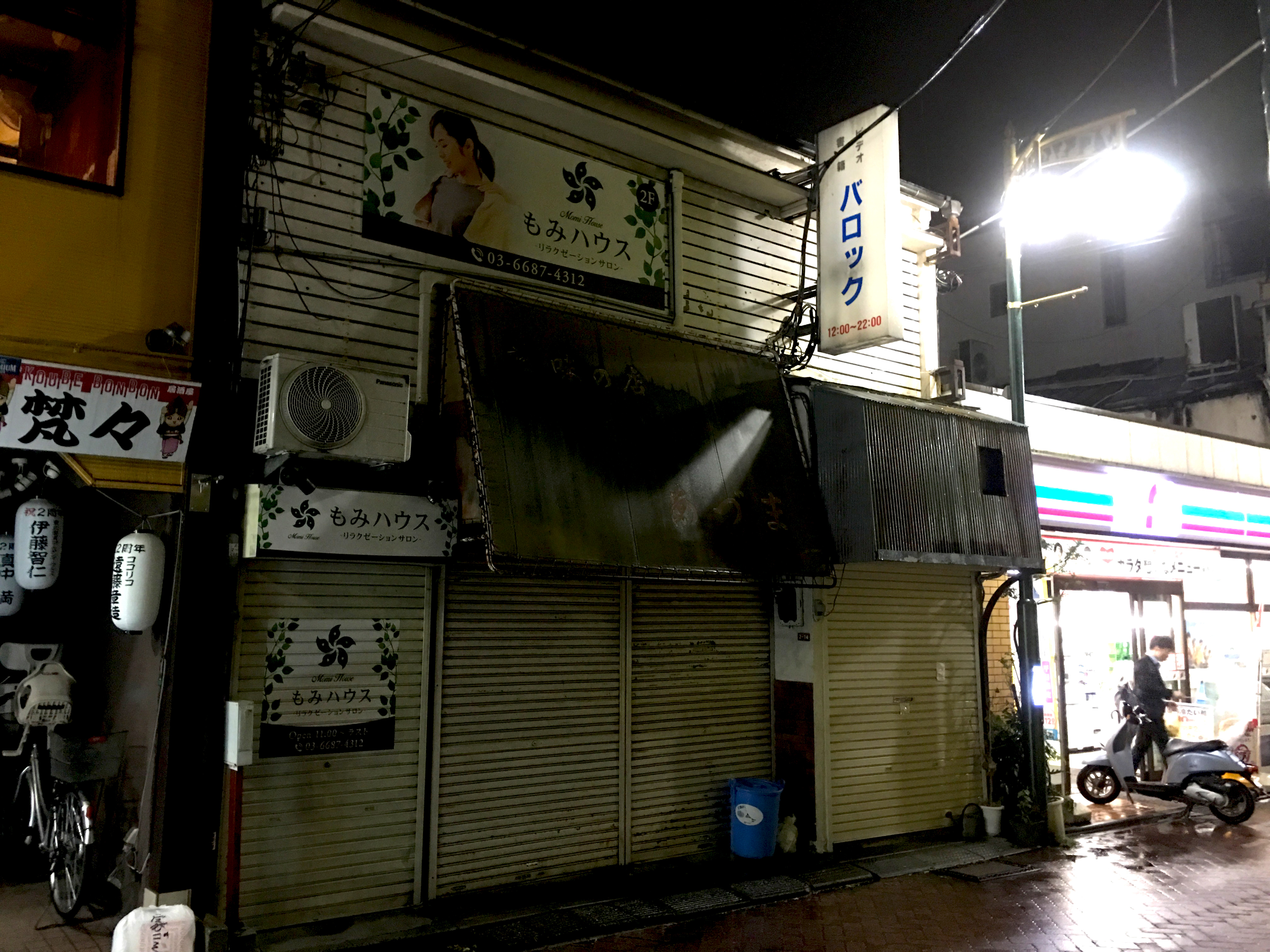
アロマ企画直営の「高円寺バロック」跡地。1994年10月開店。タコシェ、模索舎、トライアングルと並ぶ日本四大カルトショップのひとつ。ヴィレッジヴァンガードのエログロ版といった趣。1990年代の鬼畜・悪趣味ブームの波に乗り、インディーズAV総合ショップから鬼畜系総合モンド・ショップへと変貌を遂げた。1995年以降は『危ない1号』『SPA!』『GON!』などでも特集が組まれ、最盛期にはタイの犯罪専門誌『アチャヤーガム』をはじめとする死体関連グッズや猟奇殺人鬼グッズ、山野一・丸尾末広・日野日出志など青林堂発行のガロ系漫画、ボンデージ・ビザール関連商品、アロマ企画のオリジナルビデオ、フェチ系のアダルトビデオなどのカルト商品が多数陳列されていた。

1994年には『Billy』元編集長の小林小太郎が奇形&死体雑誌『TOO NEGATIVE』（吐夢書房）を創刊。隔月刊雑誌。初代編集長は元『Billy』編集長の小林小太郎。本誌では1990年代の『Billy』を標榜し、SM・ボンデージを主軸にしつつ撮り下ろしの死体写真も多数掲載して死体写真家の釣崎清隆を輩出した。1994年10月から2000年1月まで発禁による中断を挟みながら全13冊を刊行したが、新創刊した7号（1997年1月）以降、小林は編集に関わっていない。キャッチコピーは「禁じられた絵本」。同誌では死体写真家の釣崎清隆を輩出し、画家のトレヴァー・ブラウンが起用された。
1994年、初代『SCENE』編集者の芝田洋一によってアルバロ・フェルナンデスの写真集『SCENE―屍体写真集 戦慄の虐殺現場百態』（桜桃書房）が発刊され、定価1万5千円で2千部を売り上げた。
1994年4月、海外タブロイド誌『Wilkly World News』をモチーフとした世紀末B級ニュースマガジン『GON!』が創刊（1996年6月にはコンビニ向けに月刊化された)。
- オカルト猟奇殺人からブラックメタル、モンドアート、SPKなどのノイズミュージックまで暗黒文化を解説した、メルツバウの秋田昌美著『スカム・カルチャー』（1994年／水声社）
周辺文化研究家のばるぼらは、これら『危ない1号』以前の「悪趣味」について、どこかフェティッシュで学術的な内容が強い「外部からの視点」のものであるとし、村崎百郎の定義した鬼畜的な行為あるいは妄想に「娯楽性」を見出す積極的意識こそが『危ない1号』以降の「鬼畜系／鬼畜ブーム」の本質であることを指摘している[210]。

#### 1995年ー転機

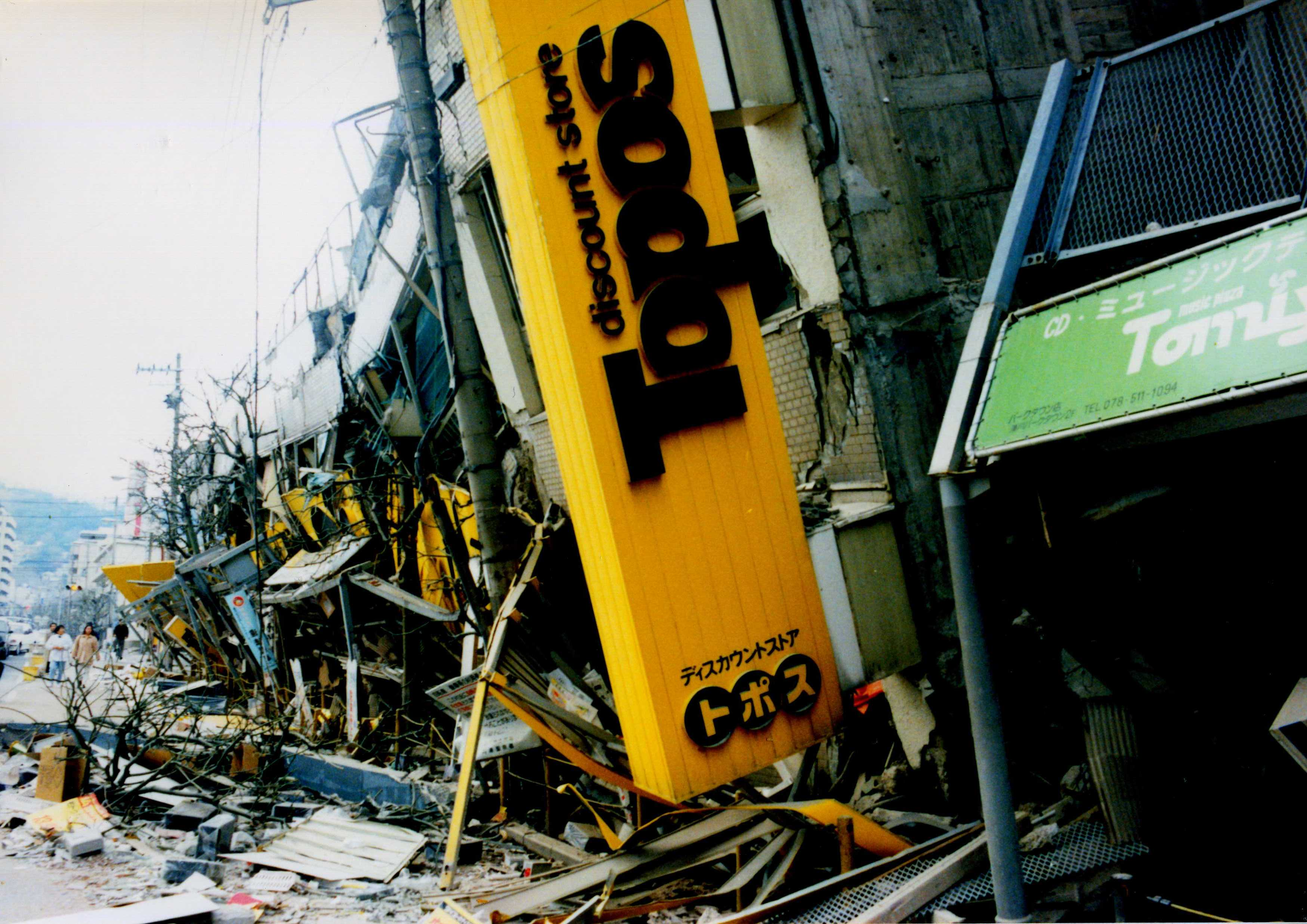
戦後最大の都市型大災害、阪神淡路大震災（1995年1月）

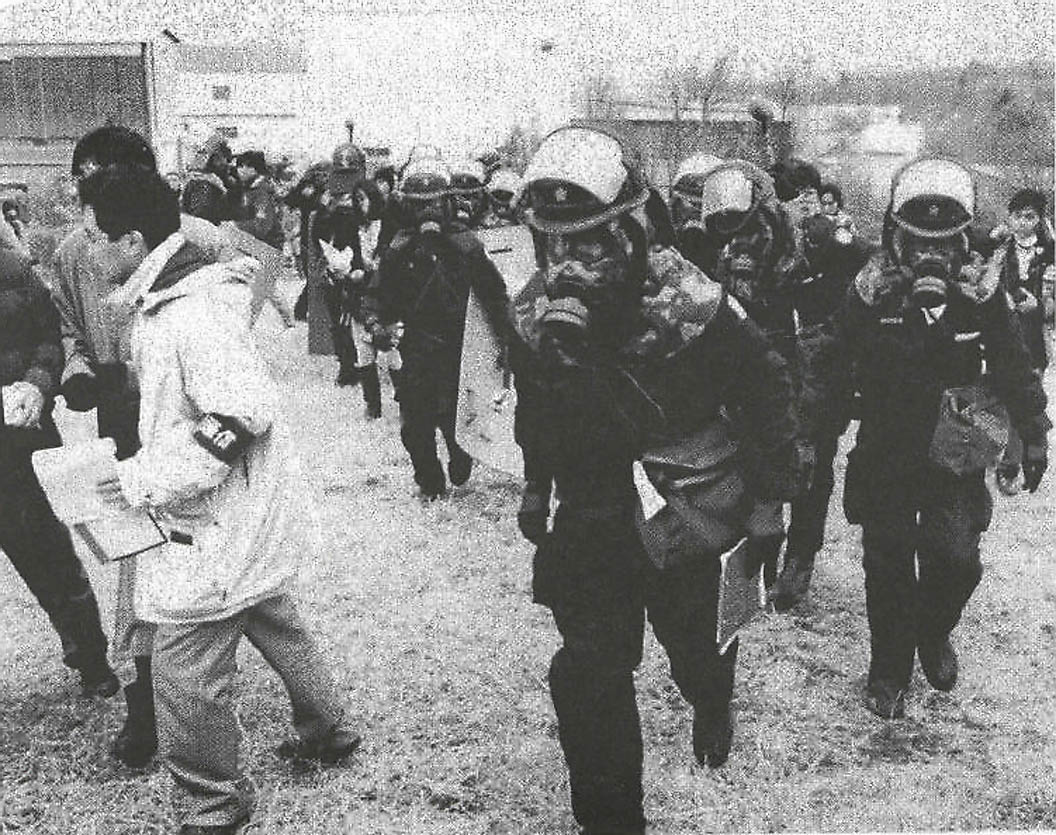
戦後最悪の無差別テロ、地下鉄サリン事件（1995年3月）

1995年には阪神淡路大震災や地下鉄サリン事件などの重大事件が立て続けに発生しており、それらに起因する一連の社会現象が悪趣味ブームと深く関わっているとされる。特に1995年は「インターネット元年」 と呼ばれるように社会環境が大きく移り変わっていった激動の年でもあり、宮沢章夫はこれらの事象による社会の混乱や不安定な情勢が、ある種の世紀末的世界観や終末的空気感を醸し出している悪趣味ブームの土壌になったことを指摘している。また宮沢は自身が講師を務めるNHK教育テレビの教養番組『ニッポン戦後サブカルチャー史Ⅲ』の最終回（2016年6月19日放送）において1995年を「サブカル」のターニングポイントと定義し、根本敬や村崎百郎をはじめとする90年代の鬼畜系サブカルを取り上げている。

#### 鬼畜系/電波系ライター・村崎百郎の登場　1993年のライターデビューと1995年本格登場
1990年代中頃になると鬼畜系サブカルチャーが鬼畜ブーム・悪趣味ブームとして爛熟を迎え、不道徳な文脈で裏社会やタブーを娯楽感覚で覗き見ようとする露悪的なサブカル・アングラ文化が「鬼畜系」または「悪趣味系」と称されるようになった。
青土社発行の芸術総合誌『ユリイカ』1995年4月臨時増刊号「総特集=悪趣味大全」では文学や映画、アートにファッションなどあらゆるカルチャーにキッチュで俗悪な「悪趣味」という文化潮流が存在することが提示され、これを境に露悪趣味（バッド・テイスト）を全面に押し出した雑誌やムックが相次いで創刊され一大ブームとなる。
「鬼畜系」という言葉自体は、1995年7月に創刊され「鬼畜ブーム」の直接的な引き金となった『危ない1号』（東京公司編集／データハウス発行）周辺から生まれた1990年代の特徴的なキーワードおよびムーブメントである。
このブームを代表する1995年7月創刊の鬼畜系ムック『危ない1号』（東京公司／データハウス）ではカルトグル、ハッサン・イ・サバーの「真実などない。すべては許されている」という言葉が引用された。『危ない1号』では「妄想にタブーなし」を謳い文句に「鬼畜系」を標榜し、ドラッグ・強姦・死体・ロリコン・スカトロ・電波系・障害者・痴呆・変態・畸形・獣姦・殺人・風俗・読書・盗聴・テクノ・カニバリズム・フリークス・身体改造・動物虐待・ゲテモノ・アングラサイト・カルト映画・カルト漫画・ゴミ漁り・アナルセックス・新左翼の内ゲバ・V&Rプランニング・青山正明全仕事まで、ありとあらゆる悪趣味を徹頭徹尾にわたり特集した。鬼畜・変態・悪趣味が詰め込まれた同誌はシリーズ累計で25万部を超える大ヒットとなり、初代編集長の青山正明は鬼畜ブームの立役者とみなされた。
結果として『危ない1号』は鬼畜本ブームの先駆けとなり、次に掲げるような後発誌も続々と現れた。
- 『週刊マーダー・ケースブック』 - 全世界の特異な殺人事件を扱う海外の週刊誌。日本語版は1995年10月創刊。監修は精神科医の作田明。1997年8月の終刊まで全96号を刊行した。省心書房→デアゴスティーニ・ジャパン発行。
- 『世紀末倶楽部』 - 1996年6月創刊。土屋静光編集。テーマは死体、フリークス、殺人鬼、見世物、解剖、レイプ、暴力、病気、事故、戦争、宗教儀式、法医学、胎児などで当時の悪趣味ブームの集大成的内容となっている。創刊号は1冊すべて「チャールズ・マンソンとシャロン・テート殺人事件」特集。コアマガジン発行。見世物小屋的な扇情主義の編集方針で、死体や奇形などの猟奇写真を大量に掲載しており、ほぼフリークスの写真集となっている。第2巻には『危ない1号』編集長の青山正明によるインタビューとフリークス映画の全ガイドが掲載されており、当時の鬼畜／悪趣味ブームの集大成的な内容となっている[224]。1999年までに全4冊が不定期刊行され、2000年のCD-ROM版を最後に事実上の終刊。
- 『BUBKA』 - 1997年1月創刊。コアマガジン→白夜書房発行。創刊当初は先行誌『GON!』（ミリオン出版）の典型的な亜流誌だったが、のちに鬼畜系からアイドル雑誌に転向した（鬼畜系路線は兄弟誌『裏BUBKA』『実話BUBKAタブー』を経て『実話BUNKAタブー』に継承された）。
- 『BAD TASTE』 - マイノリティを主眼に置いた悪趣味雑誌。フロム出版／東京三世社発行。
- 別冊宝島シリーズ
  - 別冊宝島228『死体の本―善悪の彼岸を超える世紀末死人学!』
  - 別冊宝島250『トンデモ悪趣味の本―モラルそっちのけの,BADテイスト大研究!』
  - 別冊宝島281『隣のサイコさん―電波系からアングラ精神病院まで!』
  - 別冊宝島356『実録!サイコさんからの手紙―ストーカーから電波ビラ、謀略史観まで!』

この時期の悪趣味ガイド本としては次のようなものがある。
- カルト漫画のガイドブック『マンガ地獄変』（1996年〜1998年／水声社）および、宇田川岳夫編『マンガゾンビ』（1997年／太田出版）
- 宇田川岳夫著『フリンジ・カルチャー ―周辺的オタク文化の誕生と展開』（1998年／水声社）
- デヴィッド・ケレケス＋デヴィッド・スレイター『キリング・フォー・カルチャー ―殺しの映像』（1998年／フィルムアート社）

#### 1995年、映画秘宝創刊-悪趣味映画劇場
MONDOとはイタリア語で「世界」を表し、未開地域の奇妙で野蛮な風習を虚実ないまぜに記録したモンド映画『世界残酷物語』（1962年）のヒットにより世界中で定着した（原題の「MONDO CANE」は、イタリア語の定句で「ひどい世界」の意）。モンド映画とは世界中の奇習・奇祭などをテーマにした映画で、エログロ満載のショッキングな映像で観客の好奇心を惹きつけておきながら「狂っているのは文明人のほうだ」と、取ってつけたような文明批判や社会批判を盛り込んだ、社会派きどりのモキュメンタリー・猟奇趣味的なドキュメンタリーである。その後、MONDOという概念はアメリカで独自の発展を遂げ、単なる世界から「奇妙な世界」「覗き見る世界」「マヌケな世界」へと語義が変化し、奇妙な大衆文化を包括するサブカルチャーの総称、ないし世間的に無価値と思われている対象をポップな文脈で再評価するムーブメントとして扱われるようになった。
- 1995年7月 - 町山智浩と田野辺尚人が合流し、映画雑誌『映画秘宝』（洋泉社）シリーズを創刊。第1弾は「エド・ウッドとサイテー映画の世界」。当初はA5判ムックであったが、1999年にA4判の隔月刊映画雑誌としてリニューアルし、2002年より月刊化。
- 国内外のモンド映画を体系化した、映画秘宝ムックシリーズ『悪趣味洋画劇場』『エド・ウッドとサイテー映画の世界』『悪趣味邦画劇場』（1994年〜1995年／洋泉社）

このように鬼畜／悪趣味を前面に押し出した雑誌・週刊誌・月刊誌・隔月刊誌・ムック・単行本が相次いで出版されるようになり、ますますブームの過熱を煽っていった。
ばるぼらは鬼畜ブームについて「95年に創刊した『危ない1号』（データハウス）を中心に流行した、死体や畸形写真を見て楽しんだり、ドラッグを嗜んだりと、人の道を外れた悪趣味なモノゴトを楽しむ文化」と定義し、「元々『完全自殺マニュアル』のベストセラー化をきっかけに『死ぬこと』への関心が高まり、死体写真集などの出版で『死体ブーム』とでも言うべき状況があったが、同じ頃『悪趣味ブーム』も並行して起こり、それらの総称として現れたキーワードが『鬼畜』だった。『危ない1号』の編集長、青山正明氏の出所記念イベント『鬼畜ナイト』（96年1月10日）が“鬼畜”のはじまりかと思う」と解説している。

### 鬼畜系雑誌の衰退～1999年2ちゃんねる開設、2001年青山正明の自殺、2010年村崎百郎の刺殺

#### 鬼畜系雑誌の衰退
1996年1月10日には『危ない1号』関係者が総決起した、7時間にも及ぶ伝説的トークライブ『鬼畜ナイト』が新宿ロフトプラスワンで開催された。これを鬼畜ブームの出発点と見る向きも多い。以後、一般的には嫌悪・憐憫の対象になるものをモンド視点で消費する風潮が加速する。例えば『GON!』『BUBKA』『世紀末倶楽部』『TOO NEGATIVE』『週刊マーダー・ケースブック』『別冊宝島』『危ない28号』など、見世物的好奇心や、覗き見趣味を煽ったサブカル雑誌が人気となった。コミック方面でも、読み物ページが格段に増え、総合サブカル誌としての傾向が強くなっていった『ガロ』（青林堂）が再注目されたほか、因果者（ダメ人間）を徹底的に観察した根本敬の人間紀行『因果鉄道の旅』『人生解毒波止場』『ディープ・コリア』が聖書的存在となる。
週刊SPA!編集部は、鬼畜ブーム特集「鬼畜たちの倫理観──死体写真を楽しみ、ドラッグ、幼児買春を嬉々として語る人たちの欲望の最終ラインとは?」（1996年12月11日号所収）で「鬼畜系」について「モラルや法にとらわれず、欲望に忠実になって、徹底的に下品で、残酷なものを楽しんじゃおうというスタンス」と定義した上で「死体写真ブームから発展した悪趣味本ブームの流れとモンド・カルチャー の脱力感が合流。そこに過激な企画モノAVの変態性が吸収され、さらにドラッグ、レイプ、幼児買春などの犯罪情報が合体した」ことを踏まえながら「インターネットの大ブームにより、過激なアンダーグラウンド情報が容易に入手できるようになったのも、この流れを加速させた要因だろう」と大まかな流れを概説している。
1997年には『危ない1号』『週刊マーダー・ケースブック』愛読者の酒鬼薔薇聖斗が神戸連続児童殺傷事件を起こし、悪趣味系のサブカルチャー書籍を棚から撤去する書店が続々と現れた。1999年5月には「ハッキングから今晩のおかずまで」を手広くカバーする日本最大級の匿名掲示板「2ちゃんねる」が西村博之によって開設され、鬼畜系のシーンは出版文化からインターネットに移行・拡散する形で消滅した。時期を同じくして鬼畜系／悪趣味系に属するサブカルチャー雑誌の廃刊や路線変更が相次ぎ、1999年の『危ない28号』廃刊をもって悪趣味ブームは完全に衰退を迎えた。
青山正明の自殺 (2001年)
2001年6月17日、青山正明は自宅で首を吊って自殺した。青山の没後、村崎百郎が明かしたのは、実際に『危ない1号』に関わった人間で本当に「鬼畜」な人間は、村崎本人以外に誰もいなかったという解釈である。これについてばるぼらは「実際に『危ない1号』に関わった人間は、青山も含め鬼畜のポーズを取っていただけであって、つまり鬼畜ブームは実質、村崎一人によって作られたといえるだろう。ただ当時は『危ない1号』は鬼畜な人間が集まって作った、サイテーでゲスな雑誌であるというイメージ戦略によって売り出され、そして結果的に成功した」と解説している。
その後、カウンターカルチャーあるいはムーブメントとしての実体を失った「鬼畜系」は、負の側面も含めて村崎が単独で引き受ける形となった。しかし、インターネットの加速的な普及に伴う出版不況によって、70年代末の自販機本から胚胎した「鬼畜系」は自然淘汰されていく。

#### 村崎百郎の刺殺 (2010年)
2010年7月23日、村崎百郎は読者を名乗る男に東京都練馬区の自宅で48ヶ所を滅多刺しにされて殺害された。当初犯人は特殊漫画家の根本敬を殺害する予定であったが、根本が不在だったため『電波系』（太田出版）の共同執筆者であった村崎の自宅に向かったという。
男は犯行動機について「村崎の書いた本にだまされた」と供述し、住所は2ちゃんねるで調べたとした。その後、犯人は精神鑑定の結果、統合失調症と診断され不起訴となり、精神病院に措置入院となった。
2010年11月、村崎本人が遺した文章や関係者の証言などから綴った鬼畜系総括の書『村崎百郎の本』がアスペクトから刊行された。

### 鬼畜系雑誌ブームの振り返り（2010年以降）

#### ヘイトスピーチの源流説
レイシストをしばき隊の野間易通から鬼畜系批判が提起された。野間は、『危ない1号』などで青山正明が提唱した「すべての物語は等価」という社会構造の非対称性を無視する試みについて、ポストモダン以降の「大きな物語（戦後民主主義と高度経済成長に支えられた、社会全体で共有される統一的な価値観）の終焉」を可視化する目的があったと分析し、このような価値相対主義が“正義”をも相対化した結果、あらゆる道徳が価値を持たなくなり、それが現在のヘイト文化に継承されてしまった可能性を指摘した。
野間と対立しているファシストの外山恒一も『危ない1号』が冷笑主義の系譜であることには同意見であり、「“宝島”系よりコアなサブカルの潮流があって、それは『ガロ』的なものと親和性があると思う。」「そういう“趣味”の連中って、本人は少数派でマニアックなセンスの持ち主だと思い込んでるんだろうけど、そんなもん典型的な多数派のメンタリティでしょ。反撃してこないと分かってる相手をからかって楽しむっていう、単なる“いじめ”のノリにすぎない。まさに“堕落したサブカル”だよ。」「野間さんが批判的なレッテルとしてよく“冷笑主義的相対主義”って云うじゃん。野間さんが批判すべきなのは相対主義ではなく冷笑主義のほうだと思うんだ。冷笑主義はたしかにヘイトスピーチの蔓延と関係ある。」と批判的見解を述べている。

#### ロマン優光による90年代鬼畜系の総括(2019年）
2010年代以降はSNSを中心に鬼畜系の功罪が論じられるようになったが、その強烈な語感からイメージのみが先行し、当時を知らない層には政治的な正しさの観点から必要以上に悪く思われ、否定的に扱われる節もある。
90年代サブカルについて無責任な放言が跋扈することに強い危惧を持ったロマン優光は「90年代サブカルという特殊な文化を今の価値観で振り返り、怒り狂っているヤバい単細胞が昨今目立ちます。彼らによる考察ならびに反省は、一見まともでも的を射ていないものが実に多く、世間に間違った解釈を広めてしまう害悪でしかないのです」と述べ、2019年に著書『90年代サブカルの呪い』（コアマガジン）を上梓した。この中でロマンは鬼畜系サブカルの出自と存在意義、および文脈が失われた過程と、語義上の留意点を次のように総括した。
また「鬼畜系」の派生元となった「悪趣味系」についてロマンは次のように定義した。
ロマン優光は『危ない1号』とそれ以前の悪趣味の違いについて次のように述べている。
またロマン優光はオウム真理教事件や阪神・淡路大震災などの影響で「たいした根はないけど変な終末『気分』になっていた人が増えていた」という状況にも触れ、「金銭や名誉、勉強やスポーツ、地道に文化を身につけるといったことから落ちこぼれたり、回避したりしながらも、他人との差異をつけたがるような自意識をこじらせた人たちが他人と違う自分を演出するためのアイテムとして、死体写真を使うようになった」と分析し、こうした潮流は自販機本に出自を持つアングラなサブカルチャーを踏まえた界隈にも流れこんでいったとしている。

青山正明の「すべての物語は等価」という試みについてロマン優光は「失敗に終わった」として次のように総括している。
青山正明の死後もなお、村崎はサイバースペースにおける「言語ウイルス」に抵抗を続け、ネット文化とは全く無縁の位置で「鬼畜系」を名乗り続けた。だが、村崎は同じギミックを芸風として使い続けた結果、自己模倣を繰り返して迷走する。これについてロマン優光は著書『90年代サブカルの呪い』（コアマガジン）で次のように推察した。「それでも村崎氏が鬼畜の看板をおろさなかったのは、青山氏の死に対する思いからかもしれません」。
雑誌『宝島30』で根本敬の連載『人生解毒波止場』を担当した町山智浩は、90年代の鬼畜系について「80年代のオシャレやモテや電通文化に対する怒りがあった」「オシャレでバブルで偽善的で反吐が出るようなクソ文化へのカウンターだった」という見解を示しており、根本敬と村崎百郎が「すかしきった日本の文化を下品のどん底に突き堕としてやりたい」と心の底から叫ばねばならないほど、当時の日本文化は「健全で明るい抑圧的なオシャレ」ないし「偽善のファシズム」に支配されていたと述懐している。

## インターネット時代

### インターネット黎明期の掲示板カルチャー
1970年代後半よりパーソナルコンピュータとダイアルアップ接続通信の普及が始まった。IBM DOSがさらにPCの規格統一と一般化を促進し、1980年代以降はハッカー・カルチャーも生まれた。1985年には『The Hacker's Handbook』が発売されている。日本でもクラッキングのハウツーを解説した『危ない28号』『コンピュータ悪のマニュアル』（ともにデータハウス）がインターネット黎明期の1990年代末に出版された。
インターネット（ネットワーク同士をインターネットプロトコルで繋いだグローバルネットワーク）普及以前は、特定のホスト局（サーバ）にユーザのクライアント端末からダイアルアップ接続する通信を利用したパソコン通信による電子掲示板（草の根BBS）やネットニュース、ネットフォーラムコミュニティが1970年代に誕生し、1980年代に発達した。1980年代後半よりエロ画像を共有するグループが現れ、1989年頃にはSMトピックについて匿名で投稿するグループ (alt.sex.bondage) が現れ、以降エロ（特殊性癖や出会い系など）のようなセンシティブなトピックに関して匿名投稿が行われるようになった。1990年代前半には、匿名サーバや匿名メール転送サーバを利用した匿名投稿が普及し、匿名文化を誇るサイバーパンク文化も誕生した。有名な匿名サーバには、Kleinpaste, Clunie and Helsingiu (Anon.penet.fri) があった。匿名サーバAnon.penet.friのように、1990年代前半にはすでにAnonymousを略してAnonと称したり、Anonimityを誇る言説が見られる。1996年には、サイバースペース独立宣言が行われた。こうして、カリフォルニア・イデオロギー (en) と呼ばれるIT革命による楽観的な未来予想図が生まれた。テックユートピアの思想は、後にオルタナ右翼の土壌となる。
しかし、この初期の匿名文化は1990年代半ばまでには、ネット市民やシステム管理者の厳しい批判にさらされ、匿名投稿は削除されたり匿名サーバは閉鎖に追い込まれたりして、匿名文化はなかなか根付かなかった。1993年には、カルト宗教団体サイエントロジーのコンピュータからデータが盗み出され、匿名投稿者によってニュースグループに投稿され、サイエントロジーが運営者や通信事業者を訴えた。また、同年にはLifeStylesという掲示板で"Poo Bear"と"Wild One"という匿名投稿者によって児童ポルノが多数投稿され、警察による捜査によって投稿者が逮捕される事件も発生した。同年には、PLAYBOY誌のエロ画像を集めた有名エロ系BBS「Rusty n Edie's BBS」が著作権侵害でFBIの家宅捜査を受けた。1996年にもBBS上で大量の児童ポルノを流通させた人物が逮捕されている。
日本では1995年頃より、匿名掲示板の元祖といわれる草の根BBS「センターネット」やインターネットBBS「あやしいわーるど」などのアングラBBSが隆盛した。とくに大きなきっかけとなったのが、地下鉄サリン事件を題材にした不謹慎ゲーム『霞ヶ関』である。このゲームが1995年夏にパソコン通信上で出回り、これを朝日新聞と毎日新聞が同年10月26日夕刊で取り上げたことで、多くのメディアの注目を集めた。こうした残酷ゲームは、1999年のコロンバイン高校銃乱射事件にも繋がったとの分析もある。当時、このゲームを所有していた「しば」は、このソフトを配布する目的で「あやしいわーるど」という掲示板を起ち上げ、90年代末において日本最大の規模を誇るアンダーグラウンドサイトとなる。これらの匿名ニュースグループやBBS文化は、2ちゃんねる（あめぞうがルーツ）や4chanなどの巨大匿名掲示板文化につながっていく。
ジャーナリストの清義明は、リバタリアン的な自由至上主義とポストモダン的な価値相対主義をベースとする、インターネットの反体制的匿名文化が、後のポスト・トゥルース時代において、オルタナ右翼やトランプ現象などのカウンターカルチャーを生み出したと指摘している。

### インターネットと悪趣味
1990年代には、ポルノ、スカトロ、暴力場面、侮辱、苦痛、卑語など扱うショックサイトなるものも誕生した。こうして、インターネットポルノ（アダルトサイト）、アダルトゲームとともにアングラネットが隆盛する。その極みであるダークウェブでは、ドラッグや児童ポルノなど様々な犯罪コンテンツが販売されている。
1996年には事故死体・検死・殺人シーンなどを集めたRotten.comが立ち上がり、同年4月には日本初と推定されるグロサイト「Guilty」が開設され、同年5月には高杉弾のWEBマガジン《JWEbB》が創刊される。同年11月には北のりゆき（現代版『腹腹時計』の異名をとる危険図書『魔法使いサリン』〈冥土出版・1994年12月〉で一躍有名になった『危ない1号』と『危ない28号』のライター。別名義に死売狂生・行方未知など）主宰の危険文書サイトの最左翼「遊撃インターネット」がスタートした。
- 『危ない1号』に寄稿した北のりゆきは、元新左翼の立場から以下のように述べている。

翌1997年にはスーパー変態マガジン『Billy』『TOO NEGATIVE』元編集長の小林小太郎が運営していた死体写真ギャラリー「NG Gallery」の WEBサイト や漫画誌『ガロ』の裏サイト「裏ガロ」が本格始動する。
1998年には、10万部以上 を売り上げたハッキング本『コンピュータ悪のマニュアル』の著者・KuRaReを編集長に『危ない1号』の事実上後継誌『危ない28号』がデータハウスの鵜野義嗣によって創刊される（これについてばるぼらは「90年代雑誌文化のサブカルの流れをコンピューター文化が引き継いだ」と指摘している）。同誌はハッキング、ドラッグ、兵器、安楽死など様々な違法・非合法行為のハウツーが記載された危険情報満載のムック本で『危ない1号』に次ぐヒットを飛ばしたが、発売前の段階にもかかわらず有害図書指定を受けるなど自治体からの風当たりも強く、KuRaReは「どんだけ何も見てない連中なんだよ。そうやって仮想の敵をやっつけて良いことをしたと思う自慰的行為」「28号は意識的に有害図書指定になろうとしてたので、別にいいのですが」等と述懐している。そして2000年1月に浦和駅、東海村、大阪府で発生した一連の連続爆発事件で、犯人が同誌を参考に爆発物を製造したと供述 した結果、『危ない28号』は全国18都道府県で有害図書指定され、発行済みの第5巻（1999年11月発行）を最後に廃刊を余儀なくされた。
初期インターネットのアングラカルチャーは1996年のアダルトサイト摘発、1999年の通信傍受法成立と悪趣味ブームの終焉、そして2000年の不正アクセス禁止法が決定打となり、一旦は衰退した。
またインターネット上でも死体や畸形画像が、いつのまにか『ありふれたもの』になってしまい、1999年以降はテイストレスに興味を持つ人口も減少したようで、死体や奇形など悪趣味に特化したグロサイトは殆ど作られなくなった（テイストレスサイトの総本山だった「下水道入口」も1999年6月17日付で閉鎖している）。
しかし、インターネットの特性故に海外からの情報を防ぐことはできなかった。2004年にはイラク日本人青年殺害事件映像が出回り、2008年12月には、殺人行為を記録した『ウクライナ21』（Dnepropetrovsk maniacs）と呼ばれるホームビデオがショックサイトに流出し、誰でも閲覧が可能となった。報道では、ドニプロペトロウシクに住む19歳の若者2人組が、2007年夏の約1ヶ月間で21人を快楽目的で殺害したとされている。また「殺害映像は販売する予定であった」との証言もあることから、これは有史初のスナッフフィルムであるとされている。
時期を同じくして閲覧者にトラウマを与えかねない有害なWEBサイト/精神的ブラクラの総称として「検索してはいけない言葉」が日本で定着した。『POSO』『ウクライナ21』『生きたメキシコ』などのグロ動画はその代表格である。現在、まとめWikiに登録されている言葉は2100以上にのぼる。
SNSや動画サイトの普及により、迷惑行為の現場を投稿するバイトテロやバカッター、迷惑系YouTuberも登場した。
また以下も悪趣味動画の一例として挙げられる。
- Mondo Mediaのフラッシュアニメ（代表作に『Happy Tree Friends』『Dick Figures』など）
- 著作権を無視したMADムービーやFlashムービー、あるいはエルサゲート

村崎百郎の師匠筋にあたるペヨトル工房主宰者の今野裕一も村崎百郎の存在意義が2ちゃんねるの台頭により喪失したことを次のように指摘した。

青山と交友があったデザイナーのこじままさきも鬼畜系コンテンツが飽きられた理由に関して同様の理由を次のように述べている。
一方で石丸元章は「神田の三省堂書店の二階の便所の個室が伝言板になっていた時代もある」として当時の「便所の落書き」2ちゃんねるを好意的に評価し、アングラが廃れたのは、堀江貴文のようなインターネットビジネスマンが路地裏だったインターネットを表通りにしてしまったことが大きいと考えている。

## 鬼畜系漫画
エロマンガやアダルトゲームにおいて、強制的な性行為（強姦）を強調した作品は「鬼畜系」（または陵辱系）と呼ばれ、これは度が過ぎるサディストを指した用語でもある。それに対して恋愛や合意の上での性行為を重視した作品は「純愛系」と呼ばれ、いずれもオタク系の媒体で用いられることが多い。
評論家の本田透は「鬼畜系」について二次元世界に理想的な恋愛を見出そうとする「萌え」とは対極をなす概念と指摘し、監禁や調教といったジャンルは90年代半ばまでがピークとして、ゼロ年代半ばでは一部のマニアにだけに支えられているとしている。
エロマンガ統計屋の牧田翠が行った定量分析によると、2010年代以降のエロマンガは、約6～8割が合意を得た和姦であり、強姦率は2割程度に過ぎない。また最後まで読んで初めて和姦とわかる作品も多く、凌辱をテーマとして絞り込んだ作品は決して多くない。鬼畜ものが縮小した背景として、コンビニ各社の自主規制が強化され、コンビニ誌では過度な暴力・薬物描写が敬遠されるようになったこと、あるいはスマホやSNSの普及で、読者の可処分時間と可処分所得が別の娯楽に割かれるようになり、腰を据えてエロマンガを読む人口が減ったことで興奮や刺激よりも「癒し」「気楽さ」を求める読者が増えたのではないかとする説がある。また近年は雑誌ごとに「和姦のみ」「強姦のみ」と住み分けされる傾向も強く、牧田は「好みの先鋭化が行われている」「エロの分断が進んでいる」と憂慮している。

### 細分化されたジャンル
ロリコン・カルチャー
ロリコン劇画／ハードロリ
SM／ビザール
特殊漫画
ネオ劇画

### 歴史
- - 三流エロ劇画（清水おさむなど）
  - 自販機本漫画（蛭子能収や根本敬など）
  - 貸本劇画/怪奇漫画（杉本五郎・竹内寛行・池川伸治・徳南晴一郎など）

1970年代後半から1980年代前半までのエロマンガは劇画タッチで、ハードなレイプ描写に主眼を置いた「エロ劇画」「三流劇画」が主流であった。またキャラクターも骨や筋肉の隆起が多く、決して可愛い絵柄でなかった。そんなバイオレンス劇画が幅をきかせてきたエロマンガが大転換を迎えるのは1979年、吾妻ひでおや蛭児神建らが日本初の男性向け同人誌『シベール』を創刊したことで、コミックマーケットはロリコン漫画の震源地となり、アニメ調の美少女キャラをモチーフにした、牧歌的なエロマンガが増え、表現の裾野は大きく広がった。その一方、ハードなレイプ物は相対的に減少した。
しかし80年代後半になると、アニメ絵タッチの美少女系エロ漫画から、ハード/SM路線が目立ち始める。それまでも洋森しのぶ（みやすのんき）や牧村みき（エル・ボンテージ）によるエログロ系アニパロ漫画もあったが、それが「抜き」志向の創作ジャンルとして本格的に確立したのがこの頃からである。
90年代前半には、有害コミック騒動の影響で「成年コミックマーク」が登場する。このマークが付いていると18歳未満への販売が禁止されるため、大手出版社は過激な性表現を抑えたが、裏を返せば多少修正が甘くても許されたため、中小零細系は差別化の意味も込めてマークを積極的に導入した。よって、この頃の美少女コミックはマイナー系ほど過激な描写が目立っている。その中でも早見純、玉置勉強、町野変丸、ゴブリン、戸崎まことなどモンド・スプラッタ系の異色漫画家たちは、多田在良編集のエロ漫画誌『COMICアットーテキ』『激しくて変』（ともに光彩書房）や一水社の単行本レーベル「いずみコミックス」を中心に活動した。
1990年代に入ると、鬼畜と変態に特化した、おたく系の美少女コミック誌『月刊コミックフラミンゴ』『コミックMate』が登場する。また、中堅エロマンガ出版社からはSM/陵辱系アンソロジーが多数刊行された。この過程で自然発生的に成立したジャンルが「鬼畜系」「陵辱系」である。現在、鬼畜系・リョナ系の専門誌の多くは電子雑誌に移行している。
一方で特殊漫画の総本山である『月刊漫画ガロ』からは蛭子能収、山田花子、根本敬、山野一、平口広美ら特殊漫画家が登場する。彼らはアニメ絵とは縁遠い絵柄・作風であり、自販機本・SM雑誌・エロ劇画誌などのサブカル雑誌で活動した。特に滑稽さの入り混じる入念な表現で、人間のダークサイドを徹底的に描いた山野一が『ガロ』に連載した『四丁目の夕日』と『ねこぢるうどん』（画：ねこぢる）は、鬼畜系サブカルコミックを象徴する作品となっている。

### 構成要素
鬼畜系は「NTR」「催眠」「時間停止」などソフト系から「輪姦」「孕ませ」「スカトロ」などハード系まで幅広い。下記に構成要素を列挙する。
- フェティシズム／性的倒錯／シチュエーション
  - NTR・孕ませ・催眠フェティシズム・丸呑みフェティシズム・水責め・ニラマレ・時間停止・触手責め

- 誘拐／調教
  - 脅迫・拉致・監禁・飼育

- BDSM系
  - 緊縛・拷問・焼印・洗脳（常識改変）
  - 奴隷市場・強制口淫・口内射精・食糞（スカトロ）・尿飲・精飲
  - 腹パン・強制自慰

- 特殊性癖／過激性癖／異常性癖
  - 嘔吐・寄生・蟲責め・獣姦・異種姦・屍姦・臍姦・産卵プレイ・露出プレイ・拡張プレイ・異物挿入・児童虐待・乳児姦・強制受胎

- 人体破壊／リョナ
  - 欠損・カニバリズム・内臓掻爬・四肢切断・身体改造

- バッドエンド（あるいはメリーバッドエンド）
  - 闇堕ち・悪堕ち・風俗堕ち・キメセク

### 鬼畜系漫画家
成人向け漫画の世界で自分の世界を築き上げる作家も多く、もちろん、性的描写を避けては描けない世界というものでもある。また一つには性的描写が必須であることを除けば、それ以外の表現はむしろ一般の雑誌より制約の少ない舞台であり、その自由度の高さから作家独自の嗜好によって特異ともいえる表現が追及され、一般誌では掲載不可能な作風を実現する作家も存在する。

エロマンガ統計屋の牧田翠は、鬼畜系（強姦傾向の作品）の判断基準を次のように定義している。

### 関連漫画雑誌
- 月刊漫画ガロ - 1964年から2002年まで青林堂が刊行していた漫画雑誌。漫画界の極北に位置する伝説的漫画雑誌であり、サブカルチャーの総本山として漫画界の異才・鬼才をあまた輩出した。1998年からは青林堂の系譜を引き継いだ青林工藝舎が事実上の後継誌『アックス』を隔月刊行中。
- プチ・パンドラ - 1984年から一水社が発行していたモンド系ロリコン漫画雑誌（雑誌コードが取られていないため正確にはムック本である）。季刊・隔月刊・不定期刊を経て全12冊を刊行した。編集長は同人誌『幼女嗜好』編集発行人の蛭児神建[285]。
- COMIXフラミンゴ - かつて三和出版が発行していた特殊エロマンガ誌。町野変丸・TAGRO・しのざき嶺・駕籠真太郎といったSM・鬼畜・サブカル・アングラ系の異色作家が数多く寄稿した。2000年10月号を以って休刊。
- コミックMate - 一水社発行の老舗美少女コミック誌[286]。1992年3月創刊。鬼畜やSMをテーマとしたコンセプトマガジンであり、鬼畜系美少女漫画の総本山的なコミック雑誌である。編集長は編プロ「漫画屋」代表の塩山芳明。2015年から『コミックMate L』 （メイトレジェンド）に改題して隔月刊行中。主な執筆陣はオイスター、カワディMAX、いトうほか多数。
- コミックリトルピアス - かつてフロム出版（後に東京三世社）が発行していたハードSM系ロリコン漫画雑誌。1996年8月に隔月刊アンソロジーコミック『リトルピアス』として創刊。2003年1月号より同社刊行の成年漫画雑誌『コミックミニモン』の増刊号として雑誌化したが、2004年11月号を最後に休刊した。全50号。キャッチコピーは「小さな身体で限界まで頑張る女の子」。

#### アンソロジーコミック
- ピアスクラブ - かつて東京三世社が発行していたハードSM中心のアンソロジーコミック。1994年2月創刊。1998年10月廃刊。全51号（無印33号＋EX18号）。主な執筆陣はペンネームは無い、大山ミミず、鋭利菊、結晶水、万利休、樽本一、富秋悠、魔北葵、となみむか、未由間すばる、ぽいんとたかしなど[287][288]。カバーイラストは上総志摩。
- コミック闇市場 - かつて一水社が刊行していた鬼畜系アンソロジーコミック。主な執筆陣は玉置勉強、町野変丸、みかりん、ゴブリン、町田ひらくほか。1994年8月創刊。1997年11月廃刊。全17号。
- 秘密の地下室 - 桜桃書房発行のSM系アンソロジーコミック。身体改造・欠損・調教・極太針刺しなど特殊性癖が中心。1996年4月から1998年5月まで全6号が刊行された。主な執筆陣は掘骨砕三、矢追町成増、志崎月魚ほか。
- 自虐少女 - 東京三世社発行のSM系アンソロジーコミック。1998年11月創刊。2000年5月廃刊。全11号発行。キャッチコピーは「ド不幸マゾ少女アンソロジー」「婦女子の夢と希望を踏みにじる暴虐のアンソロジー」。DATゾイドは「超兇悪核弾頭SM漫画アンソロジー」「SMという衣をまとった何か別の異形物」と評した[289]。
- 淫祭都 - セックス&バイオレンスをコンセプトにした松文館発行の過激派アンソロジーコミック。1999年3月創刊。2000年6月廃刊。全9号[290]。
- 鎖縛 - 美少女SMアンソロジーコミック。松文館発行。1999年12月創刊。2001年7月終刊。全20号[291]。主筆は近石まさしや桃山ジロウなど。
- 激しくて変 - かつて光彩書房が発行していた鬼畜系アンソロジーコミック。2000年創刊。編集兼発行人は多田在良。主な執筆陣は早見純、町田ひらく、沙村広明、玉置勉強、町野変丸、ほりほねさいぞう。4巻以降は『暗黒抒情』『知的色情』『Hのある風景』とタイトルを変えながら全12冊を刊行[292]。2004年終刊。
- ヒロインピンチ - キルタイムコミュニケーション発行のアンソロジーコミック。ヒロインの闇堕ちがメインテーマのコンセプトマガジンである。2014年6月創刊。2015年12月以降は『正義のヒロイン姦獄ファイル』『敗北乙女エクスタシー』『くっ殺ヒロインズ』などに改題される形で継続刊行中。
- エログロス - 氏賀Y太が発案したリョナ系アンソロジーコミック。ジーウォーク発行。2017年8月創刊。主な執筆陣は氏賀Y太、つくすん、掘骨砕三、ぜろぽんち、桃色卍流、ai7n、猫頭巾ほか。
- リョナキング - 電子書籍限定のリョナ系アンソロジーコミック。一水社発行。2019年7月創刊。主な執筆陣は氏賀Y太、つくすん、山本賢治、hal、みこしろ本人、愛南ぜろ、石野鐘音、原崎、ひめいよる、阪本カフカ、雨がっぱ少女群ほか。キャッチコピーは「許せない……この狂気じみた描写は許せない……ッ!!」。

## 関連年表

### 1800年代
1877年
- 3月 - イギリスの風刺雑誌『パンチ』の日本的解釈として『團團珍聞』創刊（〜1907年）。創刊編集長は野村文夫。

1894年
- クラフト=エビング『色情狂編』（法医学会、発禁）。

### 1900年代
1901年
- 宮武外骨の権力風刺新聞『滑稽新聞』創刊（〜1908年）。

1904年
- 1785年にマルキ・ド・サドがバスティーユ牢獄で著した鬼畜SM小説『ソドム百二十日あるいは淫蕩学校』出版。

1905年
- 11月 - 山崎増造『精神変態論』（尚絅堂）。

1908年
- 10月20日 - 発行禁止命令に先立ち『滑稽新聞』が自殺廃刊。

### 1910年代
1910年
- 2月 - 宮武外骨編『大阪滑稽新聞』第28号の控訴が棄却され、上告するも後に取り下げ、大阪監獄に入獄（4月26日）。

1913年
- 9月 - クラフト=エビング『変態性慾心理』（黒沢良臣訳、大日本文明協会）。

1915年
- 6月 - 羽太鋭治＋澤田順次郎『変態性慾論』（春陽堂）。

1917年
- 5月 - 中村古峡が日本精神医学会を設立。診療部開設、治療開始。
- 10月 - 中村古峡『変態心理』創刊。

### 1920年代
1922年
- 5月 - 中村古峡が『変態心理』の姉妹雑誌として、田中香涯主幹で『変態性欲』を創刊（〜1926年2月）。
- 7月 - 田中香涯『人間の性的暗黒面』（大阪屋号書店）。
- 9月 - 梅原北明、雑誌『性と愛』（性愛社）で文筆デビュー。「日蓮主義より観たる恋愛憧憬」「戀愛と性教育に關して鎌田文相と語るの記」など真面目な記事を執筆。

1923年
- 9月1日 - 関東大震災。死体写真が絵葉書として流通するも発禁となる。

1924年
- 11月18日 - 梅原北明の処女単行本『殺人会社（前編）悪魔主義全盛時代』（アカネ書房、発禁）出版。後編は刊行されず未完。

1925年
- 4月 - 梅原北明訳、ボッカチオ著『全譯デカメロン（上）』（南欧芸術刊行会=朝香屋書店）出版。ベストセラーとなり重版されるも、同年10月に下巻が発禁（読売新聞14日付）。
- 11月 -  伊藤敬次郎（朝香屋書店）が発行人となり、プロレタリア雑誌『文藝市場』（文藝市場社、代表者・梅原北明）創刊。創刊記念に、梅原北明、金子洋文、村山知義らが、京橋の豊国銀行前で「原稿市場」と称し、直筆原稿を叩きうる即売会的なパフォーマンスを行う。

1926年（大正15年/昭和元年）
- 7月 - 梅原北明が文藝市場社内に「文藝資料研究会」を設立、叢書『変態十二史』刊行開始。

| 号数   | 著者       | タイトル                           | 発行年月            |
| ------ | ---------- | ---------------------------------- | ------------------- |
| 第1巻  | 武藤直治   | 変態社会史                         | 1926年7月           |
| 第2巻  | 村山知義   | 変態芸術史                         | 1926年10月          |
| 第3巻  | 藤沢衛彦   | 変態見世物史                       | 1927年7月           |
| 第4巻  | 井東憲     | 変態人情史                         | 1926年9月           |
| 第5巻  | 伊藤竹酔   | 変態広告史                         | 1927年3月           |
| 第6巻  | 澤田撫松   | 変態刑罰史                         | 1926年7月           |
| 第7巻  | 宮本良     | 変態商売往来史                     | 1927年7月           |
| 第8巻  | 梅原北明   | 変態仇討史                         | 1927年5月           |
| 第9巻  | 斎藤昌三   | 変態崇拝史（発禁）                 | 1927年1月           |
| 第10巻 | 青山倭文二 | 変態遊里史                         | 1927年6月           |
| 第11巻 | 藤沢衛彦   | 変態交婚史（発禁押収） →変態浴場史 | 1927年2月 1927年9月 |
| 第12巻 | 藤沢衛彦   | 変態伝説史                         | 1926年11月          |
| 付録1  | 内藤弘蔵   | 変態妙文集                         | 1927年10月          |
| 付録2  | 井東憲     | 変態作家史                         | 1926年12月          |
| 付録3  | 斎藤昌三   | 変態蒐癖志                         | 1928年1月           |

- 9月 - 梅原北明『変態・資料』（文藝資料研究会）創刊。次いで『明治性的珍聞史（上）』刊行。
- この年、モダンガールという言葉が新聞紙上に現れる。

1927年
- 1月 - 梅原北明『明治性的珍聞史（中）』刊行。特殊会員にのみ頒布された限定出版といわれるが、実際には相当多数発行された模様、下巻は未刊。
- 1月 - ジョン・クレランド著、佐々木孝丸訳『ファンニー・ヒル』（文藝資料研究会編輯所、発禁）発行。
- 2月14日 - 読売新聞が「『文藝市場』の一味 風俗壊乱で検挙される 身柄はひと先ず昨日釈放」と伝える。同紙にて「生方敏郎氏等を順次に取調、連累が多く当局驚く『文藝市場』の事件」と報道。ここでは北明一味がインテリの知識人として伝えられている。いわく「文芸市場内文芸資料研究会で編集した此種のものは幾百種に上り、当局でも其目録を眺めては血眼になつて探して居るが、何しろ資料提出者は相当世間に名の知れた文士連中であるので、今さらのやうに驚いて居る」。
- 3月 - 『変態・資料』筆禍記念第6号「本號筆禍記念に題す」にて梅原北明が「合法的に喧嘩をする」と発言。
- 5月 - 『文藝市場』が6月号より梅原北明の個人雑誌になる旨を報告、エログロ路線に転向する。
- 5月 - 警視庁検関係の急襲等により、北明周辺の珍書屋が三派に分裂。北明は「文藝市場社」に残るが、上森健一郎は「文藝資料研究会編輯部」に、福山福太郎は「文藝資料研究会」に移行する。
- 10月 - 北明の個人誌となった『文藝市場』は発禁に継ぐ発禁で立ち行かなくなり、9・10月合併号「世界デカメロン号」をもって終刊（発禁）。編集後記に「日本にいるのが全くいやになった。やれ警視庁でございやれ、内務省でござい等々……。尻の小さい小役人の横行する国。まったく日本は成っちゃいない。一九二七年八月三〇日、満支に旅立つに際して」との記述。「上海移転改題号」と称して『文藝市場』の後継誌にあたる『カーマシャストラ』（ソサイテイ・ド・カーマシャストラ）を創刊するも、全冊が発禁となる（第6号は頒布前に全冊押収され現存せず）。
- 12月 - 性科学者・羽太鋭治著『医学上より観察したる児童の性慾生活』（南江堂）出版。性的な題材でも美術書や医学書は比較的大目に見られていたが、検閲官いわく「余りに実感を唆（そそ）る嫌（きらい）がある。加ふるに数多くの引例は卑猥にして、煽動的である」として発禁となった[293]。

1928年
- 4月 - 『奇書』（文藝資料研究会）創刊、発禁。
- 6月 - 『変態文献叢書』（文藝資料研究会）全8冊刊行スタート。
- 6月 - 『軟派十二考』（文藝資料研究会編輯部）シリーズが菊判和装で発刊。
- 6月 - 『変態・資料』廃刊。
- 6月25日 - 中村古峡『変態性格者雑考』（文藝資料研究会『変態文献叢書』第3巻）刊行。テーマは「精神薄弱者の変態性格」「同性愛と半陰陽」「動物姦と児童姦」など。
- 7月 - 思想取り締まりのため内務省警保局に保安課を設置。特高警察機関を設置。憲兵隊に思想係を設置。内務省警保局の図書課は検閲・調査・庶務の三部門となり、組織的検閲制度を強化｡
- 9月 - グロテスク社設立。代表者は梅原北明。
- 12月 - 宮本良を編集人に『変態・資料』の後続誌として『変態黄表紙』（文藝資料研究会編輯部）創刊。創刊から3号連続で発禁。以後、発行が「南柯書院」へ変わる。綿貫六助、斎藤昌三らが執筆（1929年5月まで全4冊を刊行。南柯書院は1929年8月頃に消滅）。
- この年、上海から帰国した梅原北明は、出版法違反で市ヶ谷拘置所に長期拘置される。 釈放後の11月に公刊雑誌『グロテスク』を創刊。 この頃から北明を中心に「談奇」という語が使用される。

1929年
- 2月 - 梅原北明のライフワークである古新聞漁りの集大成『明治大正綺談珍間大集成』上巻（中巻は6月、下巻は翌年6月）発行[294]。本書は出版に際して「梅原北明氏決死的道楽出版」「梅原北明、第三十一回の筆禍禁止勲章授与紀念報告祭に要する焼糞出版」と銘打たれた[120]。また利益を度外視した豪華な装丁ゆえに「一冊売るたび赤字」という事情が語られている[120]。曰く「金銭と云う観念を全く超越した装幀の贅沢さ、内容の極珍ぶりに、東京中の出版業者は、多分泡をふいて極度の妬みと嘲けりを投げ与える」だろうとの事[120]。
- 5月 - 『グロテスク』に「梅原北明罰金刑祝賀会」の様子が掲載[295]。
- 5月 - 『稀漁』（巫山房、編集兼発行人・大木黎二）創刊。毎号奥付の名義を変えながら4冊を刊行するも全冊発禁。創刊前段階では『猟奇』と題されたが、警視庁検閲課から相当な圧力を受け、誌名を改める。しかし度重なる検閲課による襲撃と原稿の押収、さらには編集人の急病により中絶を余儀なくされる[296]。
- 7月 - 乞食の生態を調査したフィールドワーク本『乞食裏譚』（石角春之助著、文人社出版部）発刊。
- 8月 - 梅原北明により「談書館書局」が設立される。以後、北明は活動の軸足を「文藝市場社」から「談書館書局」に移す。
- 12月 - 『猟奇画報』（編集兼発行者・藤澤衛彦、日本風俗研究会）創刊。
- この年、当局による珍書屋の全面的討伐作戦。都内に30社残っていたゲリラ的な珍書屋が次々に弾圧され、内部分裂の末、無数の群少珍書屋が乱立する。

### 1930年代
1930年
- 1月 - 『グロテスク』新年臨時増刊号にて「『人を喰った男の話』の評伝」と題した梅原北明特集が組まれる。北明について生方敏郎、大泉黒石、高田義一郎、今東光、鈴木竜二、和田信義、斎藤昌三らが評伝を執筆。
- 3月 - 田中香涯『愛と残酷』『江戸時代の男女関係』（有宏社）出版。
- 4月 - 赤木妖三『エロ・グロ・表現考』（エログロ・パンフレット第一輯、時代世相研究会）。
- 4月 - 『風俗資料』（風俗資料刊行会、竹内道之助編、半年かけて全7冊発行）創刊。
- 5月 - 酒井潔の個人誌として『談奇』（国際文献刊行会）創刊。創刊号巻末には「あまりにエロの為のエロには、もう吾々は背中を向けよう。談奇の世界は、そんなに狭いものではないのだから」とある。
- 6月 - 犯罪心理学を建前とした猟奇雑誌『犯罪科学』（武侠社）創刊（〜1932年12月号）。地下本でなく公刊誌として刊行され、大衆の注目を集める。
- 9月 - 猟奇文献雑誌『エロ』（猟奇社）創刊。全3冊を刊行するも、創刊号は発禁、第2号は未頒布、同年11月に2・3合併号を出すが、以後中絶。
- 11月 - 平凡社から一円全集『世界猟奇全集』刊行（1932年まで全12巻）。
- 11月 - 鳥山朝太郎（＝梅原北明）『世界珍書解題』（日本蒐癖家協会、同一内容の書籍がグロテスク社より1928年11月に刊行済み）出版。
- 11月 - 酒井潔『エロエロ草紙』（『談奇群書』第二編、竹酔書房、発行者＝伊藤竹酔）発禁。
- 12月 - 尖端エロ叢書と称した軟派小説シリーズ『何が女給をそうさせたか』『エロ戦線異状あり：女給の内幕バクロ』『巴里・上海エロ大市場』（法令館、尖端軟派文学研究会編）出版。
- この年から「エログロナンセンス」「尖端」という言葉が流行。大手出版社も一般読者向けにエログロ出版に着手する。一方でエログロ出版の本家本元であった「文藝市場社」は春頃までに没落し、エリート主義を前面に出した活字中心の会員制活字雑誌、すなわち「高級エロ」は時代遅れとなっていく。

1931年
- 2月 - 高級エロ雑誌『デカメロン』（風俗資料刊行会）創刊（〜1932年5月）。
- 2月 - 発禁となった『エロエロ草紙』の姉妹書としてドンプランナス・アレラ著、酒井潔訳『奴隷祭』（温故書屋）出版。
- 3月 - 梅原北明『近世社会大驚異全史』（史学館書局、本書は『明治大正綺談珍間大集成』を1冊にまとめたもので、菊判1000頁余）。
- 3月 - 『グロテスク』復活記念号（発禁）。同号には「近世現代全国獄内留置場体験」と称した座談会を収録。ここで北明は「（猥本出版を）止めた時分に世の中が案外そう云う様な時期になって実は僕としては、もう今日になってはエロだとかグロだとかの時代ではないと思う」と発言する[118]。
- 4月 - 『現代猟奇尖端図鑑』（新潮社）出版。
- 6月 - 高田義一郎『変態性慾考』（武俠社『性科学全集』）出版。
- 7月 - 山内一煥『変態エロ・ナンセンス』（第三書房）発禁。
- 7月 - 時代世相研究会編『変態風俗画鑑』（時代世相研究会）出版。
- 8月 - 酒井潔『獄中性愛記録』（風俗資料刊行会）。
- 8月 - 赤神良譲『猟奇の社会相』（新潮社）出版。
- 9月 - 柳条湖事件（満洲事変）が起こる。
- 9月 - 最末期の軟派雑誌『談奇党』創刊（洛成館、編集発行人=鈴木辰雄、発禁）。
- 12月 - 『談奇党』第3号（発禁）に「好色文學受難録」と題した、珍書屋と軟派出版に関する資料を掲載。
- この年、プロレタリア文学運動が大弾圧を受ける。

1932年
- 2月 - 高山彬『性慾五千万年史』（先進社）刊行。
- 3月 - 警視庁は左翼・右翼の思想関係の出版物について「朝憲紊乱」を建前とした司法処分を強化、左翼雑誌の発禁が増加する。
- 6月 - 『談奇党』廃刊。巻末に「談奇党遺言書」として後継誌が予告される。
- 7月 - 竹内道之助編集の軟派雑誌『匂へる園』創刊（～1933年1月、風俗資料刊行会）。
- 10月 - 『談奇党』の後継誌として『猟奇資料』（洛成館）刊行。創刊号で廃刊となる。
- この年、梅原北明は性文献出版から完全に手を引いた。また文藝市場社から分派分裂した北明一味・珍書屋による軟派出版活動も事実上の終焉を迎える。

1934年
- この年、梅原北明が日劇再建のプランナーとして大活躍する。まずアメリカのレビュー団「マーカス・ショー」（と称して招いた三流のドサ回り）にラインダンスを踊らせた。続けてチャールズ・チャップリンの喜劇映画『街の灯』を上映、いずれも大好評を博した。

1935年
- 2月 - 石角春之助『乞食裏物語』（丸之内出版社）刊行。
- 3月 - 新興社編『世界結婚初夜秘話』刊行。
- 7月 - 田中香涯『猟奇医話』（不二屋書房）刊行。
- 10月 - 田中香涯『愛と残酷マゾヒスムス』（文芸刊行会）刊行。
- この年、酒井潔がエロ研究・魔術研究に終止符を打つ。珍書・奇書類も売却し、郷里に隠棲。

1936年
- 2月 - 二・二六事件。
- 5月18日 - 阿部定事件
- 5月20日 - 阿部定逮捕。
- 5月29日 - 思想犯保護観察法公布。翌6月15日には不穏文書臨時取締法が公布され、言論弾圧が強まる。
- 8月 - 性知識普及会編『性生活の変態と正態』（『性知識普及叢書』第五輯、高千穂社出版部）。

1937年
- 2月17日 - 死のう団事件発生。国会議事堂など5ヶ所で青年らが割腹自殺を試みる。
- 2月20日 - 相馬二郎『変態風俗史料』第三版発行（金竜堂出版部、初版は1935年9月）。

### 1940年代
1945年
- 8月15日 - 日本がポツダム宣言を受諾する。
- 9月10日 - GHQが「言論および新聞の自由に関する覚書」を通達。進駐軍による報道制限、検閲開始。同9月21日に発布されたプレスコードは、その検閲基準を具体的に示したもの。
- この年、梅原北明は、疎開先の自宅で連日花札賭博に励み、ウイスキーを密造。峯岸義一に「近いうち出版を始めるつもりだから頼むよ」と発言するも、翌年4月5日に発疹チフスであっけなく逝去する（満45歳）。この頃、酒井潔は自殺を決意し、青酸カリの入手を試みるも、思いとどまる。

1946年
- 10月 - カストリ雑誌ブームの先鞭をつけた『獵奇』（茜書房）が創刊される（1946年7月まで全5号を刊行）。
- 12月 - 北川千代三の官能小説『H大佐夫人』が原因で『猟奇』2号が戦後初の発禁となる。ストーリーは徴兵忌避学生と大佐夫人が防空壕で結ばれるというもの。

1947年
- 10月 - 『奇譚クラブ』創刊（曙書房、大阪）。創刊号の表紙には、北明の雑誌『グロテスク』をオマージュした龍が描かれた。
- この年、粗悪な仙花紙を使ったカストリ雑誌が急増する。

### 1950年代
1950年
- 5月 - 『人間探究』（第一出版社）創刊。

1955年
- この年、悪書追放運動が激化[169][170][171]。学校の校庭では大規模な焚書が行われる（この中には手塚治虫の単行本も含まれていた）。

### 1960年代
1963年
- この年、兵庫県尼崎市に白ポストが登場。

1964年
- ガロ創刊。

1968年
- 9月 - 『奇譚クラブ』9月号扉に「本誌自粛の徹底」掲載（終刊号まで毎号掲載）。
- 10月 - 「エロティシズムと残酷の綜合研究誌」と銘打たれた澁澤龍彦責任編集の高級エロ雑誌『血と薔薇』創刊（〜1969年6月）。

### 1970年代
1971年
- 5月 - 『血と薔薇』のフォロワー雑誌として『黒の手帖』（檸檬社）創刊（〜1972年9月）。ブラック・ユーモアやドラッグ・カルチャーなど過激かつ前衛的なモンド文化が取り上げられ、70年代の暗黒文化を映し出したとも言われた[297]。誌面にはダダカン、ゼロ次元、赤瀬川原平、マッド・アマノ、平岡正明、伊藤晴雨、梅原北明、杉浦茂も登場。高杉弾にも大きな影響与えた[298]。

1976年
- 『月刊漫画ガロ』（青林堂）1月号で「面白主義」宣言。南伸坊や渡辺和博によって「面白ければなんでもあり」という方針が作られる。いわく「世のつまらなき事件・事物・人物を面白がって眺めてみる。つまらないよりは面白いがいい。白けるよりは面白いがいい。それが面白主義の主義・主張である」[299]。これは赤瀬川原平のトマソン、根本敬などのヘタウマ、エロ本のアマチュアリズム、知識とセンスで武装するポストモダン的な80年代サブカル、90年代のモンド・カルチャー[2] にも多大な影響を与えた[300][301]。
- 糸井重里原作・湯村輝彦作画のヘタウマ漫画『ペンギンごはん』が面白主義の流れで『ガロ』4月号から連載開始。

1978年
- 10月7日 - 映画『鬼畜』（松本清張原作／松竹）公開。
- 米沢嘉博や川本耕次が仕掛けた三流劇画ブームが頂点を迎える。
- 三流劇画誌『漫画エロジェニカ』（海潮社）11月号が警視庁の摘発を受け発禁となる[302]。エロマンガ誌がわいせつ物頒布で摘発されたのは史上初。

1979年
- 三菱銀行人質事件が発生。犯人の梅川昭美による女性行員を全員全裸にさせる、他の行員の耳を切り取らせるといった猟奇的な行為は映画『ソドムの市』からの影響。
- 3月 - 高杉弾の伝説的自販機本『X-magazine Jam』（エルシー企画）創刊。創刊号に掲載された「芸能人ゴミあさりシリーズ／山口百恵編」が伝説化する。また同誌には無名時代の蛭子能収と渡辺和博が隔月で作品を発表していた。

### 1980年代
1980年
- 4月 - 『Jam』の後継誌『HEAVEN』（アリス出版→群雄社）創刊。本誌では蛭子能収、渡辺和博、杉浦茂、宮西計三、ケネス・アンガー、ナムジュン・パイク、ジョン・ウォーターズ、鈴木いづみ、裸のラリーズ、スーフィズムなどが紹介された。カバーデザインは羽良多平吉。
- 『ガロ』9月号に渡辺和博が「電波系」の「させられ体験」による電波の攻撃に苦しむ人が登場する漫画『毒電波』を発表する。

1981年
- 3月 - 明石賢生社長の逮捕により『HEAVEN』廃刊。
- 4月 - ロリータ、障害者、皇室などを取り扱い、鬼畜系サブカルチャーの原型となった伝説のミニコミ誌『突然変異』（慶応大学ジャーナリズム研究会→突然変異社）創刊。編集に慶大在学中の青山正明が参加した。後に作家の椎名誠が同誌に対して『朝日新聞』誌上で名指し批判を行ったほか、2018年になって野間易通が上梓した著書『実録・レイシストをしばき隊』（河出書房新社）の中でヘイトスピーチの源泉として「何でもありのポストモダン＝1980年代」という構図があると仮定し、青山らが同誌で皇室も障害者も等価に茶化そうとした姿勢に「権威の頂点と弱者を同じレベルで茶化した場合、弱者には大きなダメージがいく」「等価という青山の視線は自分の行為にしか向いておらず、社会構造の非対称性は無視されている」と批判している。
- 6月11日 - 佐川一政がパリ人肉事件を起こす。
- 6月17日 - 幼児を含む数名を殺傷した電波系による無差別殺人事件・深川通り魔殺人事件が起きる。犯人は初公判で読み上げた書状で「私が事件を引き起こしたのは、とても世間一般の常識では考えることのできない非人間的な、人間に対して絶対に行うべきではない、普通の人であったら一週間ももたないうちに神経衰弱になるだろう、心理的電波・テープによる男と女のキチガイのような声に、何年ものあいだ計画的に毎日毎晩、昼夜の区別なく、一瞬の休みもなく、この世のものとは思えない壮絶な大声でいじめられ続けたことが、原因なのであります」と語る。
- 7月 - 蛭子能収の処女作品集『地獄に堕ちた教師ども』（青林堂）刊行。
- 根本敬のデビュー作「青春むせび泣き」が『月刊漫画ガロ』（青林堂）9月号に掲載される。

1982年
- 『Billy』（白夜書房）が2月号から変態路線に誌面刷新し、スーパー変態マガジンとなる。
- 『Hey!Buddy』（白夜書房）が5月号からロリコン路線に誌面刷新。青山正明は「六年四組学級新聞」改め「Flesh Paper」（肉新聞）を10月号から連載開始。同誌廃刊後、この連載は他誌に移籍して1996年まで続き、青山のライフワーク的連載となる。
- 8月 - 日本初のロリータビデオ『あゆみ11歳 小さな誘惑』発売。ヒロインに懸想する青年のツトム役として青山正明が出演する。青山によると3万円という高額なビデオにもかかわらず4000本が即完売したという[303]。
- 9月1日 - ニューウェーブ自販機本『HEAVEN』3代目編集長の山崎春美が「自殺未遂ギグ」決行。体中を出刃包丁で切りつけ救急車で運ばれる。ドクターストップ役は医大生の香山リカ（後に精神科医）が務めた。
- この年、幻の名盤解放同盟が自販機本『コレクター』（群雄社）誌上でクロスレビューを開始。その後も自販機本『EVE』（アリス出版）で引き続き連載を持つ。

1983年
- TACOの1stアルバム『タコ』リリース。坂本龍一、遠藤ミチロウ、町田町蔵、工藤冬里、上野耕路、川島バナナ、浜野純など多彩なミュージシャンと山崎春美の歌詞がコラボレートしたもの。ピナコテカレコードからのリリースで、ジャケットは花輪和一が担当。同年、収録曲の「きらら」に差別的表現があるとして部落解放同盟から抗議が寄せられたため廃盤となる[304]。
- EP-4の1stアルバム『リンガ・フランカ-1 昭和大赦』リリース。ジャケット写真は金属バット両親殺害事件の現場となった家（藤原新也の写真集『東京漂流』に掲載されたもの）。
- 10月 - アダルトゲーム『ロリータ・シンドローム』（エニックス）発売。『マリちゃん危機一髪』に続くエニックス第2回ゲームホビープログラムコンテスト受賞作の製品化[305]。制作者は学習漫画で知られる望月かつみ[306]。手塚治虫や藤子不二雄の系譜を引く可愛らしい絵柄とは裏腹に残酷で猟奇的な内容が一部で話題となった[307]。また続編『マイ・ロリータ』（1985年3月／光栄）は「病院に来た美少女から卵子を摘出してクローンを作る」など前作以上に過激な内容からエニックスに販売拒否されたという経緯を持つ[308]。

1984年
- 2月 - 犯罪マニュアル本『悪の手引書』（データハウス）がベストセラーとなり、その後の同社の「危ない」「悪い」路線を決定づける。
- 9月 - 丸尾末広の残酷劇画『少女椿』（青林堂／青林工藝舎）出版。サブカルチャーにおける見世物小屋のイメージに大きな影響を与える。
- 9月1日 - モンド系ロリコン漫画雑誌『プチ・パンドラ』（一水社）創刊。編集長は『幼女嗜好』主宰の蛭児神建[285]。
- この年、死体写真集『SCENE』（ビー・セラーズ／中川徳章・小向一實・芝田洋一編）が法医学書の形を借りずに出版される[注 7]。

1985年
- 2月 - 山野一の初作品集『夢の島で逢いましょう』（青林堂）刊行。
- 6月18日 - 豊田商事会長刺殺事件。
- 『月刊漫画ガロ』7月号から山野一の『四丁目の夕日』が連載開始（1986年7月号まで）。
- 8月 - スーパーへんたいマガジン『Billy』の後継誌『Billyボーイ』（白夜書房）が東京都の不健全図書に指定され、8月号をもって廃刊。
- 9月 - 写真週刊誌『Emma』（文藝春秋）9月10日号で「日航機墜落現場の地獄図」特集。遺体写真を掲載して物議となる。
- 11月15日 - 青山正明編集の超変態世紀末虐待史『サバト』（三和出版）創刊。高杉弾、永山薫、秋田昌美、丸尾末広、栗本慎一郎、日野日出志、蛭児神建らが参加。魔女狩りから呪術、妖怪、フリークス、死体、スカトロ、幼児マニア、果ては妊婦の切腹まで悪趣味の限りを尽くすが商業的には不発に終わる。
- この年、白夜書房の少女ヌード写真集『ロリコンランド8』が警視庁より摘発され発禁。少女のワレメも「わいせつ」とみなされる。『Hey!Buddy』本誌も「ワレメが見えないロリコン雑誌はもはやロリコン雑誌ではない」として11月号をもって自主廃刊する[309]。

高杉弾、青山正明、蛭児神建らが連載していたロリコン系サブカル雑誌『Hey!Buddy』（白夜書房）の増刊号『ロリコンランド8』が「少女のワレメはわいせつ」として発禁・回収処分となった（読者投稿の犯罪写真や無修正のワレメが当局に問題視された）。本誌『Hey!Buddy』も“ワレメが出せないロリコン雑誌は、もはやロリコン雑誌ではない”として1985年11月号をもって自主廃刊する。（その後はバブル時代の到来と共に、鬼畜系は約10年にも及ぶ長い冬の時代を迎えることになった。）
1986年
- 2月 - 中野富士見中学いじめ自殺事件が起きる。「葬式ごっこ事件」とも言われ、日本で初めて集団いじめが認知され社会問題となった事件である。
- 投身自殺した岡田有希子の遺体写真が『Emma』5月10日号に掲載される。

1987年
- 幻の名盤解放同盟が韓国旅行記『ディープ・コリア―観光鯨狩りガイド』（ナユタ出版会→青林堂→ブルース・インターアクションズ→K&Bパブリッシャーズ）を刊行。その後も出版社を変えつつ四半世紀にわたり増補改訂を繰り返し、最新版では600頁を越える大著となっている。
- 高杉弾が輸入雑貨店としてカルト・ショップ「トライアングル」を渋谷センター街に開店する[257]。同店ではモンド映画の代表格であるジョン・ウォーターズやラス・メイヤーなどのビデオ、ボンデージ関係の書籍、ビザール・コミック、ベティ・ペイジのハイヒール、大麻専門誌の『ハイ・タイムズ』、リシャール・セルフやイリア・イオネスコのフェティッシュな官能写真集、死体写真集などの商品が並べられ、当時の日本では殆ど知られていなかった「MONDO」と呼ばれる不思議なアメリカ文化の発信基地となる。
- 4月25日 - テレビ朝日『朝まで生テレビ!』放送開始。反タブーをうたった討論番組の先駆けで、後に『たかじんのそこまで言って委員会』などのフォロワーを生む。

1988年
- コンクリート詰め殺人事件が発生。
- 秋田昌美『倒錯のアナグラム―周縁的ポルノグラフィーの劇場』（青弓社）刊行。

1989年
- 根本敬が『月刊漫画ガロ』1989年2・3月号から1992年4月号にかけて大河精子ロマン三部作『タケオの世界』『ミクロの精子圏』『未来精子ブラジル』を連載する。突然変異で生まれた巨大精子のタケオが、ありとあらゆる差別と悲劇に直面しながらも成長していく第1部『タケオの世界』は単行本『怪人無礼講ララバイ』（青林堂／青林工藝舎）に収録。気弱で善良ないじめられ役の「村田藤吉」といつも独善的に振る舞い村田一家を苦しめる「吉田佐吉」の奇妙な因縁をめぐる第2部『ミクロの精子圏』は単行本『龜ノ頭のスープ』（マガジンハウス／青林工藝舎）に収録された。なお第3部『未来精子ブラジル』は執筆中断中のため、2021年7月現在まで未完となっている。
- 4月27日 - 前26日に解散した「人生（ZIN-SÄY!）」の後継バンドとして石野卓球とピエール瀧らが「電気グルーヴ」を結成。
- 9月20日 - 『危ない1号』の前身にあたる特殊海外旅行誌『エキセントリック』（全英出版／中央法科研究所）創刊。90年8月刊行の第6号「バンコクびっくりショー!」は青山正明が編集を務める。後に『エキセントリック』編集部を母体として編集プロダクション「東京公司」結成。
- 9月27日 - V&Rプランニングから死体、奇形児、スカトロなどを扱ったオリジナルビデオ作品『デスファイル』がリリースされる
- 10月 - ナゴムレコード閉社宣言[310]。
- この年、宮﨑勤が東京・埼玉連続幼女誘拐殺人事件を起こす。

### 1990年代
1990年
- 宮崎事件以降、注目を浴びていたおたく評論家の宅八郎が、当時対立していたライターの小峯隆生への嫌がらせとして、小峯の住むマンションの隣室へ引っ越し、ビデオカメラを設置する等のストーキング行為を行い、そのストーキング内容を『噂の眞相』で連載する。
- 山野一の妻のねこぢるが『月刊漫画ガロ』6月号掲載の入選作『ねこぢるうどん』で漫画家デビュー。
- 5月 - 青山正明らがタイの死体雑誌『アチャヤーガム』を取材する。

1991年
- 3月 - バブル崩壊。
- 4月26日 - カルト映画に定評がある映画配給会社「アルバトロス」設立。
- 中森明夫と赤田祐一が『週刊SPA!』（扶桑社）12月25日号で90年代サブカルの起点となる[311] カラー16ページ特集「サブカルチャー最終戦争」を組む。この特集で赤田は『Quick Japan』の創刊を宣言し、中森は同号で予告した新連載「中森文化新聞」を同誌に10年以上にわたって連載する。
- 卯月妙子が三和出版のエロ本で漫画家デビュー。後に特殊系AV女優として1994年に井口昇監督のアダルトビデオ『史上最強のエログロドキュメント ウンゲロミミズ』に、1995年には『エログロドキュメント ウンゲロミミズ2』に出演する（いずれもV&Rプランニング作品）。卯月はこれら作品でスカトロやゲテモノ食いなどのハードプレイを演じ「エログロの極み」と評される。その後、元夫が投身自殺し、幼少の頃から悩まされていた統合失調症が悪化する。2008年には飛び降り自殺未遂を起こし、顔面崩壊および片眼を失明する。2012年、描き下ろしの近況自伝エッセイ『人間仮免中』を発表し作家復帰する。

1992年
- 青山正明の処女単行本『危ない薬』（データハウス）刊行。
- 5月2日 - 自主制作アニメーション映画『地下幻燈劇画 少女椿』公開。1999年、成田税関でマスターフィルムが没収後破棄され、国内輸入および日本国内で上映禁止となる
- 5月24日 - 漫画家の山田花子が日野市の百草団地11階から投身自殺。24歳没。翌1993年刊行の『完全自殺マニュアル』では彼女が自殺に至るまでの顛末と自殺直前に書かれた日記の一部が紹介されている。
- 7月5日 - 『進め!電波少年』が放送開始。アポなしで暴力団やマフィアに会いに行く企画や、少年犯罪を防止すると称した企画では、出演者がチーマーや不良少年にリンチに合うなど、出演者の人権や安全性を完全に無視した内容が話題を呼んだ。
- 8月 - 『銀星倶楽部16』（ペヨトル工房）のクローネンバーグ特集をきっかけに村崎百郎が根本敬・青山正明と知り合う。
- 11月15日 - 渋谷クラブクアトロで「ガロ脱特殊歌謡祭`92」開催。根本敬プロデュースによるつめ隊（障害者プロレスのレスラー・マグナム浪貝によるパンク・バンド）や川西杏、のちに「デス渋谷系」と呼ばれる暴力温泉芸者、ハイテクノロジー・スーサイド、佐野史郎、蛭子能収&青林オールスターズ、王選手（元人生）らが出演した。のちにライブの模様は幻の名盤解放同盟監修のもと『ガロビデオ第3弾／ひさご』のタイトルで青林堂からビデオ化されている。
- バクシーシ山下監督の『初犯』（V&Rプランニング）がビデ倫から審査拒否される。
- この年、ゲテモノパンクレーベル「殺害塩化ビニール」に所属する殺害系バンド「猛毒」が代表曲「はたらくくるま」をリリース。下品で倫理性に欠けた過激な歌詞の内容から日本でこの曲をプレスしてくれる会社がおらず、海外でプレスしたという逸話がある。また同曲をモチーフとした動画がいわゆるFLASH黄金期に作られ、アングラサイトなどで話題となる。
- 渡辺文樹監督の『ザザンボ』が公開。

1993年
- 漫画『リバーズ・エッジ』が連載開始。
- 本物の子供の遺体を使って撮影した、『黒い太陽七三一 戦慄!石井七三一細菌部隊の全貌』がにっかつビデオからリリース。
- 主に自主流通本・ミニコミ誌・ガロ系コミックなどを取り扱う独立系特殊書店「タコシェ」開店。のちに中野ブロードウェイ3階に移転する。創設者はライターの松沢呉一。
- 山野一の長編漫画『どぶさらい劇場』が『コミックスコラ』（スコラ）4月6日号から連載開始（1994年4月5日号まで）。
- 6月8日 - 別冊宝島特別編集『宝島30』創刊（1996年6月号まで）。根本敬の連載『人生解毒波止場』を町山智浩が担当する[232]。
- 『月刊漫画ガロ』（青林堂）1993年8月号に掲載された幻の名盤解放同盟のフィールドワーク特集「夜、因果者の夜／根本敬や幻の名盤解放同盟」内の根本敬によるインタビューで鬼畜系・電波系を自称する村崎百郎がメディアに初登場[312]。このインタビューでは村崎の生い立ちから製粉工場でのバイト経験、趣味のゴミ漁り、特有の電波系体質などが語られており、この時点で村崎百郎のキャラクターが殆ど確立していたことがわかる。
- 根本敬や幻の名盤解放同盟周辺の奇妙な人物・物件のフィールドワークが収録された『因果鉄道の旅』（KKベストセラーズ）刊行。90年代サブカルの聖典的存在となる。ロマン優光は本書の存在について「本来は文献紹介的だった悪趣味系に生身の人間を題材にするという流れを生んだ」と位置づけた[5]。
- 幻の名盤解放同盟によるモンド歌謡曲の紹介本『ディープ歌謡』（ペヨトル工房）刊行。
- ハリウッドの暗黒面や猟奇事件を元にした洋画などを悪趣味な文脈で取り上げた町山智浩編集『映画宝島 Vol.3 地獄のハリウッド』（JICC出版局）刊行。のちに『映画秘宝』（洋泉社）の源流の一つとなる。
- 当時『死霊の盆踊り』などの最低映画（エクスプロイテーション映画）を買い付けをしていた江戸木純が自ら紹介したZ級映画評論『地獄のシネバトル』（洋泉社）刊行。
- 唐沢俊一監修の『まんがの逆襲―脳みそ直撃! 怒濤の貸本怪奇少女マンガ』（福武書店）刊行。
- 死体を通した現代文明論である布施英利『死体を探せ!』（法藏館）刊行。同書のビジュアル版として出版された『図説・死体論』（法蔵館）は死体写真の多さから話題になり、死体ブームの先駆となる（これは本来の意図とは全く違う消費のされ方だった）。
- 『芸術新潮』（新潮社）6月号で「悪趣味のパワー 悪趣味から目をそむけるな! これこそ、次代の文化を生み出す原動力だ!」特集。主に梅原北明や伊藤晴雨に代表される日本のエログロナンセンスからヨーロッパの世紀末芸術、キリストの磔刑、ヒンドゥー教の宗教画、フリークス写真やエイズ患者の死体写真、アメリカ文化、日光東照宮に代表される金ピカ趣味まで幅広く取り上げている。本特集は歴史的芸術や文化様式に見られる悪趣味な側面について美学的アプローチから多面的に言及しているが、いわゆる「90年代悪趣味サブカル」については一切含まれていない。
- 7月 - 鶴見済の『完全自殺マニュアル』（太田出版）が刊行され、100万部を売り上げるミリオンセラーを記録する（この本もまた本来のテーマとは異なる文脈で消費された本であった）。
  - その後、青少年の自殺を誘発するとして各都道府県で有害図書に指定されるなど物議を醸した。本書に対するバッシング騒動と顛末については、鶴見済編『ぼくたちの「完全自殺マニュアル」』（太田出版/1994年2月）および 「有害」規制監視隊のウェブサイト などに詳しい。
- 7月 - 猟奇漫画家の氏賀Y太がエログロ同人誌『毒どく』発表。テーマは蟲責め。花輪和一や蛭子能収などガロ系のバット・テイストとは異なる文脈で鬼畜系コミックの地平を開拓する。
- 8月1日 - 赤田祐一が私財600万円を投じて『Quick Japan』創刊準備号を飛鳥新社から刊行。
- 『ガロ』9月号で「三流エロ雑誌の黄金時代」特集。性欲処理を意図しない「特殊漫画」を積極的に掲載していたエロ本編集者が当時の総括を行う[313]。『S&Mスナイパー』の編集長は、これらエロ本との出会いを次のように回想した。真夜中のコンビニエンスストアーで立ち読みをした『大快楽』や『ピラニア』（それにしても凄い名前!）に掲載されていた、平口広美さんや、蛭子能収さん、根本敬さんの作品は、特に鮮烈に憶えている。暴力的で残酷なセックスを執拗に繰り返す平口さんの『白熱』や、チョン切られた女の首から、一すじにひかれた墨の色が、真っ白な空間に映えて、鮮血よりも生々しく赤かった蛭子さんの作品。そして、妊婦の腹をかっさばいた強盗が、取り出した胎児を別の女の腹を割いて中に入れ、御丁寧にも縫合までするという、空恐ろしい根本敬さんの作品に出会った時には、ただもう呆然として、コンビニエンスストアーのブックスタンドの前に立ち尽くしてしまったのを憶えている。〔……〕ズリネタにならないエロ劇画は何なのだ、と思いながらも、何かエロ劇画誌はとんでもないことになっているのかも知れないと興奮したものだ。〔……〕そうした作品には圧倒的なまでの個性があった。エロなんてなんぼのもんじゃいという、声が聞こえた。叫び、犯し、ヤリまくる者も、笑いながら女を殺し屍姦する者も、田舎者も労働者も、都市生活者も、ともかく日常から逸脱せずにはいられない超個性的な性の世界を生きていた。彼達はきっと肉体を越えたセックスを目指していたのだと思う。あるいは、セックスの向こうにある欲望に突き動かされていたのだと思う。 — 緒方大啓「すぐれたエロ劇画はすぐれたひとりSMに似ている」青林堂『月刊漫画ガロ』1993年9月号「特集／三流エロ雑誌の黄金時代」79頁。また同号では小林よしのりの『ゴーマニズム宣言』が特別篇として収録されている（皇室を取り上げたことにより『SPA!』で掲載拒否された）。
- 12月 - 山野一『混沌大陸パンゲア』（青林堂）刊行。貧乏、鬼畜、電波、不条理、薬物、宗教、障害者、神などをテーマにした異色作品を多数収録。
- この年、身体障害者を男優に起用した安達かおる監督のアダルトビデオ『ハンディキャップをぶっとばせ!』（V&Rプランニング）がビデ倫から「障害者を見世物にするのは差別的」として審査拒否され発禁となる。後に安達は「何らかの原因で体がシンメトリーじゃない人がAVに出ちゃいけないって、僕はどう考えても納得いかない」と吐露している[314]。
- 『ホラーM』（ぶんか社）創刊。神田森莉の『カニおんな』（1998年）など狂気のグロ漫画が掲載された。

1994年
- シリアルキラー・ブームの先鞭をつけたロバート・K・レスラー『FBI心理分析官―異常殺人者たちの素顔に迫る衝撃の手記』（早川書房）刊行。日本の書籍では見られなかったような生々しい事件現場などの写真を収録。
- ノイズバンド「メルツバウ」の活動で知られる秋田昌美による、サタニズムとヘルズ・エンジェルス、妄想に満ちた奇怪な学説、アウトサイダー建築などについて論じた『スカム・カルチャー』（水声社）刊行。
- 田野辺尚人が編集、中原昌也がライターとして名をあげることになった『悪趣味洋画劇場』（洋泉社）刊行。
- 比嘉健二編集のB級ニュースマガジン『GON!』（ミリオン出版）創刊（1995年に月刊化）。『東京スポーツ』や女性週刊誌の怪しい噂・トンデモネタのみをかき集めたような雑誌で、大量の悪趣味かつ真偽不明な記事で誌面が彩られていた。派生誌の『別冊GON!』は本誌『GON!』の猥雑さに比べてコミック（のちに『COMIC GON!』として独立雑誌化）やホラーなどのワンテーマ総特集制だった。
- スーパー変態マガジン『Billy』『ORG』（いずれも発禁処分）などを手がけてきた小林小太郎編集の隔月刊誌『TOO NEGATIVE』（吐夢書房）創刊。同誌では死体写真家の釣崎清隆を輩出する。2001年廃刊。
- 7月 - アルバロ・フェルナンデスの写真集『SCENE―屍体写真集 戦慄の虐殺現場百態』（桜桃書房）刊行。定価1万5千円と高額な写真集にもかかわらず2千部を売り上げ、90年代死体ブームの起爆剤となる[216]。
- 『宝島30』1994年8月号掲載「根本敬の人生解毒波止場」で村崎百郎が33歳の工員としてゴミ漁りのインタビューに応じる[232]。
- 8月 - 赤田祐一編集のカルチャー誌『Quick Japan』が太田出版から創刊[315]。1970年代から1980年代の忘れられたサブカルチャー（漫画、雑誌、音楽、作家など）を再発掘する特集を多く組み、80年代を代表するサブカル誌『宝島』（方向転換して当時は単なるエロ本となっていた）と入れ替わる形で90年代を代表するサブカルチャー雑誌となる。また大泉実成による連載『消えた漫画家』が人気を博したことから米沢嘉博と竹熊健太郎の責任編集でカルト漫画の復刻レーベル「QJ漫画選書」が企画され、水木しげるの『悪魔くん』や徳南晴一郎の『怪談人間時計』、杉本五郎（つゆき・サブロー）の『奇生人』などの貸本漫画・カルト漫画を多数復刻し、話題を呼ぶ。
- 9月 - 秋田昌美『性の猟奇モダン―日本変態研究往来』（青弓社）刊行。大正末期から昭和初期にかけての日本を席巻した「エロ・グロ・ナンセンス」の時代を彩った一連の変態雑誌群と梅原北明、伊藤晴雨、斎藤昌三、中村古峡、酒井潔など元祖鬼畜系文化人の仕事を再検証した性メディア史。
- 10月 - 幻の名盤解放同盟『定本ディープ・コリア―韓国旅行記』（青林堂）刊行。
- 『週刊SPA!』10月5日号で「猟奇モノ死体写真ブームの謎」特集。
- 松本人志が『遺書』を出版。
- 11月 - カルトビデオショップ「高円寺バロック」開店。死体、フリークス、殺人鬼グッズ、カルト漫画、鬼畜系雑誌、人体改造もの、フェチ系AV、立島夕子のアウトサイダー・アートなど鬼畜系にカテゴライズされるアングラ商品を専門に取り扱っていた。2011年に店舗を縮小して新宿に移転後、2013年頃に閉店。
- 11月13日 - 松本人志原作のテレビアニメ『きょうふのキョーちゃん』がバラエティ番組『ダウンタウンのごっつええ感じ』（フジテレビ）内で放送開始（〜95年3月5日まで）
- 12月 - 松本サリン事件に触発された『危ない1号』ライターの北のりゆき（別名義に死売狂生・行方未知など）が現代版『腹腹時計』の異名をとる危険図書『魔法使いサリン』（冥土出版刊。アメリカで通信販売されていた『サイレント・デス』というサリン製造マニュアルを抄訳したもの）をコミックマーケット47で頒布した。翌95年5月4日、東京晴海で催されていた同人誌即売会のコミックシティでも北は同誌を頒布し、さらにオウム真理教から譲り受けた大量のパンフレットをオマケと称して無料配布していた。これを問題視した主催者側が警察に通報したため騒動となり、北は会場内で現行犯逮捕された（逮捕の名目は、北が刃渡り6センチの小型ナイフを所持していたことによる銃刀法違反。結局不起訴となる）[316][317]。その後、週刊誌『サンデー毎日』（毎日新聞出版）95年5月28日号で「度を越えた『稚気』は『狂気』をはらんでいた」「作成者に怒りがわいてくる」などの感情的批判が目立つ特集記事も掲載され物議を醸した。もうひとつのサリン騒動の顛末については、95年10月刊行の『Quick Japan』（太田出版）4号に掲載された北へのインタビューに詳しい。
- この年、青山正明主宰の編集プロダクション「東京公司」結成。
- 鳥肌実デビュー。
- フェチ系アダルトビデオメーカー「アロマ企画」設立。

1995年
- 1月17日 - 阪神・淡路大震災発生。
- 2月 - 特殊ディスクガイド『モンド・ミュージック』（リブロポート刊、小柳帝、鈴木惣一朗、小林深雪、茂木隆行の共著）刊行。
- 2月 - 月刊誌『マルコポーロ』（文藝春秋）廃刊。
- 3月 - 『BRUTUS』（マガジンハウス）3月15日号で「インモラル図書館へようこそ!」特集。ハイカルチャーな悪趣味をアカデミックな文脈で紹介。
- 3月20日 - オウム真理教が地下鉄サリン事件を起こす。教団への強制捜査が近づいていることを察知した麻原彰晃の策略で警視庁のある霞ケ関駅を通る地下鉄3路線5両の電車内にサリン入りのポリ袋に穴を空けて散布。結果として乗客乗員13人が死亡し、約6000人が重軽傷を負った。
- 4月 - 『芸術新潮』4月号で「幻の責め絵師・伊藤晴雨」特集。これを皮切りに『伊藤晴雨写真帖 責め絵の女』『伊藤晴雨自画自伝』『伊藤晴雨画集』『美人乱舞』『伊藤晴雨・幻の秘画帖』『江戸と東京風俗野史』など伊藤晴雨の著作が立て続けに刊行される。
- 4月 - 『ユリイカ』（青土社）臨時増刊号「総特集＝悪趣味大全」。鬼畜系の生みの親・村崎百郎のデビュー原稿「ゲスメディアとゲス人間」が掲載される。他にも森村泰昌、小谷真理、香山リカ、松沢呉一、清水アリカ、松尾スズキ、バクシーシ山下、横尾忠則、中沢新一、石子順造、上野昻志、高山宏、高遠弘美、巽孝之、上野俊哉、風間賢二、岸野雄一、佐々木敦、安田謙一、柳下毅一郎、澤野雅樹、宇川直宏、山野一、阿部幸弘、関口弘、唐沢俊一、田中聡、比嘉健二、永江朗、ナガオカケンメイ、木村重樹、西原珉、大竹伸朗、都築響一、伴田良輔ら文化人が多数参加。鬼畜・悪趣味ブーム到来。
- 4月21日 - 電気グルーヴの6枚目のシングル『虹』リリース（1994年のアルバム『DRAGON』からのシングルカット）。曲中の歌詞「トリコじかけにする」というフレーズは根本敬が採取した電波系人間・湊昌子（港雅子）の造語「トリコじかけの明け暮れ」に由来する。
- 4月23日 - 村井秀夫刺殺事件が発生。
- 5月 - と学会『トンデモ本の世界』（洋泉社）刊行。と学会初代会長の山本弘は「と学会とは世に氾濫する『とんでもないもの』を観察し、研究する軽い趣味のグループ」「赤瀬川原平の『超芸術トマソン』や『宝島』の『VOW』のようなもの」[318] と説明しているが、実際はオカルト本や陰謀論の類いの電波的な主張を面白がるという消費のされ方もした。
- 7月 - 東京公司編集『危ない1号』（データハウス）創刊。第1巻の特集テーマは「ドラッグ」。創刊号発売時に編集長の青山正明は逮捕されていた。
- 7月 - 町山智浩と田野辺尚人が合流し、映画雑誌『映画秘宝』（洋泉社）シリーズを創刊。第1弾は「エド・ウッドとサイテー映画の世界」。当初はA5判ムックであったが、1999年にA4判の隔月刊映画雑誌としてリニューアルし、2002年より月刊化。
- 7月 - 「タブーなき言論空間」を目指したトークライブハウス「新宿ロフトプラスワン」開店。
- 7月 - 宮台真司『終わりなき日常を生きろ―オウム完全克服マニュアル』（筑摩書房）刊行。本書では「大きな物語」（社会全体に共有される規範）の終焉を経て、輝かしい未来が期待できない閉塞的な「終わりなき日常」を生き延びるために、コミュニケーション能力を身に着けながら「まったり」と脱力して生きていくことが提唱された（宮台曰く、コミュニケーション能力が低い孤独な人間は、追いつめられた結果、非日常を求めてカルトに絡め取られてしまうと論じている）。
- 7月 - V&Rプランニング所属のAV監督であるバクシーシ山下が『セックス障害者たち』（太田出版）を刊行。
- 7月 - 映画秘宝シリーズ第2弾『悪趣味邦画劇場』（洋泉社）刊行。
- 8月 - 『Quick Japan』（太田出版）3号で「ぼくたちのハルマゲドン」特集（竹熊健太郎『私とハルマゲドン』の草稿「おたくとハルマゲドン」掲載）。同号より新しい方法で“いじめ”を考えてみるシリーズ「村上清のいじめ紀行」連載開始（第1回ゲストは元いじめっ子の小山田圭吾）。当初は小山田のいじめ被害者とされる人物とコンタクトを取って対談させる企画だったが実現せず。後に当該記事についてロマン優光は「当時としても、こういう内容のインタビューが掲載されるというのは普通は有り得ないことであり、悪趣味／鬼畜系文化の影響のもとに起こったものであろうことは容易に想像することができる」とコメントしている[319][320]。
- 8月 - 別冊宝島228『死体の本―善悪の彼岸を超える世紀末死人学!』（宝島社）刊行。死体写真蒐集家としての顔も持つ水木しげるのインタビュー記事などを掲載。
- 8月 - 92年1月22日号より『週刊SPA!』で連載を開始した小林よしのりの『ゴーマニズム宣言』が編集部との対立から8月2日号掲載の最終回「さらばSPA!よ」をもって3年7カ月におよぶ連載を終了。
- 8月25日 - ネクロフィリアをテーマにしたドイツの発禁ホラー映画『ネクロマンティック』（1987年）がニューセレクトの配給で日本初ビデオ化。日本語字幕の翻訳は柳下毅一郎。
- 9月 - 『人体の不思議展』が開催され、死体をプラスティネーション（樹脂コーティング）したコレクションが展示される。最初の開催地は日本が選ばれ、主催者は死体解剖保存法違反の疑いで起訴された[321]。
- 『週刊SPA!』9月20日号で「【最低・最悪】モンド・カルチャーの正体」特集が組まれ、モンド・グッズが悪趣味な文脈で過去・現在を問わず横断的に紹介された。また、この頃からMONDOなアート、映画、漫画を紹介するガイドブックも多数刊行された。
- 10月4日 - テレビアニメ『新世紀エヴァンゲリオン』放送開始（〜96年3月27日まで）
- 10月 - 作田明監修の殺人百科『週刊マーダー・ケースブック』（省心書房→デアゴスティーニ・ジャパンに吸収合併）創刊。第1弾は「チャールズ・マンソンとシャロン・テート殺人事件」特集（Vol.1・2の合併号）。次いで第2巻には佐川一政も登場。1997年8月1日まで全96巻を刊行する。
- 10月 - 椹木野衣＋木村重樹編『ジ・オウム―サブカルチャーとオウム真理教』（太田出版）刊行。椹木野衣・飴屋法水・福居ショウジンとの鼎談を始め、大澤真幸、福田和也、岡田斗司夫、村上隆、根本敬、宇川直宏、中原昌也、清水アリカらが寄稿した。村崎百郎は、オウム真理教事件の反省を踏まえ、導師（グル）への脱依存を啓発する論考「導師（グル）なき時代の覚醒論」を本名の黒田一郎名義でも寄稿している。黒田（村崎）はこの論考を次のように締め括った。悟りや覚醒に至る道は無数にあり、我々はどんな道を選んでも自由なんだ。観念の中に閉じこもるな。現実としっかり向かい合え。覚醒も堕落も、創造も破壊も、あらゆる可能性は常に我々の内にあり、いずれを選ぶかは、常に我々自身の意志に委ねられている。その権利と自由を決して手放すな。
- 『週刊SPA!』11月1日号で「電波系な人々大研究―巫女の神がかりからウィリアム・バロウズ、犬と会話できる異能者まで」特集。根本敬と村崎百郎の対談「電波系の正体を解き明かす電波対談ここに開催!」掲載（のちに大幅な加筆修正と語り下ろし談話を加えて単行本『電波系』に「オレたちを通り過ぎていった電波たち」と改題して収録）。
- 11月 - 竹熊健太郎『私とハルマゲドン―おたく宗教としてのオウム真理教』（太田出版）刊行。60年代生まれの元祖オタク世代として漫画やアニメなどの戦後サブカルチャーの洗礼を受け、高度資本主義社会の恩恵に浴しながら、いまひとつ世間との折り合いがつかない著者自身の体験を踏まえつつ、おたく文化の土壌から世紀末最大のカルト教団「オウム真理教」が生まれたと論じる極私的おたく文化論。2000年7月には筑摩書房から改訂文庫版が刊行された。
- 11月23日 - Windows 95日本語版リリース。「インターネット元年」到来。ペヨトル工房主宰者の今野裕一は、インターネット以前／以後の「ブラック」の違いについて次のように述べている。

- 『週刊SPA!』12月13日号の特集「`95年ジャンル別裏BEST10」内で特殊翻訳家の柳下毅一郎が「個人的にはこの猟奇ブームは嫌い」「猟奇とかサイコとかいうのは、本来なら世間に顔向けできないもののはず。恥と覚悟がないと付き合えない。それを抜きにして、ただ刺激だけで面白がる人ばかり」「結局、恥知らずな人が世の中には多かったってだけかも」とコメント。
- 12月24日 - 『Quick Japan』5号で石野卓球と青山正明のテクノ対談「裏テクノ専門学校」掲載。
- この年、オウム真理教事件関連の不謹慎ゲーム『霞ヶ関』『上九一色村物語』がパソコン通信の草の根BBSで流通。また、この頃からパソコンに関連する書籍やサブカル誌が多数刊行されるようになるが、「万引きの方法」「ラーメン特集」「飲尿療法」など何の役にも立たないか、如何わしい内容のものも多かった。
- 死体写真家の釣崎清隆が池尻大橋NGギャラリー（元『Billy』編集人の小林小太郎が運営していたギャラリー）で初個展。

1996年
- 1月10日 - 大麻取締法違反で逮捕されていた青山正明が95年8月末に保釈されたのを記念して、新宿ロフトプラスワンにて7時間にも及ぶトークライブ『鬼畜ナイト―新宿でいちばんイヤ〜な夜』（東京公司新年会兼青山正明を励ます会）が鬼畜ナイト実行委員会（村崎百郎＋ニコラス啓司）の主催で開催される。同年8月にはイベントのダイジェスト版が『別冊危ない1号』（鬼畜ナイト実行委員会編／東京公司）としてデータハウスから書籍化され、7万部を売り上げる[322]。主な出演者は青山正明、村崎百郎、吉永嘉明、石丸元章、釣崎清隆、柳下毅一郎、根本敬、夏原武、宇川直宏、佐川一政など30人以上にのぼった。
- 2月8日 - 前日に可決された米通信品位法（匿名掲示板の主に性的な品位を欠いた下品な投稿を規制する法律）に抗議する目的で「サイバースペース独立宣言（電脳空間独立宣言）」というサイバースペースにおける“無制限の表現の自由”を謳ったマニフェストがジョン・ペリー・バーロウによって提唱される。これはアメリカ西海岸で勃興したヒッピーカルチャーとヤッピーの経済自由放任主義が合流した、リバリタリアン的なユートピア思想であり、カリフォルニア・イデオロギー (en) とも呼ばれている。またこの宣言は、オンライン空間における反表現規制運動の先駆けにもなった[323]。その後、表現の自由に対する萎縮効果が懸念された結果、ほぼ無制限の言論の自由を認めた通信品位法230条（プロバイダ免責）が規定される。以後、プラットフォーム管理者は第三者の発言や投稿に責任を負わず、オンライン空間ではヘイトスピーチや陰謀論が蔓延することになる。
- 2月25日 - 悪趣味ブームの元祖本としてアメリカの大衆文化に根ざしたバット・テイスト文化を評論したジェーン・スターン&マイケル・スターン著/伴田良輔監訳『悪趣味百科』（新潮社）が刊行。
- 3月 - 別冊宝島250『トンデモ悪趣味の本―モラルそっちのけの,BADテイスト大研究!』刊行。根本敬は蛭子能収の恐怖伝説レポート「茶の間のピンヘッドは無意識の殺人者!?」を掲載、1990年代当時すでに人気タレントとなっていた蛭子能収の知られざる素顔を鬼畜系の文脈で紹介した。
- 4月 - 『危ない1号』第2巻「特集／キ印良品」刊行。第2巻では村崎百郎の発案で「鬼畜系カルチャー入門講座」と称し、多様多種なジャンルの危ないコンテンツ（殺人／死体・変態・ボディアート・フリークス・コミックス・読書・デジタルネットワーク・盗聴、奴隷男飼育法、東京殺人現場巡礼マップ、山野一インタビュー、強姦チームリポート、村崎百郎の勝手にゴミュニケーション、痴呆性老人看護日記など）がガイドブック形式で横断的に紹介されている[224]。
- 6月 - 土屋静光編集の悪趣味総決算ムック『世紀末倶楽部』（コアマガジン）創刊。交通事故で内臓が飛び出した死体写真や奇形児などの写真が大量に掲載されていたこのシリーズはビジュアル面によせた見世物的かつ即物的なつくりのものが多いが、第1弾の『特集チャールズ・マンソンとシャロン・テート殺人事件』は1冊丸ごとマンソン特集という圧巻ぶりで読みものとしても評価が高い。第2号には『危ない1号』初代編集長の青山正明、カルト映画『恐怖奇形人間』の石井輝男監督、スーパー変態マガジン『Billy』編集人の小林小太郎、V&Rプランニング創業者の安達かおるなど鬼畜系キーマンにまつわる貴重なインタビュー記事を多数掲載。
- 6月 - 24歳で夭折した漫画家の山田花子が生前に遺した日記やメモなどをまとめた単行本『自殺直前日記』（太田出版）が\800本シリーズから刊行。
- 6月 - 1930年に刊行された『近代犯罪科学全集』（武侠社）の別巻として編まれた『刑罰変態性欲図譜』が皓星社から復刊。
- 7月 - 青山正明のプロデュースにより[324]、村崎百郎の処女作にして唯一の単著『鬼畜のススメ―世の中を下品のどん底に叩き堕とせ!! みんなで楽しいゴミ漁り』（東京公司／データハウス）刊行[325]。鬼畜でゲスな内容ながら、その行間からは人間の深淵や哲学が見え隠れし、汚穢の底から生を実感する村崎流の人間讃歌が書かれている。
- 雑誌『ホットドッグ・プレス』（講談社）8月25日号で「いいかもしれない“悪趣味”の世界 BAD TASTE BOOK」特集。根本敬は「ブームの終焉を見たなと思ったのは『ホットドッグ・プレス』で悪趣味特集やった時ね」と述べている[326]。
- 8月21日 - 日本におけるアンダーグラウンドコミュニティの始まりとされる電子掲示板「あやしいわーるど」開設。インターネット上に作成された巨大匿名掲示板群の先駆けとなる。
- 9月 - 根本敬と村崎百郎の共著『電波系』（太田出版）刊行。
- 9月 - 鬼畜系ウェブサイトを紹介した『インターネットXファイル―欲望別ウェブガイド』（オークラ出版）刊行。
- 10月 - 相良好彦編集のカルト漫画読本『マンガ地獄変』（水声社）シリーズがスタート。昭和時代のマニアックで狂気的な貸本漫画や怪奇漫画を「モンド」「B級カルト」「悪趣味系」などの文脈で再評価する契機を作り、当時10代だった『でろでろ』の押切蓮介や『東京都北区赤羽』の清野とおるにも多大な影響を与えた。また同書には無名時代の吉田豪、植地毅、大西祥平、宇田川岳夫などが執筆し、それまで『紙のプロレス』の読者以外には余り知られていなかった吉田豪がサブカル界で広く知られる切っかけを作る。
- 10月30日 - 東京大学教養学部「オタク文化論」ゼミ講師の岡田斗司夫に招かれて村崎百郎が登壇。この日のテーマはゴミ漁り。講義の模様は岡田斗司夫『東大オタク学講座』（講談社・1997年）の「第九講 ゴミ漁り想像力補完計画」に収録。
- 11月 - 別冊宝島281『隣のサイコさん―電波系からアングラ精神病院まで!』（いずれも宝島社）刊行。
- 11月 - 鶴見済『人格改造マニュアル』（太田出版）刊行。厳しい世の中を自殺せず生き抜くための大脳コントロール法を解説。
- 11月1日 - 『危ない1号』『危ない28号』ライターの北のりゆきが主宰する同人サークル「遊撃隊」「冥土出版」の合同ホームページとして共産趣味の古参サイト「遊撃インターネット」開設。
- 11月30日 - B級のエロネタ中心の悪趣味雑誌『BAD TASTE』（フロム出版）創刊。米沢嘉博『戦後エロマンガ史』の初出（→青林工藝舎『アックス』に移籍）。
- 12月 - 『Quick Japan』（太田出版）11号で山崎春美特集「山崎春美という伝説─“自殺未遂ギグ”の本音」掲載。
- 『週刊SPA!』12月11日号で「鬼畜たちの倫理観─死体写真を楽しみ、ドラッグ、幼児買春を嬉々として語る人たちの欲望の最終ラインとは?」特集
  - 『SPA!』編集部は「それまで日本に蔓延していた軽薄短小なトレンディ文化に辟易していた人々の支持を集めた」と当時の鬼畜ブーム特集で指摘している[226]。
  - ロリータ官能小説家の斉田石也、V&Rプランニング代表の安達かおる、雑誌『BUBKA』創刊編集長の寺島知裕、KUKIの鬼畜レーベル“餓鬼”の山本雅弘、特殊漫画家の根本敬らにコメントを求め、鬼畜系ショップ「高円寺バロック」周辺の客に質問し、日本でベストセラーとなった『FBI心理分析官―異常殺人者たちの素顔に迫る衝撃の手記』著者のロバート・K・レスラー、『痴呆系―すばらしき痴呆老人の世界』著者の直崎人士、タコシェ創設者でライターの松沢呉一らが鬼畜ブームに一言呈した上で、ラストに青山正明と村崎百郎の対談「鬼畜カルチャーの仕掛け人が語る欲望の行方」を掲載。
  - この特集で『SPA!』は青山に村崎のような鬼畜キャラを期待していたが、実際に登場した青山は温厚誠実なインテリの常識人だったことから、本来なら青山に割かれるはずだった誌面も大幅に縮小せざるを得なかったという。これに関して青山と交友があったデザイナーのこじままさきは「本当に常識的で穏やかないい人なんですよ。どちらかというと気弱で温厚で。完全に上から目線で、バカを鼻で笑ってる立ち位置の原稿が多いじゃないですか。でも実際に会った初対面の人には絶対それを匂わせない。愛されキャラなんですよ。なかなかいないですよね、そういう人」と語っている[327]。
- マーケティング雑誌『流行観測アクロス』（パルコ出版）12月号に竹熊健太郎と岡田斗司夫の対談「“鬼畜”に走るサブカル雑誌に未来はあるか?」掲載。
- 旭川女子中学生集団暴行事件が発生。
- Rotten.comが開設。後のOgrish.comと並んで2000年代を代表する精神的ブラクラサイトであった。

1997年
- 1月 - 『GON!』（ミリオン出版）のフォロワー雑誌『BUBKA』（コアマガジン→白夜書房）創刊。後にAKB48を中心とした無害なアイドル雑誌に路線変更する。
- 2月 - プロレスに対して悪趣味系のアプローチをした『悶絶!プロレス秘宝館』（シンコー・ミュージック）創刊。
- 2月 - 村崎百郎の小説『パープル・ナイト』が『文藝』（河出書房新社）春季号に掲載。
- 3月 - 幻の名盤解放同盟周辺にいた直崎人士が老人介護施設の介護士として接触した痴呆老人についてのレポート『痴呆系―素晴らしき痴呆老人の世界』（早田工二との共著、データハウス）刊行。
- 『週刊SPA!』5月28日号で「台頭する『いじめられっ子』カルチャーに注目せよ!」特集
- 6月 - 別冊宝島334『トンデモさんの大逆襲!―超科学者たちの栄光と飛躍』（宝島社）刊行。
- 雑誌『AERA』（朝日新聞出版）6月23日号に高橋淳子の記事「世紀末カルチャー 残虐趣味が埋める失われた現実感」が掲載。鬼畜ブームを仕掛けた『危ない1号』側の見解として「目で見て明らかに分かるグロテスクさに人気が集中している。表層的な露悪趣味に、終始しているんじゃないか」（青山正明）「死体も殺人鬼も刺激物として喜んでいる連中が大勢いて、それを説教する人も、自制が働く人もいない。ああいうのは、まっとうな人間がやることじゃないという“つつしみ”が、80年代以降、なくなった」（柳下毅一郎）とのコメントが掲載。
- 7月7日 - 青林堂の全社員が退職。結果として1964年の創刊以来一度も休刊することなく日本のマイナー文化を支え続けた伝説の漫画雑誌『ガロ』が8月号で休刊に至る。その後、青林堂から分裂した青林工藝舎が事実上の後継誌『アックス』（1998年2月〜）を創刊する。『ガロ』休刊の真相については白取千夏雄の自伝『「ガロ」に人生を捧げた男―全身編集者の告白』（興陽館／おおかみ書房）に詳しい。
- 『週刊アスキー』7月28日号で「検証・ジャンク・カルチャーと酒鬼薔薇の危険な関係」特集。酒鬼薔薇事件と鬼畜系カルチャーの関係性の有無について問題提起した上で青山正明、木村重樹、柳下毅一郎、テリー伊藤、猪瀬直樹らが事件に言及する。
- 8月 - 忘れられた異端のカルト漫画について積極的に再評価を行っていた宇田川岳夫が『マンガゾンビ』（太田出版）を刊行。
- 8月5日 - 2ちゃんねるの前身となる「あめぞうリンク」が開設される。
- 8月13日 - テレビアニメ『サウスパーク』（コメディ・セントラル）放送開始。原作はトレイ・パーカーとマット・ストーン。
- 奥崎謙三主演『神様の愛い奴』が後に藤原章、大宮イチ監督名義で発表されたものとは違う内容のラフ版がBOX東中野（現・ポレポレ東中野）にて年末に上映される。
- 10月 - Create Media編『日本一醜い親への手紙』（メディアワークス）刊行。
- この年『危ない1号』愛読者の酒鬼薔薇聖斗が神戸連続児童殺傷事件を起こす。鬼畜・悪趣味ブーム事実上の終焉へ。この頃からテレビドラマやアニメなどでも自主規制が強化されるようになる。

1998年
- 同年、日本の自殺者数が前年比で約35%も増加し、一挙に3万人を超えた。
- 1月 - 別冊宝島356『実録!サイコさんからの手紙―ストーカーから電波ビラ、謀略史観まで!』（宝島社）刊行。
- 1月 - 津山三十人殺し、深川通り魔殺人事件、宮崎勤事件、酒鬼薔薇聖斗事件など日本の凶悪犯罪について当時の若手ライターがサブカル的アプローチで記述した『犯罪地獄変』（水声社）刊行。
- 1月 - 荒俣宏コレクション2『バッドテイスト―悪趣味の復権のために』（集英社）刊行。
- 2月 - H&Cクラブ/KuRaRe編『コンピュータ悪のマニュアル』（データハウス）刊行。10万部以上を売り上げるヒットを記録する[248]。また参考文献には『危ない薬』『完全自殺マニュアル』『魔法使いサリン』『診断名サイコパス』などパソコンやクラッキングとは縁遠いサブカル本の書名が羅列されていた。
- 4月 - 漫画のみならず、アンダーグラウンドな音楽やオカルト、偽史作家などについて記した宇田川岳夫の著書『フリンジ・カルチャー 周辺的オタク文化の誕生と展開』（水声社）刊行。
- 5月10日 - 漫画家のねこぢる（山野一の妻）が自殺。可愛さと残酷さが同居するポップでシュールな作風が人気を博した。31歳没。
- 7月 - 『危ない1号』の実質的後継誌として季刊誌『危ない28号』（データハウス）創刊。アングラサイトの人脈によって制作され、より実用的なアングラ情報を扱う。『危ない1号』の関係者からは、村崎百郎と北のりゆきが引き続き参加した。
- 7月 - ネクロマンティンクHアンソロジー『ふにく倶楽部』（オークラ出版）刊行。成人向け漫画雑誌『コミックピンキィ』（同）に人生相談コーナーを持っていた佐川一政をメインに据えたほか、町野変丸、ダーティ・松本、内山亜紀らが執筆した。
- 7月18日 - 『神様の愛い奴』の藤原章・大宮イチによるバージョンが公開される。
- 8月28日 - 映画『鬼畜大宴会』（鬼プロ）公開。
- 12月12日 - ドクター・キリコ事件。インターネットを通して行われる自殺幇助事件の最初期の事例である。
- 同年、自称MIT卒のマミー石田と名乗る男が、自身のホームページ等で、「高卒死ねば？」等と挑発的かつ学歴差別的主張を繰り返し話題となる。インターネット上におけるヘイトや誹謗中傷の源流ではないかとの指摘もある。

1999年
- 1月1日 - 児童買春・児童ポルノ禁止法施行。
- 1997年に第5回日本ホラー小説大賞に応募されるも落選した高見広春の小説『バトル・ロワイアル』に興味を持った赤田祐一が『Quick Japan』の誌面で「尋ね人」の広告を出し、高見とコンタクトを取ることに成功。1999年4月に太田出版から刊行され、100万部を超えるミリオンセラーとなる。
- 5月15日 - Mondo Mediaが『Happy Tree Friends』の原型となるフラッシュアニメ『Banjo Frenzy』を公開する。
- 5月30日 - ひろゆきが「あめぞう掲示板」の避難所として匿名掲示板「2ちゃんねる」を開設。
- 9月20日 - 青山正明の2冊目の単著である『危ない1号』第4巻「特集／青山正明全仕事」が刊行される。キャッチコピーは「少女買春から常温核融合まで」。本号をもって『危ない1号』シリーズ終刊。
- 11月1日 - 児童ポルノ禁止法施行。
- 12月6日 - 『BURST』2000年1月号で「世紀末トラッシュ・カルチャー10年間の総括―90年代式幽霊列車の葬送」特集。『世紀末倶楽部』『トラッシュメン』編集人の土屋静光によるコラム「悪趣味雑誌／ゴミ、クズ、カスのお宝雑誌」が掲載。小林小太郎による『Billy』『ORGANIZER』『TOO NEGATIVE』、比嘉健二による『GON!』『ティーンズロード』、のちの『映画秘宝』につながる『悪趣味洋画劇場』『悪趣味邦画劇場』などの紹介や『世紀末倶楽部』を編集する上で影響を受けたという海外ミニコミ『FUCK!』『BOILD ANGEL』の解説などを収録。
- この年、アロマ企画が疑似殺人を記録した穴留玉狂監督のアダルトビデオ『猟奇エロチカ 肉だるま』発売。発売直前に出演女優の大場加奈子が電車に飛び込み自殺[328]。
- 登場人物のモデルが宮﨑勤や麻原彰晃といった実在の凶悪犯罪者であるホラー映画『地獄』が公開。

### 2000年代
2000年
- 新潟少女監禁事件が発覚。9歳の少女が約9年間、無職で引きこもりの犯人に子供部屋で監禁されていた。検察官は被告人について「鬼畜に劣る悪行」「非人道的で、血の通った人間の行為とは思えない」「極悪非道である」と論告で糾弾した[329]。
- 西鉄バスジャック事件が発生。犯人は2ちゃんねるの荒らしであった。当時の2ちゃんねるの管理人であった西村博之（ひろゆき）は、報道番組のインタビューで「うそはうそであると見抜ける人でないと（掲示板を使うのは）難しい」と答えている[330]。
- 『危ない28号』第3巻「特集／危険物特集号」の記事を参考にして作られた爆弾による連続爆発事件が起こる[261]。結果、同誌は全国18都道府県で有害図書に指定されたとされる[262][263]。同年『危ない28号』の廃刊が決定する（最終巻となった第5巻は1999年11月に刊行）。
- 『BURST』9月号に青山正明の遺稿「イメージの治癒力──『諦観』と『リズム』でハイな毎日を」と生前最後のインタビュー記事「シャバはいいけどシャブはいけません──帰って来た? 天才編集者 青山正明」掲載。
- 12月 - 佐川一政『まんがサガワさん』（オークラ出版）刊行[331]。
- 12月16日 - 映画『バトル・ロワイアル』公開。R-15指定。
- Ogrish.comが開設。Rotten.comと並んで2000年代を代表する精神的ブラクラサイトであった。

2001年
- 3月2日 - 電波系アダルトゲーム『さよならを教えて 〜comment te dire adieu〜』（CRAFTWORK）発売。統合失調症の世界観を再現した狂気的な展開が伝説化する。
- 5月 - 村田らむ『こじき大百科―にっぽん全国ホームレス大調査』（データハウス）刊行。人権団体からの抗議で発禁・絶版・自主回収となる。
- 6月 - 多田在良編集『激しくて変』（光彩書房）刊行。宮崎勤事件の影響で長く休筆していた鬼畜漫画家の早見純が新作「復活祭」で再デビューする。
- 附属池田小事件が発生。
- 6月17日 - 『危ない薬』『危ない1号』の編著者・青山正明が自殺。40歳没。
- 7月11日 - 『サウスパーク』で最も悪名高いエピソードのひとつ『カートマン・レクターの鬼畜晩餐会』放送。
- 8月30日 - 2ちゃんねるから分派した画像掲示板「ふたば☆ちゃんねる」開設。リョナ板「二次元グロ」が有名。
- 『BURST』9月号で木村重樹・吉永嘉明・園田俊明の鼎談「青山正明追悼座談会」掲載。
- 雑誌『AERA』11月19日号に速水由紀子の記事「新人類世代の閉塞 サブカルチャーのカリスマたちの自殺]」掲載。青山正明、ねこぢる、hideの自殺や『別冊宝島 死体の本』『完全自殺マニュアル』に触れつつ、新人類の行く末について案じる。
- 12月 - 村崎百郎が『アウトロー・ジャパン』（太田出版）創刊号に「非追悼 青山正明──またはカリスマ・鬼畜・アウトローを論ずる試み」を寄稿。
- ラットキラー事件。当時16歳の少年が2ちゃんねるで犯行予告を行い、新宿駅東口で刃物を振り回して男性を人質にとり、人質強要行為処罰法違反容疑などで逮捕された。

2002年
- 福岡猫虐待事件。2ちゃんねるのペット大嫌い板（現生き物苦手板）で、猫を虐待する様子を実況中継していた男が逮捕された事件である。なお、2017年にも類似した事件が起こっており、2020年代の現在においても動物虐待[332]を行ったとするレスが書き込まれることがある。
- 北九州監禁殺人事件が発覚。
- 7月6日 - 日韓ワールドカップ韓国対トルコ戦の報道が韓国寄りだとして、2ちゃんねらーによる反フジテレビ運動が起きる[333][リンク切れ]。

2003年
- いわゆる「自殺系サイト」が流行し、集団自殺が社会問題となる。そうした時勢を反映してか、前年から同年にかけて、『自殺サークル』や『集団自殺ネット』、『完全自殺マニュアル』を映画化した『自殺マニュアル』等、集団自殺をテーマにした作品が急増した。
- スーパーフリー事件が発覚。
- プチエンジェル事件が発生。なお、プチエンジェルとは児童売春クラブの会社名である。事件は不可解な点が多く、ネット上で都市伝説化している。
- 『BURST』9月号「死体写真―生と性の間に横たわる死の体験者たちと未体験者の視線」特集。死体写真家の釣崎清隆によるカラー写真に加え、写真週刊誌に載った尾崎豊や岡田有希子などの死体写真を掲載。その他、法医学書、反戦写真集、昭和初期の風俗本、死体ジャケット60選など古今東西の死体写真を横断的に紹介している。また同誌は2004年8月号でも本格的な「死体」特集を再び行っている。
- 10月1日 - 2ちゃんねるの分派である「ふたば☆ちゃんねる」の非公式姉妹サイトとして英語圏最大の匿名画像掲示板「4chan」開設。

2004年
- 同年、練炭自殺が流行し、社会問題となる。
- 6月 - 佐世保小6女児同級生殺害事件が発生。加害者とされる女子児童が2ちゃんねる上でカルト的な人気となる祭り状態が起こり、実際に不謹慎ゲームを制作する者や加害者のコスプレをする者などが現れた。なお加害者は『バトル・ロワイアル』のファンであったことから、テレビ業界や映画業界などで自主規制が更に強化されることになる。
- 9月 - 90年代の鬼畜ブームの空気を詰め込んだ雑誌『SIDE FREAK』（三才ブックス）が創刊されるも、発売予定の第2号が刊行されず創廃刊。
- 10月12日頃 - 2ちゃんねるのスピンオフとしてダークウェブ圏最大の匿名掲示板「Onionちゃんねる」（通称・Tor板）開設。ありとあらゆるアングラネタが取り扱われ、エロいのとアングラ板ではクラッキング・違法薬物・児童ポルノなどの危ない情報が平然と並べられていた[256]。
- 11月 - 吉永嘉明『自殺されちゃった僕』（飛鳥新社）刊行。同僚の青山正明、友人のねこぢる、最愛の妻の3人に相次いで先立たれた『危ない1号』副編集長が綴る慟哭の手記。プロデュースは赤田祐一。2008年10月に幻冬舎アウトロー文庫から再刊された（解説は精神科医の春日武彦）。
- この年、アダルトビデオメーカーのバッキービジュアルプランニングが一連の強姦致傷事件（通称・バッキー事件）を起こす。
- 奈良小1女児殺害事件が発生。犯人の自宅からは、児童ポルノビデオ約百本、児童ポルノ雑誌約五十冊、スクール水着に女児の下着や服などを詰め込んで作った人形のようなものが見つかっている。

2005年
- 3月 - 出演者のほとんどが出会い系サイトを通じて知り合った小中高生の未成年であり、鬼畜なSMプレイが中心の援助交際ビデオ「関西援交・上玉援交シリーズ」制作者が、児童ポルノ禁止法違反などで摘発を受け逮捕される。逮捕された制作者は反社会的勢力ではなく素人のサラリーマンに過ぎなかったが、シリーズは160巻超を数えるなど裏ビデオ史上最大のヒット商品となった。
- 北海道・東京連続少女監禁事件が発生。
- 7月 - 「人間の欲望を裏側から描き出す鬼畜系体験マガジン」がキャッチコピーのサブカル雑誌『裏BUBKA』（コアマガジン）が7月号をもって廃刊。廃刊の理由は「日光の猿を撲殺して食う企画が社内で問題視されたから」とも言われる[335]。かつてのライバル誌『裏モノJAPAN』編集部の仙頭正教は「猿を編集部まで持ってきて、後でバーベキューをしようということで冷蔵庫に入れていたんです。そしたら全然そのことを知らない派遣社員の女の子が冷蔵庫を開けて騒ぎになって、こんな事がバレたら会社が潰れるということで、編集部ごと潰してしまったんです」と語っている[336]。
- 『マンガ嫌韓流』が発売され、2ちゃんねる上で祭りとなる。いわゆる「ヘイト本」の最初の事例であるとされる。
- 『たかじんのそこまで言って委員会』のネット局がこの頃から拡大する。
- ばるぼら＋加野瀬未友責任編集『ユリイカ』8月臨時増刊号で「総特集＝オタクVSサブカル! 1991→2005ポップカルチャー全史」特集。ばるぼらと加野瀬未友の対談「オタク×サブカル15年戦争」が掲載されたほか、90年代サブカルに関連して近藤正高「カミガミの黄昏〈一九九三年〉以前・以後」、屋根裏「悪趣味と前衛が支えたアングラ」、オクダケンゴ「平成大赦（仮）-平成サブカルチャー年表-」などの記事が収録されている。

2006年
- 3月 - 吉永嘉明『自殺されちゃった僕たち』が『実話GON!ナックルズ』で連載開始（2008年11月号まで全32回）
- 『STUDIO VOICE』12月号で「90年代カルチャー完全マニュアル」特集。村崎百郎インタビュー「今こそ『鬼畜』になれ! 『アングラ／サブカル』が必要なわけ」掲載。
- クラブきっず事件発生。
- 桜井誠が在日特権を許さない市民の会を設立。2000年代後半から2010年代前半にかけてヘイトスピーチが激化することとなった。
- ファシズム活動家の外山恒一は、しばき隊の野間易通との「サブカル」論争においてこう指摘した。

- 12月12日 - 動画共有サービス「ニコニコ動画(仮)」開始。

2007年
- 8月 - 強盗や誘拐の共犯者などを募る目的で2004年頃から利用されていた闇サイト「闇の職業安定所」で知り合った男3人組がOL殺人事件を起こす（闇サイト殺人事件）。
- 11月30日 - ニコニコ動画に牛丼屋店員による悪ふざけ動画が投稿される（テラ豚丼事件）。後のバイトテロの先駆け。
- 監督やスタッフによる出演者への性的虐待やパワハラが後に問題となった『童貞。をプロデュース』が公開。
- 障害者差別などを芸風としているアングラ芸人・スパルタ教育（現・まん☆だん太郎）のネタがYouTubeやニコニコ動画にアップロードされ炎上し、本人は後に謝罪したものの、その後もライブで同様の差別的なネタを続けていた。本来は表に出ないアングラなネタが動画サイトなどで拡散され、問題となった最初期の事例である。

2008年
- 前衛集団Chim↑Pomが、被爆地である広島市の上空において、飛行機雲で「ピカッ」という文字を描き問題となる。
- 4月23日 - 日本語版Twitterリリース。
- 6月8日 - 秋葉原通り魔事件発生。
- 2006年6月から7月にかけてウクライナのドニプロペトロウシクに住む若者らが約1ヶ月の間に快楽目的で21人を殺害した。2008年末には殺人行為を記録したビデオがインターネット上に流出し、そのうち「ウクライナ21」と称される動画は動画共有サイトに完全な状態で流出した（この前後に日本では「検索してはいけない言葉」という言葉が定着している）。その後、ウクライナ21に触発された模倣犯が「アカデミーマニアックス」事件を起こす。

2009年
- 日本文化に影響を受けて4chanで作られた海外製アダルトゲーム『かたわ少女』発表。

### 2010年代
2010年
- 6月30日 - 元『週刊SPA!』編集長のツルシカズヒコが『「週刊SPA!」黄金伝説』（朝日新聞出版）を刊行。
- 7月23日 - 村崎百郎が読者を名乗る男に自宅で48ヶ所を滅多刺しにされ刺殺。一時代が終わる。
- 9月 - 根本敬『生きる2010』（青林工藝舎）刊行。
- 11月25日 - 鬼畜系総括の書『村崎百郎の本』（アスペクト）刊行。特殊漫画家の根本敬は本書のインタビューで“悪い悪趣味”の跳梁跋扈について次のように語っている。90年代の悪趣味ブームを支えていた人たちっていうのは教養があって知的な人が多かったし、読んでいる方も「行間を読む」術は自ずと持っていたと思うんですよ。それに「影響受けました!」っていう第二世代、第三世代が出てくるにつれどんどん崩れて、次第に単に悪質なことを書いてりゃいいや、みたいな“悪い悪趣味”が台頭してくるようになる。だいたい趣味がいい人じゃないと、悪趣味ってわからないからね。村崎さんにしろ、オレの漫画にしろ、結局世の中がちゃんとしていてくれないと、立つ瀬がないわけですよ。でも、世の中がどんどん弛緩していっちゃって、もう誰もがいつ犯罪者になるのか、わからないような状況になっちゃったのが鬼畜ブームの終わり以降。とりわけ90年代終わりからここ数年、特に激しいじゃない? — 根本敬インタビュー「村崎さんには“頑張れ”という言葉が相応しい、というか、これしかない」（上掲書・334頁）
- この頃からニコニコ動画においてアングラ系コンテンツの人気が拡大していく[338]。
- 首都大学東京の男子学生2人が、「ドブスを守る会」「ドブス写真集を作る」等と称し、街中で面識のない一般女性に執拗につきまとい撮影を迫った挙げ句、嫌がる姿を撮影した映像を無断で動画投稿サイトにアップロードした。ネット上では「いじめである」「悪ふざけではすまされない」「名誉毀損だ」等と批判が殺到し問題となった。

2012年
- この年、第一東京弁護士会に所属する弁護士を対象とした、2ちゃんねる史上最大級の炎上騒動「ハセカラ騒動」が起きる。これは「なんでも実況J板」で炎上した高校生がつけた弁護士が2ちゃんねらーに対してIP開示請求を行った際、数多くの不手際があったとして反感を買い、炎上したのが原因である。その後、当該弁護士に対する殺害予告は100万回を超え、ありとあらゆる嫌がらせが行われた結果、複数の逮捕者も出した[339]。また住所特定や墓荒らしに留まらず、2014年にはKRSWLockerと呼ばれるランサムウェアを用いた攻撃が、2015年には炎上騒動に関連したグーグルマップ改ざん事件が、2016年には当該弁護士を騙った同時爆破予告が起きるなど、現実社会にも大きな影響を与えている[340]。ネット上でも、当該弁護士を麻原彰晃に見立てて教祖化したり、3Dモデル（MMD）にして脱糞させたり、ロリコン扱いしたりと小学生感覚の発想でネタ化が進み、ニコニコ動画にも多数のMADムービーが投稿されるなど、2ちゃんねるの枠を超えた平成ネット史上最大級かつ最長級のインターネット・ミーム（ネット上の祭り）となった[341]。当該弁護士は炎上騒動について「ネット社会ではネタになれば何でもいい。憎しみが動機ではなく、集団コミュニケーションの中の居場所探しでしかない」とした上で「（ネット社会では）話し合う以前に、自分の主張に合わなければ人格否定をする。健全な言論空間として機能していない」とSNSや匿名掲示板で誹謗中傷が起きる背景を指摘している[342]。

2013年
- 2月8日 - 青山正明『危ない薬』が神奈川県で有害図書に指定。
- 9月13日 - 世界中の猟奇映像を公開しているまとめサイト「グロッティ・マンデー」開設。
- 第一次バイトテロ（バカッター）ブーム。

2014年
- 4月27日 - データハウスの鵜野義嗣社長が運営している「まぼろし博覧会」内に常設展示「村崎百郎館」がオープンする[343]。
- 青山正明『危ない薬』が2月25日に栃木県、10月31日に北海道で有害図書に指定。
- ゲーマーゲート集団嫌がらせ事件勃発。ゲーマーゲート・コミュニティの一部がゲーム業界の女性に対して嫌がらせ（ハラスメント・キャンペーン）を行ったため、4chanではゲーマーゲートの投稿が禁止された。その後、ゲーマーゲートは4chanの避難所として8chanの/v/（ビデオゲーム板）に移住し、彼らの一部は極右やネオナチ、白人至上主義と合流してドナルド・トランプ大統領を擁立するオルタナ右翼の構成員となった[344]。
- この年『危ない1号』副編集長の吉永嘉明が失踪する[345]。
- 同和行政批判活動をしている鳥取ループがTorネットワーク上に同和地区Wikiを開設[346][347]。
- 同年、葵龍雄と名乗る管理人が「少年法」なんて知ったことか！をスローガンに掲げ、未成年の犯罪者やいじめ事件の加害者の個人情報を掲載していた「クソガキどもを糾弾するホームページ」が削除される。

2015年
- 5月20日 - 過激なドローン動画配信を手掛けていた当時15歳の通称「ドローン少年」が逮捕される[348][349]。
- 6月 - 酒鬼薔薇聖斗こと元少年Aが著書『絶歌』（太田出版）を上梓する。
- 9月21日 - 2ちゃんねる開設者の「ひろゆき」が4chan管理人に就任する[350]。

2016年
- ヘイトスピーチ規制法が成立。
- 6月19日 - NHK教育テレビ『ニッポン戦後サブカルチャー史Ⅲ』第4回（最終回）「サブカルチャーが迎えた『世紀末』」放送。根本敬が悪趣味ブームについて言及。
- 7月26日 - 相模原障害者施設殺傷事件発生。
- ピザゲート陰謀論が4chanで発生する。同年12月には「ワシントンのピザ店が児童売春の拠点になっている」というフェイクニュース（陰謀論）を信じた男が実際にピザ店で発砲する事件を起こす。

2017年
- 青野利光＋赤田祐一編集『スペクテイター』39号（有限会社エディトリアル・デパートメント／幻冬舎）で「パンクマガジン『Jam』の神話」特集。
- 平野悠『TALK is LOFT 新宿ロフトプラスワン事件簿』（ロフトブックス）刊行。
- 7月21日 - 日本のサブカルチャーに影響を受けた米ナンセンス映画『KUSO（英語版）』一般公開。蛆虫、糞尿、排泄、肛門、膿、吐瀉物、精液、粘液、性交粘膜などがクレイアニメ風に描かれる前衛ホラーコメディといった趣。フライング・ロータス（本作ではスティーヴ名義）の長編初監督作品。
- 10月28日 - 4chanの/pol/（Politically Incorrect／非ポリコレ板）にQアノン陰謀論の「Q」が初投稿する。
- 座間9人殺害事件が発生。
- 林雄司は「モンドな感じだよね、って言っておけば何となく意味ありげな感想を述べたような気になれた」と回想した[351]。「MONDO」は90年代にスノッブな若者言葉として一部で流通した。
- 12月 - 『Quick Japan』135号で座談会「ロフトプラスワンと90年代サブカルチャー」（赤田祐一・石丸元章・姫乃たま）掲載。石丸元章は鬼畜系の背景としてあるのは「バブル期に生まれた80年代のカルチャー」と指摘している。石丸いわく「バブルの恩恵を受けられず、貧しいまま80年代を過ごした若者たちの復讐のカルチャー」として、ゴミ漁りやドラッグなど公序良俗に反する「鬼畜系」が花開いたとしている。また彼らが復讐の対象としたのは、糸井重里の「おいしい生活」に代表されるような、80年代以来の軽薄きわまりない消費文化であったとしている[225]。

- この年、村崎百郎刺殺事件をめぐる一連の状況を漫画化した『私の夫はある日突然殺された』（森園みるく）が公開される。

2018年
- 2月 - 90年代鬼畜系とヘイトスピーチの関連性を論じた『実録・レイシストをしばき隊』（野間易通著、河出書房新社）刊行。本書ではポストモダン以降の「大きな物語の終焉」を可視化する目的で、青山正明が『突然変異』『危ない1号』で提唱した「すべての物語は等価」という新しいメタ物語（社会構造の非対称性を無視した価値相対主義）によって“正義”をも相対化した結果、あらゆる道徳が価値を持たなくなったこと、そして「ポストモダンの極北」である鬼畜系が現在のヘイト文化を用意した可能性を指摘している[3]。
- 5月2日 - 大阪ロフトプラスワン・ウエストで宮沢章夫と野間易通が幻の名盤解放同盟の韓国旅行記『ディープ・コリア』をめぐる対談イベント「サブカルに決着をつける」を行った。これを発端として音楽評論家の高橋健太郎がTwitter上で『ディープ・コリア』論争を起こす[352]。識者の見解や論争の流れについては香山リカ『ヘイト・悪趣味・サブカルチャー 根本敬論』（太田出版）やロマン優光『90年代サブカルの呪い』（コアマガジン）に詳しい。
- 5月30日 - 政治活動家で作家の雨宮処凛が『90年代サブカルと「#MeToo」の間の深い溝。の巻』という論考を発表。これは「90年代、私はクソサブカル女だった」と語る雨宮が「鬼畜ブーム的なものが盛り上がる中、意図的に見ないふりをしてきたことについて、改めて考えなくてはいけないと思っている」と自己批判あるいは反省を促す内容で、これを皮切りにTwitter上で90年代サブカル論争が起こる。
- 6月24日 - ブロガーのHagexが荒らしユーザーに刺殺される。この事件で加害者の精神鑑定を担当した精神科医は「被告の攻撃的な面は現実社会の対人関係で出ることはなかった。ただ、ネットの中では、他者と全く違う関わり方をするようになった。ネットの中では被告の中の攻撃的な面が引き出されてしまった。もし、被告がネットのない時代に生まれていたら、本件のような犯行に至った可能性は、極めて低かったと考えられます」と法廷で証言し、インターネットが狂気を増幅・加速させた旨を明言した[353]。
- 8月 - あいちトリエンナーレ「表現の不自由展」騒動始まる。
- 9月1日 - RRR（両国楽園部屋）で催された『バースト・ジェネレーション』創刊記念座談会「90年代カウンターカルチャーを振り返る」に登壇した幻の名盤解放同盟の根本敬が『ディープ・コリア』論争について「その頃はいわゆる進歩的な文化人とされる左翼系の人達が言論界を握っていて、韓国に対して悪い事を言うと贖罪意識が強過ぎて、非常に風当たりが強かった。〔……〕良い意味の間抜け加減とか、そういうものに対しても、みんな口を閉ざして」いた80年代の空気感に言及しながら、あえて「韓国のことを正直に書く」ことによって、執拗な贖罪意識にとらわれた形でしか韓国を語れず、硬直していた日本の韓国観に対し「ある種のカウンターカルチャー」として機能していたと改めて解説した[354]。また根本は高橋の『ディープ・コリア』に対する執拗なバッシングについて「それこそ本も読まないで、その行間も読まないで、そして80年代がどんな空気だったのかってことを無視して〔……〕その男が『あれはヘイト本のルーツだ』っていうキャンペーンを始めたんですよ」と不快感を示し、「結局『ディープ・コリア』バッシングっていうのは、実はある音楽評論家が『ディープ・コリア』とヘイトスピーチを結びつけて、それを自分が社会正義の立場からバッシングしているという事に置き換えてるんですけど、実は（同い年で自分より先に出世した湯浅学に対する）極めて個人的な嫉妬」が全ての元凶として一蹴している[354]。以上のように当時の時代性を考慮せずに『ディープ・コリア』がヘイト本のルーツというような批判・主張については的外れであるとしながらも「非常に表層の部分だけを捉えれば、それはもしかしたら受け手によっては『韓国をバカにしてる』『ヘイトスピーチに何かしら影響を与えたことは否めない』と捉えられるかもしれない」と受け手がそういった解釈をしてしまう可能性については根本も認めている[354][355]
- かつて鬼畜本ブームを仕掛けたデータハウスの創業者でまぼろし博覧会館長の鵜野義嗣（セーラーちゃん）がインタビューで「『危ない』系の本は今は絶対ダメですね。『危ない』のに興味を持つのは、経済的に余裕がある時なんですよ。どうやって食っていくか大変な時代に、『危ない』とかそんなことは言ってられない。こういう“すねた本”がうけるのって実は貴族文化なんですよ」と語る[356]。

2019年
- 3月4日 - ロマン優光が悪趣味ブームと90年代サブカルに関する手引き書『90年代サブカルの呪い』（コアマガジン）を刊行。出版に至った動機についてロマンは「90年代サブカルという特殊な文化を今の価値観で振り返り、怒り狂っているヤバい単細胞が昨今目立ちます。彼らによる考察ならびに反省は、一見まともでも的を射ていないものが実に多く、世間に間違った解釈を広めてしまう害悪でしかないのです」と同書袖で語っている。
- 3月15日 - 香山リカ『ヘイト・悪趣味・サブカルチャー 根本敬論』（太田出版）刊行。『HEAVEN』編集者時代の自身の経験と特殊漫画家の根本敬を主軸に90年代サブカルと平成末期のヘイト現象を論じる試み。
- 8月5日 - アメリカ合衆国の匿名掲示板「8chan」がオフラインとなる。理由として8chanのユーザーが3度にわたる銃乱射事件を起こし、米CDN大手のCloudflareが「ヘイトの肥溜め」として強制的にサービスを打ち切ったことが挙げられる[357][358]。8chan開設者のフレドリック・ブレンナンは、サイバースペースにおける「言論の自由」の限界と8chanへの幻滅を次のように語った。言論の自由の社会実験は失敗しました。言論の自由を進めすぎると良いことにはならない。無制限の言論の自由の結果が、現在起きていることなのです。当時、私は若かった。もし時間を巻き戻せるならば、決して8chanをつくることはないでしょう[359]。
- 『童貞。をプロデュース』の松江哲明監督が性的虐待・ハラスメントを認め謝罪。

### 2020年代
2020年
- 4月3日 - 2ちゃんねる開設者の西村博之がAbemaTVの番組『ABEMA Prime』のレギュラーとなる。以降、小学生の間などでブームが起こる[360][361]。
- 7月11日 - 「迷惑系YouTuber」へずまりゅう逮捕騒動。若者の間で多くのファンを獲得していた[362]。
- 7月23日 - 電子書籍版『鬼畜のススメ―世の中を下品のどん底に叩き堕とせ!!』（百郎文庫）発行。
- 8月28日 - ドキュメンタリー映画『フィールズ・グッド・マン』が公開される。この映画では、米アンダーグラウンド・コミック界のアーティスト、マット・フュリーが生み出したカエルのペペというキャラクターが、白人至上主義やネオナチなどヘイトのシンボルとして4chanのオルタナ右翼に広く拡散された経緯と、ペペのイメージ奪還にマットが乗り出す様子が描かれている[363]。文芸評論家の藤田直哉は朝日新聞に寄せた批評の中で、トランプ現象を生みだしたアメリカのネット社会について次のように評した[364]。ペペは惨めさや悲しさを表現しているキャラクターで、だから匿名掲示板に来る「負け犬」たちの自画像として機能していたと映画は分析する。明るい女性たちがペペを使って「童貞」を罵ったり、ヒラリーがペペを攻撃したりしたことで、いわゆる「リベラル」「リア充」たちへの彼らの鬱屈が爆発した。トランプには破壊者として支持が集まり、ヒラリー陣営に対しては、児童買春などのデマや陰謀論がたくさんまかれた。これはインターネット・ミームの力である。インターネットで流通しやすいミームは、人々が高速で即座に反応するメディアの性質を反映し、思考を要さず感情を駆動させるものになりやすい。理性的で批判的な思考は、ネットのゲーム的なやり取りの中では働きにくい。だから、屈辱や惨めさに理由を与え、「あいつらが悪い」と示してくれる思想に飛びつきやすくなる。そして、デマや陰謀論が流通する。匿名掲示板の文化や、新しいメディア・テクノロジーによって、これまでにない政治的な感性が形成されている。生きる上での苦悩、絶望、羨望、怒り。それらとテクノロジーが複合したうねりは、注目に値する。めちゃくちゃにしてやりたい衝動が、ネットから現実に出てトランプ現象が起きたと映画は分析する。その衝動は世界の破滅すら望む。そんな悲しい姿を映画は捉えていた。〔……〕

2021年
- 1月6日 - アメリカ合衆国議会議事堂襲撃事件発生[365]。
- 2月 - 旭川女子中学生いじめ凍死事件発生。
- 3月21日〜4月4日 - 8chanとQアノン陰謀論のドキュメンタリー『Q: Into the Storm』（HBO）放送。5ちゃんねる/8kun管理人のワトキンス親子が主役を務める。ちなみにカレン・ホーバック監督は、8chan管理人のロンについて「彼が信奉する宗教は冷笑主義だ」と語った[366]。
- 5月7日 - グロ動画やゴア映像を掲載していた動画共有サイト「LiveLeak」閉鎖。後継サイトの｢ItemFix｣では過度の暴力・残酷シーンを含む猟奇的なコンテンツが禁止された。サイトの閉鎖についてギズモード・ジャパンは「ネットアングラ文化の終焉」と評した[367]。
- 7月19日 - 開幕を目前に控えた東京2020オリンピックの開会式で作曲担当予定だった小山田圭吾が、1994年1月発行の『ロッキング・オン・ジャパン』と1995年8月発行の『Quick Japan』3号掲載「村上清のいじめ紀行」で告白した障害児いじめの記述が国内外で問題視された結果、自主的な降板に追い込まれる[368]。また小山田の告白を躊躇なく掲載した編集サイドや、あえて悪趣味な言動や価値観を好む“鬼畜系”なども批判の対象となった。いじめ記事を掲載したロッキング・オン社は18日[369]、太田出版は19日[370]、公式サイトに謝罪文を掲載した。
- 三流劇画ブームとロリコンブームの仕掛人で、元アリス出版『少女アリス』編集長の川本耕次は、自販機本周辺のサブカルチャーが1990年代に鬼畜系へと発展した経緯について次のように総括している。

- 7月23日 - 村崎百郎忌。東京2020オリンピック開催。小山田問題の検証記事「いじめ紀行を再読して考えたこと―90年代には許されていた?」（北尾修一）公開。一連の辞任劇について作家の適菜収は次のようにコメントした[373][374]。東京五輪のキーワードとしては「ウンコ」「いじめ」「殺人」などいろいろ上がっていましたが、最終的には「鬼畜系」というのが一番しっくりくるのかと思います。そもそも新型コロナ感染拡大下における東京五輪の強行自体が国民に「ウンコを喰わせる」ような鬼畜の所業。テレビメディアや広告代理店をはじめとする「電波系」の小遣い稼ぎであり、悪質な政治家による「トリコじかけの明け暮れ」である。嘘とデマによる誘致に始まり、開催費用の計算もデタラメ。エンブレムは盗作騒動で変更。森喜朗の女性蔑視発言から、タレントの女性を「豚」として扱う演出まで、下品のどん底に転落した東京五輪の音楽は、小山田こそがやるべきだった。
- 8月7日 - 『Quick Japan』創刊編集長の赤田祐一が『スペクテイター』公式サイトで「いじめ紀行」の企画意図を説明する[375]。また炎上騒動に関して赤田は『中央公論』2021年10月号のインタビュー（構成=鴇田義晴）で「元のソース、書かれた本や雑誌などの現物を読まないで、誰かが書いたことに意見を付け加えたりして事実化するようなことは気持ちが悪いですね。間違いがどんどん事実になっていってしまうことが多いから。晩年の坪内祐三さんも書いていたけど、ツイッターは文脈を無視する傾向が強い。その意味で好きではありません」と言及している[376]。
- 当時右翼活動家でブームに耽溺していた雨宮処凛は、鬼畜系が「生き辛さを抱えている弱者やマイノリティへの救済」になっていたとして次のように自己分析した。

- 『危ない1号』に寄稿した北のりゆきは、元新左翼の立場から以下のように述べている。
- 8月20日、カルト的なサブカル雑誌『HEAVEN』でデビューした香山リカは、「かつてのサブカル・キッズたちへ〜時代は変わった。誤りを認め、謝罪し、おずおずとでも“正論”を語ろう」という文章を発表した[379]。80年代90年代サブカルについて以下のように述べた[379]。

また、香山リカは、ヘイトデモへの参加者やかつて80年代90年代サブカル意識を持つもの達に、謝罪を促した。
- 9月16日 - 小山田のインタビュー記事が『週刊文春』9月23日号に掲載されたことを受け、当時「いじめ紀行」の連載を企画・構成・執筆した村上清のコメントが太田出版のWEBサイトに全文掲載された。ここでは「いじめはよくない、やめよう」という教科書的な正論を大っぴらに言うことに対する違和感があり、あえて極端な角度から「いじめ」の本質を伝え、突破口にしたかった、という企画意図が述べられている。また村上は、元記事にあった“皮肉と反語”をあえて掛け合わせたり、一種の“諦念”や“自虐的なニュアンス”を盛り込んだりした記述形態の文脈が、第三者のブログに転載された際、恣意的に切り取られて剥奪されてしまったこと、そしてマスメディアの報道を含む大半のケースで、そのブログ記事が「原文」として参照・拡散されたことなどにも触れている[380]。
- ロマン優光は小山田の炎上騒動が大きくなった理由について「反オリンピックの流れによる部分が多かった」とし、「いじめ記事をオリンピックを攻撃する材料として利用しようとする人間がでたことで、いじめ記事の存在すら知らなかった人、小山田氏に興味もなかったような人に届き、人権意識の高い真面目な人から、叩ければ何でもいいような人まで巻き込んだ」と指摘した。またロマンは炎上に加担したネットユーザーについて「自分に都合のいい言葉を求めてるだけで文章全体の趣旨に無関心の人も多く、期待した言葉がないとピントはずれな批判をしてきたりもする。叩く材料として利用できたら何でもいいし、好意的に解釈するために利用できればなんでもいいのだろう。そういうことから考えてみるに、小山田氏が今後に何を発信しようが、悪く思いたい人は何が何でも悪く解釈するだろうし、良く思いたい人は何でも好意的に解釈する。結局、どっちの言うことも信用ができない」と一蹴した[381]。
- 9月 - 町田市小6女児いじめ自殺事件が発覚。児童に配布されたタブレット端末が「いじめの温床」になっていたことが物議となる。
- 12月31日 - 小山田の炎上騒動を総括した15時間番組「小山田圭吾氏と出来事の真相」がDOMMUNEで放送。
- 2021年、渋谷直角は著作の中で、90年代には「悪趣味ブームともある種繋がる形で、「モンド」というブームがあった」と回想した[382]。「70年代の『プレイボーイ』や、『ペントハウス』のエログラビア、アメリカの企業広告やノベルティ、猟奇殺人犯のグッズやジョークグッズ」を事例として挙げた[382]。渋谷直角はモンド・ブームについて「デザインや作品として特別優れているわけではないが、奇妙だったり味があって良い、おもしろい、という新たな光で照らされた」「今も昔も並列に見て、その時代時代の背景も知りつつ、美しいものばかりじゃないよね、という情緒ごと楽しむ感覚が当時はあった」と評している[382]。

2022年
- 1月6日 - 2022すばるクリティーク賞受賞作「90年代サブカルチャーと倫理―村崎百郎論」（鴇田義晴）が集英社の文芸誌『すばる』2月号に掲載。
- 4月 - この年、相次ぐ邦画の撮影時のハラスメントが問題となっていた中で、2017年公開の小林勇貴監督の映画『ヘドローバ』のメイキング映像内で、実際に子役が元格闘家の俳優に平手打ちされる等の暴行が繰り返し行われ、それを見た監督が笑顔で「恐ろしいものが撮れてしまいましたが、そうですね、でもすごい良かったです。」「児童虐待、撮りました」等と語る映像が問題となり、同監督は謝罪した。
- 7月10日 - 第26回参議院議員通常選挙にて表現の自由を訴えた漫画家の赤松健（自民党）、「暴露系YouTuber」ガーシーこと東谷義和（NHK党）が当選。

- 8月24日 - ライブストリーミング放送局『DOMMUNE』で5時間特集『鬼畜系カルチャー大検証! 村崎百郎が蘇る!』が放送された[383]。出演者は、森園みるく、鴇田義晴、宇川直宏、ばるぼら、根本敬、中原昌也、釣崎清隆、黒田有南、虫塚虫蔵、好事家ジュネ、ケロッピー前田。
- 9月4日 - 4chanから派生した英語圏の嫌がらせ特化型掲示板「Kiwi Farms」が、サービス提供者のCloudflareに強制ブロックされた[384]。このサイトではトランスジェンダー活動家などを標的に徹底的な嫌がらせキャンペーンが行われることで知られ、少なくとも3人の自殺者を出している[385]。Cloudflareは、サイトをブロックした理由について「この48時間でKiwi Farms上の脅威がこれ以上ないほど高まっており、もはや法執行機関の行動を待つことができないほど差し迫った緊急事態となったため」と述べている[386]。
- 11月 - 東京都立大学南大沢キャンパス構内で、社会学者の宮台真司が面識のない男に刃物で切りつけられ、重傷を負う。